# PSYCHO-PASS サイコパス
『PSYCHO-PASS サイコパス』は、日本のオリジナルアニメ、またこれを原作としたメディアミックス作品。
テレビシリーズはフジテレビ「ノイタミナ」にて放送され、2012年10月から2013年3月にテレビアニメ第1期が放送されたのを皮切りに、2014年7月から9月に第1期の新編集版、同年10月から12月に第2期『PSYCHO-PASS サイコパス 2』が放送され、2019年10月から12月に第3期『PSYCHO-PASS サイコパス 3』が放送された。
このほか、2015年1月には映画『劇場版 PSYCHO-PASS サイコパス』が公開され、2019年には劇場版三部作として『PSYCHO-PASS サイコパス Sinners of the System』が連続公開された。2020年には特別編集版『PSYCHO-PASS サイコパス 3 FIRST INSPECTOR』が劇場公開およびAmazon Prime Videoにて独占配信された。2022年10月からはシリーズ最新作『劇場版 PSYCHO-PASS サイコパス PROVIDENCE』の制作を含む10周年プロジェクトが始動した。

## 概要

### 製作経緯
テレビドラマ『踊る大捜査線』の監督として知られる本広克行は無類のアニメ好きでもあり、長らく自らの手でアニメを作る夢を実現させたいという想いから、多忙の中で密かにアニメ作品の企画を構想していた。
2009年、Production I.Gのプロデューサーと接触する機会を得た本広が長年の夢を語ったことがきっかけとなり、アニメ制作監督の塩谷直義と共に本作品の実企画がスタートした。当初は「現代版『パトレイバー』を作ろう」という構想であったが、やがて様々なセッションの過程を経てストーリーラインを固める段階にきた2011年初頭のころ、ハードでダークな作風の『魔法少女まどか☆マギカ』で知名度を得た虚淵玄をメインストーリーライターとして迎え、最終的な作品形式（下記）ができあがった。また、実際のアニメ脚本は小説家・深見真と高羽彩がシリーズ構成を元に草稿を書き、それをもとに虚淵が脚本を書き下ろす共作形式で概ね全話作られている。
第2期は1クール全11話。シリーズ構成に新たに作家の冲方丁が加わり、熊谷純が脚本を担当。虚淵はシリーズ監修を務める。
第3期は劇場三部作第3作の初日舞台挨拶にて製作が発表された。

### 作品内容
基本的なコンセプトは“近未来SF”、“警察もの”、“群像劇”の3つに集約される。
近未来SF
当初の企画が「パトレイバーのような」ロボットものであったことや中核スタッフの嗜好もあり、ジャンルはSFに、時代設定はSFの定番ともいえる近未来になった。ただ、IG社のSFアニメ代表作である『攻殻機動隊』との差別化を図る意味もあり、『攻殻』のようなサイボーグ・電脳といったサイバーパンク的設定は意図的に採用されず、SF的要素は「人々の精神が数値化され、管理される」という世界観と作品のキーアイテムである特殊銃「ドミネーター」を中心とした未来的ガジェットが中心になっている。脚本を担当した虚淵玄は、「フィリップ・Ｋ・ディックの思想実験的なＳＦの流れで、管理社会のディストピアのなかでの犯罪者、刑事の物語」という提案をしたと語っている。 作品の世界観が、厳しい監視による管理社会を舞台としながら、ディストピアにもユートピアにも偏らない中間的な社会として描かれた理由は、社会体制の是非をテーマにしていないためである。
警察もの、群像劇
本広がスタッフと討議を重ねる過程で、主要なキャラクターたちが活躍する舞台は自然と本広の十八番である『踊る大捜査線』・『SP』といった“警察的組織”になり、そこに所属する刑事（的な職業に従事する者）たちの「群像劇」を描く流れが決まった。
本広の「警察もの」は往年の「泥臭い警察ドラマ」から脱したスタイリッシュな面が強調されることが多いが、本作品ではあえてその「泥臭い往年の警察ドラマ」路線をベースに、『ブレードランナー』を彷彿させる「暗鬱とした都市の闇で発生する犯罪を、刑事たちが特殊な能力などに頼らず一般的な方法で捜査する」味付けがなされている。犯罪者との闘いもSFにありがちな特殊能力バトルではなく、互いの知能を駆使した「知恵比べ」的なものが中心となる。
その他
キャラクター原案は、少年漫画『家庭教師ヒットマンREBORN!』で知られる天野明が担当している。この起用は、本作品の放送枠“ノイタミナ”のチーフプロデューサーである山本幸治直々のオファーによるものである。

## ストーリー

### ストーリー設定
舞台は人間のあらゆる心理状態や性格傾向の計測が可能となり、それを数値化する「シビュラシステム」が導入された西暦2112年の日本。人々はこの値を通称「サイコパス（PSYCHO-PASS）」と呼び習わし、有害なストレスから解放された「理想的な人生」を送るため、その数値を指標として生きていた。
その中でも、犯罪に関しての数値は「犯罪係数」として計測され、たとえ罪を犯していない者でも、規定値を超えれば「潜在犯」として裁かれていた。
そのような管理社会でも発生する犯罪を抑圧するため、厚生省の内部部局の一つである警察組織「公安局」に属する刑事は、シビュラシステムと有機的に接続されている特殊拳銃「ドミネーター」を用いて、治安維持活動を行っていた。
本作品は、このような時代背景の中で働く厚生省公安局刑事課一係所属メンバーたちの活動と葛藤を描く。

### 第1期あらすじ
新任監視官として厚生省公安局刑事課一係に配属された常守朱。朱の部下となるのは、潜在犯であるが能力を買われ、ドミネーターを持ち捜査に関わることが許されている執行官の狡噛慎也、征陸智己、縢秀星、六合塚弥生の4人。朱は初日から失態とも取られかねない異例の対処をしてしまい、先輩監視官である宜野座伸元から厳しい言葉を受けながら、狡噛に励まされて成長を重ねていく。
シビュラの目を逃れて次々と起こる凄惨な事件を解決していく中、狡噛の過去が明かされる。3年前、当時監視官だった狡噛は部下であった佐々山光留執行官を、「標本事件」と呼ばれる事件捜査中に殺害される。それ以来、捜査にのめり込んだために犯罪係数が上昇して執行官に降格してしまった現在でも、狡噛は唯一の手がかりである「マキシマ」なる人物を追い続けていた。
やがて、標本事件と酷似した女子高校生の連続猟奇殺人事件が起こる。これまで朱と捜査に当たった事件でも、狡噛は影で犯罪を支援する者の存在を感じ取っており、その人物が「マキシマ」ではないかと考えていた。そしてついに、数々の犯罪者を影で操っていた槙島聖護が朱の前に姿を現す。槙島は凶悪犯でありながらシビュラにその犯罪動向に見合った犯罪係数が計測されることのない、免罪体質と呼ばれる特異な体質を持っていた。朱は目の前で槙島に親友を殺害されながら、ドミネーターで裁くこともできず逃亡を許してしまう。さらに、シビュラの完全性を疑わせないため、局長の禾生壌宗が槙島の存在を隠蔽してしまう。
槙島はシビュラの正体を暴くことを目論み、仲間のチェ・グソンとともに製作したシビュラに感知されない妨害ヘルメットを各地に配布して犯罪を頻発させることで、街中でサイコハザードを引き起こす。そして、その隙にシビュラの本体があると推察した厚生省ノナタワーを襲撃する。狡噛と朱はその真意に気づき、死闘の末に槙島の確保に成功する。一方、グソンを追跡していた縢はシビュラの正体を知るが、その直後にグソンともども禾生に殺処分されてしまう。
刑事課一係から捜査権を奪った禾生は槙島に、シビュラがスーパーコンピュータではなく、凶悪犯を含む免罪体質者である200人以上の脳をユニット化して統合運用させた有機演算システムであることを明かす。また、禾生の正体もシビュラを構成するユニット脳たちが共用で使用する義体であり、この時のユニット脳は槙島の元仲間の藤間幸三郎だった。藤間は槙島にユニット脳へ加わることを勧誘するが、それを拒絶した槙島は藤間を殺害して逃亡する。
なおも槙島を取り込もうとするシビュラは、その障害となりうる狡噛を捜査から外して殺害しようとするが、シビュラの思惑に勘付いた狡噛は、槙島を抹殺するために妨害ヘルメットと征陸から渡されたリボルバーを手に、公安局を去る。まもなくシビュラから正体を明かされた朱は、シビュラを嫌悪しつつも槙島の確保を条件に、狡噛の助命を取り付け、2人を追跡する。
槙島は、新たに日本の食料自給の99%を担うハイパーオーツを壊滅させるバイオテロを企む。征陸が犠牲となりながらもテロは阻止されるが、朱の追跡もむなしく狡噛は槙島を射殺し行方をくらませる。槙島の保護に失敗した朱だが、「将来的に市民がシビュラの正体を知った上でその存在を享受して懐柔される環境を構築するための理想的なサンプル」として命と身分を保証される。それに対し、いつかシビュラを必要としない新しい道を見つけることを宣言する朱を、シビュラは嘲笑うのだった。
物語は、一連の事件の後に執行官に降格した宜野座と、新任監視官の霜月美佳を加えた新たな厚生省公安局刑事課一係、そしてどこかで生きている狡噛の姿を映して幕を閉じる。

### 第2期あらすじ
第1期エンディングから1年半後。東京都内で連続爆破事件が起こり、新任執行官の東金朔夜と雛河翔を加えた新体制の一係も捜査にあたるが、人質に見せかけた囮を追跡していた二係の酒々井水絵監視官が不可解な状況で姿を消してしまい、現場には血で書かれた「WC?」のメッセージが残されていた。確保した犯人・喜汰沢旭の犯罪係数は通常では考えられない経過を辿っており、さらに尋問のための拘置期間中に執行対象外の数値にまで下がるという異例な事態になる。本人は「『カムイ』がクリアにしてくれた」と口走り、移送中に逃亡を謀るが、結局は殺処分されてしまう。喜汰沢の「俺は今、何色なんだろう？」という死に際の言葉から、朱は「WC?」の意味が「What Color?」ではないかと思い至る。その後も『カムイ』を救世主と仰ぐ複数の人物による事件が起こり、さらにその捜査の過程で複数の執行官が殺害されてドミネーターを奪われてしまうという事態が発生するが、犯人たちは一様に犯罪係数が執行対象外のため、現在の日本の法律では裁くことができずにいた。
『カムイ』の正体は、極めて高い医療の知識と技術を兼ね備えた青年・鹿矛囲桐斗であった。彼は小学生のころに修学旅行で搭乗していた飛行機の墜落事故に遭って重傷を負うが、自分以外の同期生184名の遺体のパーツを継ぎ合わされて生存した、多体移植手術の被験者だった。しかしその結果、シビュラからは「継ぎ合わされた死体」あるいは「複数の人間の集合体」と認識されることになり、サイコパス判定の対象から外され、その結果として社会全体から阻害されてしまうという経歴を持っていた。鹿矛囲は自らをこのような目に陥れた人物とシビュラを裁くために数々の犯罪を計画、実行していたのだった。
鹿矛囲の正体を掴んだ朱と一係は彼の逮捕に向けて動くが、捜査中に朱の祖母が殺害されてしまう。鹿矛囲の仕業に見せかけて行われたその殺人事件の実行犯は東金朔夜であった。彼は「シビュラの一部となった母親を美しく保つ」という歪んだ愛情から、過去に幾人もの監視官の犯罪係数を悪化させ、その度にドミネーターで殺処分したという経歴の持ち主だった。さらに、彼の母親・東金美沙子が鹿矛囲の多体移植手術を人体実験のために行った張本人であった。鹿矛囲を自ら殺処分するために禾生の姿で現れた美沙子であったが、彼女を除くシビュラの総意で鹿矛囲の持つドミネーターで射殺された。
朱と鹿矛囲の訪問を受けたシビュラは、朱の提案で「個人としてのサイコパスの他に、集団としてのサイコパス判定を導入する」ことを決定する。それによって鹿矛囲は潜在犯として認定され、法の裁きの対象となった。あくまでも鹿矛囲を殺さず逮捕しようとする朱だったが、母親の死を受けて錯乱した朔夜が現れ、鹿矛囲とドミネーターの相打ちとなる。その間際に鹿矛囲は、朱の正義がこれからの社会を導いていくと信じ、彼女に未来を託してこの世を去った。
事件解決後、シビュラは朱に対して、「集団サイコパス判定が開始されれば、個人としてはサイコパス判定がクリアであっても、集団としては問題があると判定された人間に対する魔女狩りが横行するだろう」と警告する。だが朱は「社会が人間を選ぶのではなく、人間がこれからの社会を選ぶ」と、人間の可能性に賭ける思いを語るのだった。

### 第3期あらすじ
第2期エンディングから5年後の2120年。日本政府は従来の鎖国政策を緩和し、段階的に移民を受け入れ始めるようになっていた。かつて厚生省公安局刑事課一係を率いた常守朱は何らかの事件で勾留され現場を退き、宜野座伸元や須郷徹平に加え、帰国した狡噛慎也は花城フレデリカが率いる外務省海外調整局行動課に異動。厚生省公安局刑事課長に昇進した霜月美佳、一係に残留した雛河翔、新任執行官の廿六木天馬、入江一途、如月真緒をはじめとした新体制の下、治安維持にあたっていた。「車両事故」で監視官不在となった刑事課一係に、特A級メンタリストの慎導灼と、元軍人でロシア系帰化移民の炯・ミハイル・イグナトフが着任。この二人は、それぞれの家族が死亡した事件の謎を追うべくして監視官となった「訳あり」だった。
その年の10月、新東京国際空港近海に巨大輸送機が墜落する事故が発生し、灼と炯を加えた一係も捜査のため出動する。その中で彼らは「偶然の積み重ねにより、事故に見せかけられた犯罪」と、それを設計する何者かの存在に気づき、さらに外務省海外調整局行動課も独自の捜査を行っていることを知る。一係は、被害者の旭・リック・フェロウズが告発しようとしたサブプライムローン詐欺を突き止めることに成功はしたものの、旭を殺害した存在を突き止めることは叶わなかった。
その直後、旭が殺された事件と近似した脳科学者・土谷博士の自殺現場を捜査。自殺と断定する他なかったが、選挙テロの防止という名目で土谷の関係者である都知事候補・小宮カリナと、対立候補の薬師寺・ヘラクレス・康介の捜査を開始。薬師寺の秘書が殺害され、その裏に茗荷谷廃棄区画の裏チャンピオン・榎宮春木の関与を疑う。捜査の中、執行官の家族の暴言に対して炯が暴力を振るい謹慎されるというアクシデントが起こるも、榎宮率いる選挙テロを阻止。小宮が思考誘導AIのマカリナを使った選挙を行っていたことが発覚したが、知人の榎宮の関与を知った薬師寺の色相が悪化。結果的に小宮が新東京都知事となる。その後、廿六木は前任監視官の事故の際に聴取した「梓澤廣一」の名刺を灼と炯に託し、一連の不審死の影にこの男が居ると二人に告げる。
一係の前任監視官に接触した炯は、車両事故の裏に公安局内にも潜んでいる「狐」と呼ばれる犯罪組織が関与していることを伝えられる。そんな中、信仰特区新設説明会で自爆テロが発生。賛成派が1名を除き死亡するが、生き残った反対派のテレーザ陵駕、ジョセフ・アウマ、トーリ・S・アッシェンバッハの三名と現場付近にいた賛成派、久利須＝矜治・オブライエンの中に犯人がいるとみて捜査が開始する。反対派の3人と会った後、残る久利須がメンタルケアで入院している病院を訪れるも直前で病室が爆破されてしまい、聴取に失敗する。さらには自爆テロ犯同様に爆弾が埋め込まれた人間が5人おり、残り3発の爆弾が残っていることを特定する。前夜に久利須と面会後失踪した陵駕の捜査をする過程で国賓を利用した密貿易の証拠を入手。アウマがそれに関与しているのではないかという疑惑が挙がり、さらに自爆犯がどちらもトーリの教団、ヘブンズリープの信者だったことから炯と如月は国賓に成りすますことでヘブンズリープへの潜入捜査を開始する。
しかし、その最中にアウマが自爆テロにより死亡。その知らせを聞いた如月は動揺してしまいトーリに潜入捜査を感づかれてしまう。それを知らない二人は祈祷中のヘブンズリープ教祖の仁世に接触しようとするも、祈祷中の仁世はホログラムによる偽装だった。その現場をトーリに見られてしまい拘束され、公安局とは別に潜入している外務省の情報を入手するために拷問を受ける。そこでトーリとコングレスマンの一人で彼の母・裁園寺莢子との会話でビフロストやインスペクターなどの情報を得る炯だったが、外務省の情報を話さない（知らない）炯に対して、炯の妻で視力回復手術を受けたばかりの舞子・マイヤ・ストロンスカヤを誘拐して口を割らせようとする。
その一方で、灼はメンタルトレースで、爆死したと思われた久利須が生きていることを掴み、彼とトーリが計画した犯罪であると見破る。陵駕本人とも再会し、彼女たちが計画していた終末救済プランを利用して今回の犯罪が行なわれていることが判明する。残り1発の爆弾を探すことになった一係は脱出した如月の証言もあり、ヘブンズリープへの強制捜査を実施。さらに炯は潜入していた宜野座、須郷の手で脱出。舞子を単独で捜索する。しかし、舞子は既にトーリに連れ去られており、炯はトーリに解放を要求するが、舞子の反撃でトーリは死亡。その結果彼女の色相が悪化してしまう。炯は舞子を守れなかった灼を激しく責め、二人の間に亀裂が入る結果となった。その数日後、炯はコングレスマン・法斑静火からインスペクターになる代わりに舞子を施設から出所させると持ち掛けられる。一度は拒否するも最終的には承諾し、13thインスペクターに任命される。その後、一係への取材を終えた六合塚は、突如事故に遭い意識不明に。さらにその現場に梓澤が現れるのだった。

### 劇場版（映画第1作）あらすじ
作中時間としては第2期の後となる2116年、長期の内戦状態下にあった東南アジア連合（SEAUn、シーアン）は、紛争地帯の中心部である首都・シャンバラフロートにシビュラシステムを導入する。これによって、シャンバラフロートは平和になったと思われた。
そんなある日、武装した不審な集団が日本に侵入する。その集団は日本の警備体制を知り尽くし、シビュラの監視を潜り抜けてテロを計画していた。シビュラの導入以降、前代未聞の密入国事件に、常守朱は厚生省公安局刑事課一係を率いて出動する。やがて、そのテロリストの一員にモンタージュを行うと、密入国の指示者と思しき人物が浮上するが、それは元刑事課一係執行官・狡噛慎也だった。朱は狡噛の真意を探るべく、単身シャンバラフロートへ捜査に向かう。
SEAUnに入国した朱は、反政府ゲリラに身を置く狡噛と再会。狡噛はニコラス憲兵隊大佐が依頼した傭兵部隊に拘束される。朱はシビュラシステムが不正改造されて憲兵隊に運用されていることをつきとめる。ニコラスは狡噛と朱を始末しようとするが、そこへ日本の刑事課一係が到着し、憲兵隊を殲滅。全てはシビュラによって仕組まれた事件であると明らかになる。朱はシビュラの義体にすり替わったハン議長に、辞任して選挙で元首を選ぶことを迫ったあと帰国する。狡噛は宜野座に見逃され、旅に出る。

### 劇場版三部作「PSYCHO-PASS サイコパス Sinners of the System」あらすじ

#### 第1作「Case.1 罪と罰」
監視官「霜月美佳」と、執行官「宜野座伸元」を主軸とした物語。時間軸は劇場版第一作目（2116年7月）より後の2117年2月。霜月、宜野座、六合塚は暴走車両を確保するために出動。結果的に、車両は公安局ビルに激突する。車両に乗っていた心理カウンセラー・夜坂泉はメモリーキューブと呼ばれる記憶媒体を渡そうとするも、直前で破損させてしまい錯乱状態のまま気絶。霜月たちは夜坂を確保する。取り調べ直前に経済省からの要請で身柄を彼女の職場である潜在犯隔離施設・サンクチュアリに送還することになり、そのことに疑問を抱いた朱は東京と施設のある青森の二手に別れて捜査することを提案。夜坂を確保した三人は青森へと向かう。夜坂の再脱走の危険があるとして六合塚を彼女の監視に選び、霜月らは捜査を開始する。しかし、施設長である辻飼の妨害や六合塚の拘束などがあり捜査は難航。そんな中、宜野座は施設内の霊園で久々利武弥という少年を保護する。彼の持っていたメモリーキューブには夜坂の告発映像が記録されており、さらに東京では事件の裏にサンクチュアリ設立の立役者の一人である国会議員の烏間が関与していることを突き止める。霜月はサンクチュアリが放射能物質の回収や自我を失う投薬をしていたことを収監者たちの前で明かし、辻飼を執行。朱たちの到着により帰還した霜月は朱から鳥間のことを聞かされ、彼に面会する。鳥間はシビュラの端末であり、霜月は事実を伏せる代わりに夜坂と久々利の身の安全を保障させ、夜坂に面会をするのだった。

#### 第2作「Case.2 First Guardian」
国防軍所属時代の須郷徹平（後の厚生省公安局刑事課二係執行官）と、生前の征陸智己を主軸とした物語。時間軸はテレビアニメ第1期より前の2112年夏ごろ。東京の国防省本庁舎を武装ドローンが襲撃する事件が発生。東京から捜査のために沖縄入りした厚生省公安局刑事課二係の青柳璃彩監視官と、刑事課一係の征陸智己執行官が名護基地を訪れ、その事件にある作戦で死亡したと思われていた須郷の先輩・大友が関与しているということを告げる。須郷は真相を知るため、共に捜査を開始する。

#### 第3作「Case.3 恩讐の彼方に＿＿」
テレビアニメ1期後に、日本を脱出した元執行官の狡噛慎也を主軸とした物語。時間軸はCase.1より後の同年11月となっている。SEAUnでの事件後に各地を放浪していた狡噛は、とある小国で出会ったテンジンという少女から復讐の仕方を学びたいと懇願される。そんな彼女に復讐は空しいと言いつつ、彼女に訓練をすることに。その裏では紛争の和平調停が進められていた。

### 劇場版『PSYCHO-PASS サイコパス 3 FIRST INSPECTOR』あらすじ
舞台は第三期の最終回直後。テレビシリーズからの直接の続きとなるストーリー。六合塚を襲撃して公安局ビルの入館パスを手に入れた梓澤は、単身で公安局ビルへ。先に逮捕・拘留されていた小畑と共に公安局ビルを完全占拠し、小宮都知事の辞任を要求するのだった。灼や炯、刑事課一係は梓澤を逮捕し公安局ビルを取り戻すために行動を開始する。その中で法斑静火の目的であるビフロスト破壊計画、シビュラになるという梓澤廣一の真の目的、灼の父・慎導篤志の生前の行動などが同時進行で語られていく。
最終的にビフロストは消滅し、梓澤廣一の目的も挫かれ、シビュラシステムと社会も新しい段階へと進み始める。公安局も新体制となり、逮捕されたはずの法斑静火が新局長として着任（裏ではシビュラが絡む）。法斑静火とシビュラとの取引により、常守朱は厚生省公安局刑事課長補佐（法定執行官）として現場復帰を果たした。

### 劇場版『PSYCHO-PASS サイコパス PROVIDENCE』あらすじ
第二期終了後（厳密にはSS Case.3）から第三期開始前のミッシングリンクを補完するストーリーとなっている。2118年、神奈川県沖で一隻の輸送船が謎のテロリストに襲撃される事件が発生。日本に帰国して外務省行動課に転属していた狡噛は、花城フレデリカの指示を受けて輸送船に潜入し、乗船しているミリシア・ストロンスカヤ博士を救出しに向かうが、既にストロンスカヤ博士は殺害されていた。
次の日、公安局刑事課統括監視官に昇進した朱は政府の会合に出席し「日本の法律を全廃してシビュラシステムに治安維持と統治を委ねる」という案に対して反対の意を唱えていた。そこに先日の事件の一報がもたらされ、朱は厚生省大臣官房統計本部長の慎導篤志とともに輸送船の調査に向かう。しかし、現場は外務省の捜査権が優先され、公安局刑事課は蚊帳の外に置かれる。朱はストロンスカヤ博士と親交の深かった雑賀譲二と連絡を取り合い、博士が死亡前に雑賀にストロンスカヤ文書を託すべく、出島にある私書箱へ送っていたことを知る。雑賀を伴い、文書の受け取りのため出島に向かった朱たち刑事課は、テロリストの正体がかつて外務省の秘密部隊として結成され、解体後に行方不明になった部隊「ピースブレイカー」であることを知る。出島に到着した朱たちであったがそこに文書は存在せず、さらにピースブレイカーの襲撃により雑賀が命を落とす。
ピースブレイカーの基地を襲撃した刑事課一行は潜入捜査を行っていた煇・ワシリー・イグナトフを保護し、ピースブレイカーの秘密を知る。彼らは一様に犯罪係数が低く、ドミネーターが通用しないというアドバンテージを持っていたが、それは脳内に埋め込まれた特殊チップ「ディバイダー」によって罪悪感を自分の精神から分離し、リーダーである砺波告善へ委ねて犯罪係数を下げるという機能によるものだった。刑事課と外務省行動課はピースブレイカーの代表である砺波を法で裁くため、彼らの本拠地である北方列島へ向かう。

## 登場人物

### 役職と対応するコールサイン
- 刑事課一係
  - 刑事課一係監視官＝シェパード（SHEPHERD）
  - 刑事課一係執行官＝ハウンド（HOUND）
- 刑事課二係
  - 刑事課二係監視官＝バルト（BALTO）
  - 刑事課二係執行官＝チップス（CHIPS）
- 刑事課三係
  - 刑事課三係監視官＝ガーディング（GUARDING）
  - 刑事課三係執行官＝ラーチャー（LURCHER）

### 主要人物

#### 第1期
狡噛慎也（こうがみ しんや）
声 - 関智一
性別：男性
誕生日：2084年8月16日
身長：180cm
血液型：B
主人公。厚生省公安局刑事課一係執行官（1期）。コールサインは「ハウンド(HOUND)3」。冷徹かつ厳格で無愛想だが、正義感と良識を持ち合わせている野性的な男。ストイックなトレーニングで培った強靭な肉体と捜査への執念深さから、周囲に恐れられている。また、頭脳の面でも優れており、その勘の鋭さと高い洞察力からいち早く事件の真相に気付くことが多い。執行対象者を追い詰めるさまは肉食獣のようだと朱に評されている。教養も身につけており、槙島聖護が引用する古今東西の作家や思想家の言葉を解する。愛煙家で、いつもデスクの灰皿にはタバコの吸殻が積もっている。強力な武器であるドミネーターを扱うにあたり、犯人を倒すのは機械ではなく自分自身であると自覚し、武器以上の強靭な精神と肉体を持つべきだという信念を持つ。そのため、局内訓練施設とは別に、自室にもトレーニング機材を揃えるほどに鍛錬に熱心で、近接格闘術シラットを身につけている。上司だが後輩でもある朱の経験不足な面を色々とフォローしているが、資質には一目を置く。征陸からは「コウ」、縢からは「コウちゃん」と呼ばれている。
元は監視官だったが、3年前の「標本事件」の捜査中、部下の佐々山が殺されたことをきっかけに犯罪係数が上昇、セラピーよりも捜査続行を優先したため、潜在犯認定のうえ執行官に降格となった。
第16話で、朱とともに標本事件に関係した槙島の確保に成功するが、捜査権を上層部に奪われたあげく逃亡を許す。槙島の追跡を強く望み、上層部の思惑から不当に殺処分されそうになるが、一係の機転と協力によって危機を脱する。征陸から提供されたセーフハウスに潜伏し、リボルバー式拳銃（スターム・ルガーSP101〈Ruger SP-101〉）を手に入れ、一係に手がかりを残しつつ槙島を追う。ウカノミタマ管理センターにて槙島にナイフで傷を負わせた後、施設外に逃げた槙島を射殺し、行方不明になった。因みにスピンオフ小説『異邦人 狡噛慎也』によると、日本を発ち、中国と香港を経由して東南アジアへと渡っていたとのこと。
2期では本人は登場しないが、朱が自分の考えを補完する際の幻影の対話相手として登場する。
劇場版で再登場を果たす。SEAUnで反政府勢力の戦術顧問を務めており、対ドローン戦を指揮していることが判明する。首都シャンバラフロート近郊で政府軍と交戦中に、国際捜査でSEAUnを訪れていた朱と再会し一時行動を共にするが、デスモンド率いる傭兵部隊にアジトを襲撃され捕らえられてしまう。その後、ニコラスに捕らえられた朱と共に処刑されそうになるが、シビュラシステム強権発動に伴う公安局の介入による混乱で窮地を脱し、朱にハン議長の下へ向かうよう指示すると自身はデスモンドを追う。不利な状況での格闘戦で徐々に押されるが、駆けつけた宜野座と共闘してデスモンドを倒す。しかし朱らのところには戻らず再び行方をくらませる。
Case.3で再び主人公を担当。傭兵としてアジア各地の紛争地帯を渡り歩いた末、辿り着いたチベット・ヒマラヤ同盟王国で武装ゲリラに襲撃された難民を救出したことをきっかけに、家族の敵討ちを望む少女テンジンと出会う。王国を巡る戦いの中でテンジンの仇であるガルシアを倒したものの、国際的に追われる身となる。そして、花城フレデリカから外務省海外調整局行動課への異動を求められ、劇中終盤で承諾する。
3期では外務省海外調整局行動課特別捜査官として日本に帰国。国際犯罪、主にピースブレイカーを追って度々登場する。宜野座に帰還の理由を問われた際には、彼だけに「自分の復讐心のためだけではなく、誰かのために何かができるかもしれない」という胸中を明かした。
常守朱（つねもり あかね）
声 - 花澤香菜
性別：女性
生年月日：2092年4月1日
身長：163cm
血液型：A
出身地：千葉県
本作品のヒロイン。1期・2期・劇場版では主人公を務めた。1期・2期ともに厚生省公安局刑事課一係監視官。1期時点で20歳。コールサインは「シェパード(SHEPHERD)2」（1期）、「シェパード(SHEPHERD)1」（2期）。髪型はショートボブ。訓練施設を首席で卒業。1期では物語開始時に刑事課に配属されたばかりの新任監視官。不器用だが天真爛漫で正義感が強い。優しく落ち着いており、相手が執行対象者でも説得や動きを止める等命を奪わない努力に全力を尽くす。ストレスに対する耐性も際立って強く、立ち直りや気分転換が早い上に、疑問を持つことと遵法精神の双方を厳格に重んずる。このため、現行社会制度を受容しつつ問題の解決に関してはポジティブな観点で思考するサイコパスの濁りにくい精神を持つ。1期では友人、2期では祖母が殺害されたことで、犯罪係数が上昇する状況に陥ったこともあるが、すぐに回復した。癖の強い執行官たちに翻弄されつつ、懸命に事件捜査にあたる。中でも狡噛に興味を持ち、現場や捜査では、頻繁に狡噛と組んで行動することになる。狡噛からは「あんた」、縢からは「常守ちゃん」「朱ちゃん」、征陸からは「お嬢ちゃん」と呼ばれている。家族は両親と、祖母の葵。おばあちゃん子である。
学生時代、シビュラの職業適性診断であらゆる官公庁の職業にトップレベルの適性があったにもかかわらず、500人もの同期生の中でただ自分だけが厚生省公安局刑事課監視官としての適性がA判定であったことから、「自分にしかできない生き方」を求めて監視官として厚生省のキャリアを選択した。配属早々、事件に巻き込まれるなど不憫な思いをしながらも狡噛と関わり槙島に纏わる事件を経て、一係の仲間から感心されるほど刑事としての成長を見せる。
第20話で、現在保たれている多数の幸福と社会の平和のためには、シビュラのあり方の正当性よりも必要性を重視する姿勢をとる。これにより、シビュラに自身と目的が共通していることと、槙島が引き起こした混乱を適正に収拾することを期待され、「フェイズ2適性＝シビュラシステムの正体を知る者」として、直々に機密と縢の殺処分のことを明かされている。シビュラの正体には嫌悪と憎悪を募らせるが、シビュラと交渉し、槙島の確保を条件に逃亡犯となった狡噛の助命を取り付け、ウカノミタマ管理センターで再会した狡噛と共に槙島を追うも、センター外に逃亡した槙島の足留めの成功と引き換えに負傷し、狡噛の槙島殺害を阻止できなかった。槙島の引き渡しには失敗したが、シビュラからは依然として理想の市民のサンプルとして重要視されており、その後も一係に残り監視官を続ける。
2期では逃亡した狡噛や執行官に降格した宜野座に代わり、一係を牽引していく。事件に関する推理の際に、狡噛が喫煙していたものと同じ銘柄のタバコを焚いていることがある。また、禾生局長がシビュラの外部端末であることも知っているため、2人で会話する際は険悪なタメ口で話す。
鹿矛囲の一連の事件では、鹿矛囲に己のシビュラに対する裁きの見届け人として見込まれる。事件捜査中に、祖母が殺害されたことで、犯人と目された鹿矛囲を殺処分すべきかという自身の取るべき道について迷いもしたが、幻想の狡噛との対話を通じて、あくまで法に則り鹿矛囲を裁きにかけるべく行動することを決意し、鹿矛囲と共にシビュラに集合的サイコパスの計測を行うよう選択を迫り、進化を促すことに成功する。葵殺害犯の東金の挑発には動揺するも、鹿矛囲に朱がシビュラを導く可能性を諭された上で社会を託され、計測可能となって執行された鹿矛囲の最期を見届ける。事件の落着後に、シビュラから構成員となって内部から進化を共に歩むことを提示されるも、シビュラと最期を迎える気はあるが今はそのつもりはないとして断っている。
3期では厚生省統計本部長の就任式の壇上で禾生を殺害した罪で勾留中であり、「人殺しの元監視官」と呼ばれている。PROVIDENCEでは「シビュラシステムにすべてを委任する」という形での法律の廃止を阻止するために、殺人を犯しても犯罪係数が上昇しなかった例を身を以て示す決断をしたためだった（禾生は胸を二度撃たれているが、脳だけが生身の義体であるため実際に殺人を行ったわけではない）。そのため真実を知る執行官たちの信頼は揺るいでおらず、現職で公安局に残っている霜月からも「先輩」と呼び続けられている。父親の死の謎を追う灼を監視官に推薦したという以外は、狡噛や細呂木との会話だけに出番を留めていたが、3期劇場版で法斑静火の計らいもあり公安局刑事課に法定執行官として復帰した。
ネット上のアバターは足のない2頭身キャラクターのレモネードキャンディ。自室で使用している「立体ホログラム表示サポート人工知能・ホームセクレタリー・アバターユニットシステム」の名前もキャンディで、共にクラゲのような形状をしており、自室にはクラゲやヒトデなど海洋生物のグッズが置かれている。
宜野座伸元（ぎのざ のぶちか）
声 - 野島健児
生年月日：2084年11月21日
身長：183cm
血液型：O
1期では厚生省公安局刑事課一係監視官、2期では同執行官。3期では外務省海外調整局行動課特別捜査官。1期でのコールサインは「シェパード(SHEPHERD)1」、2期では「ハウンド(HOUND)1」。一係のリーダー的存在。朱の直属の先輩にあたる。狡噛とは学生時代からの仲で、狡噛からは「ギノ」、縢からは「ギノさん」と呼ばれている。1期では眼鏡をかけており、冷静かつ理知的だが、感情的になることも多い。自身のメンタルを清浄に保つためにも、監視官は執行官とは深く交わるべきではないと考えており、逆の考えを持つ朱とぶつかることがある。
征陸の実子だが絶縁状態であり、故人である母親の旧姓を名乗っている。征陸が潜在犯となった当時に存在した誤解や偏見から、潜在犯の家族として辛い目に遇っていた。さらに、狡噛の潜在犯認定も相俟って、犯罪係数を上昇させるような状況や、潜在犯に関しては嫌悪や忌避が先に立った反応をする。
シビュラの絶対性を信じて行動していたが、免罪体質者の認知とそれに伴う禾生や公安局の処置に対する疑問、槙島に関して執念を燃やす狡噛の言動に振り回されて消耗し、カウンセリングを受けながらもサイコパスが悪化していく。1期の事件後に潜在犯となり、執行官として生きることを選択する。
第21話にて、ウカノミタマ管理センターで槙島捜索中に罠にかかり、左腕が潰れる重傷を負う。その際に致命傷を負った征陸とは親子の絆を確認し合って最期を看取った。その後、執行官として再出発した際には左腕は義手となり、父に似ている目元が嫌いという理由で掛けていた伊達眼鏡を外している。また、2期では生前の征陸が好んでいた酒も口にしていることから、父親に対するわだかまりは解消された様子を見せている。
2期では、執行官として朱をサポートしながら一係のまとめ役として動く。同期である青柳を撃った須郷に対しては、複雑な心境を露にしたものの、後に酒々井の確保に喜びを分かち合う。
3期では外務省海外調整局行動課特別捜査官として狡噛とともに登場。刑事課一係とは別行動をとっているが霜月と何らかの取引を交わしていることが彼女との会話で示され、場合によっては事件に介入すると告げた。
犬好きでドッグセラピストの資格を有している。両親と離別したことを案じた祖母から贈られた犬を飼っており、名前は「ダイム」。執行官になってからも居室で飼育している。趣味は硬貨のコレクションで、愛犬の名前も10セント硬貨の別名である。1期で登場したネット上のアバターも架空の10セント硬貨の姿をしており、喋る際には硬貨の肖像の口が動く。
征陸智己（まさおか ともみ）
声 - 有本欽隆
性別：男性
生年月日：2058年6月27日
没年月日：2113年2月11日
身長：175cm
血液型：O
体重：87kg 
厚生省公安局刑事課一係執行官。コールサインは「ハウンド(HOUND)1」。一橋大学法学部法律学科卒業。唇に傷跡があり、はね気味の褐色の髪をしている。かつて、思考汚染テロの首謀者・八尋和爾と死闘を繰り広げた末にデコンポーザーに巻き込まれる形で左腕を失い、現在は無骨な機械の義手となっている。トレンチコートを愛用する。勤勉かつ実直な性格で、頼り甲斐があるベテラン刑事。昔気質で「刑事の勘」を駆使して捜査にあたり、柔道三段で格闘術にも優れており、狡噛を圧倒した槙島を取り押さえるほどの技量を持つ。シビュラシステム運用開始前は警視庁警察官として刑事部捜査第一課特命捜査対策室の捜査員として勤務していたが、シビュラの運用開始により、他の多くの刑事と共に潜在犯認定された過去を持つ。宜野座の実父であるが、過去の確執から親子である様子はお互い表に出さない。しかし、親子ならではの踏み込んだ反応や対応をしてしまうこともある。口調には若干べらんめえ調が入っており、狡噛と縢からは「とっつぁん」と呼ばれることがある。
中毒性のために嗜好品としては社会から遠ざけられた酒を好み、執務デスクにも酒瓶を並べている。違法ホログラムの対策としてスピリタスを事件現場に持ち込んだこともあり、その際、スプリンクラーを稼働させるために火吹きを披露している。非番時は自室で油絵を描く。
第21話にて、槙島が企むバイオテロを阻むために突入したウカノミタマ管理センターで、槙島が投げたダイナマイトから宜野座を庇うが致命傷を負う。駆け付けた宜野座とようやく親子であることを再認識し合った後、彼に看取られながら息を引き取った。
Case.2は主人公として登場。国防省が武装ドローンに襲撃される事件が発生し、捜査のため沖縄県の国防軍基地を訪れ、軍属の須郷と共に事件の真相を追う。また、この作品が声を担当した有本の遺作となった。
縢秀星（かがり しゅうせい）
声 - 石田彰、日野まり（ドラマCD・幼少期）
性別：男性
生年月日：2090年12月3日
身長：165cm
血液型：B
厚生省公安局刑事課一係執行官の青年。コールサインは「ハウンド(HOUND)4」。表面的には軽薄に振る舞い、冗談や軽口が多い。オレンジ系の髪色で、毛先を跳ねさせた髪型をしており、左のサイドをピンで留めている。デスクには携帯ゲームや、フィギュアが並ぶ。この社会では珍しく自身で調理するほどの料理好き。自室にはバーカウンターがあり、何台ものピンボールマシンやアーケードゲーム、ビリヤード台が置かれ、いわゆるゲームバーのような内装を施している。
5歳の時にサイコパス判定で社会から弾かれ、治療更生の見込みのない潜在犯とされた。執行官に採用されたのは、佐々山殉職、狡噛の降格後で、執行官としての職務と一係を唯一の居場所と感じている。当初自分探しの理由で監視官になった朱に疑問を持ち、反発したこともあったが、彼女が使命感を見せて自身の判断に芯を通したことから、認めるようになる。
第16話でグソンが暴いたシビュラの正体を目撃した直後に禾生と対峙し、犯罪係数がノンリーサル判定値にもかかわらず機密保持を理由に、デコンポーザーで殺害された。表向きには行方不明となっており、上層部から逃亡犯と認定されたが、一係の仲間たちや捜索を担当することになった二係監視官の青柳からは逃亡を疑問視されていた。2か月後には有耶無耶のまま捜索が終了され、事実を知る朱以外に宜野座も縢が生きてはいないことを察している。
第20話では、シビュラシステムの機密と縢の死様を知った朱の過去回想に登場し、対話幻想の中で第2話における縢の挑戦的な質問に対する朱の前向きな回答を得て、笑みを浮かべている。
六合塚弥生（くにづか やよい）
声 - 伊藤静
性別：女性
生年月日：2090年9月28日
身長：170cm
血液型：B
1期・2期ともに厚生省公安局刑事課一係執行官。コールサインは「ハウンド(HOUND)2」。整った顔立ちをしていて、常にクールで感情表現が少なく、残虐な事件にも冷静に対応する。一方でまだ業務に不慣れな朱を気遣ったり、殺人被害者の友人を慰めたりするなど、優しい一面を持っている。髪型は黒髪の長めのポニーテール。余暇には音楽を聴きながら、音楽雑誌を読んでいる。同性愛者であり、唐之杜とは恋人同士である。分析力と考察力に長け、現場では分析やコンピュータ操作を担当することが多い。朱に対しては当初「世間知らずのお嬢ちゃん」と見ていたが、1期終盤では「命を預けられる」と告げるほどの信頼を寄せている。
元はシビュラ公認芸術家であるバンド「アマルガム」のメンバーだったが、色相悪化により潜在犯落ちした。3年前に保護施設で更生プログラムを受けていた当時、執行官の適性有りとして公安局に勧誘されたものの、当初は社会復帰を望んでいたために拒否していた。しかし一係の捜査協力をした際に、かねてより親しみを感じていた非公認芸術家でバンド「プロフェシー」のボーカルである滝崎リナ（たきざき リナ / 声 - 渡辺明乃、ノベライズではリナは元恋人）が反社会活動を行っていることを知る。ドミネーターを使用してまでリナを止めようとするも、適正ユーザーでないために執行できず逃がしてしまうという苦い体験を経て執行官に就任することを決意した。主役として描かれたスピンオフ小説の『About a Girl』では、1期と2期の間に起きた「箱舟事件」の首謀者であるリナを自らの手でエリミネーターモードで執行している。
3期ではサイコパスの良化により社会復帰しており、フリーランスのジャーナリストとして登場。公安局とは捜査コンサルタント契約を結んでおり、事件捜査に協力する。
唐之杜志恩（からのもり しおん）
声 - 沢城みゆき
性別：女性
生年月日：2085年5月25日
身長：168cm
血液型：A
1期 - 3期いずれも厚生省公安局総合分析室総合分析官。長い金髪と抜群のスタイルを持ち、扇情的な服装を好む妖艶な美女。砕けた性格の饒舌な喫煙家で、会話には頻繁にジョークを挟み、男性女性を問わず性的・卑猥な軽口を叩く。バイセクシャルであり、六合塚とは恋人同士である。コンピュータの扱いに長けており、分析したデータで朱たち刑事課のメンバーをサポートする。潜在犯であるが医師免許を所持しており、刑事課の捜査活動を支援しながら執行官の健康管理も担当している。
本来2年期間の医療教育の中で1年時に医師免許を取得するほど優秀であったが、サイコパスの悪化を受け恩師の奨めにより分析官となっている。スピンオフ小説の『About a Girl』によると、父親がかつて外交官であった関係から、その資料で海外の惨状を多少は知っている。
3期でも変わらずに分析官として活躍するものの、弥生と同じく犯罪係数の低下が見られ、公安局占領事件の後に引退する。その後は身の振り方を考えながら、梓澤に負傷させられた弥生の介護をしている姿が描かれた。
槙島聖護（まきしま しょうご）
声 - 櫻井孝宏
性別：男性
身長：180cm
体重：65kg
血液型：O
数々の事件の裏で暗躍する男性。暗躍する立場でありながら、自分が目立つように振る舞う大胆な人物。銀または灰白色系の長髪をしている。「人間は自らの意志で選択・行動するからこそ価値があり、魂を輝かせることができる」という考えから、シビュラの管理から逸脱している潜在犯たちに目をかけ、犯罪の協力や助勢を行う。しかし、そのことで彼らが凡庸な面を見せ始めると興味を失い、破滅に追い込む。
哲学的な考えをもち、読書家で、とりわけ紙の本を読むことに拘りを持つインテリである。劇中でも頻繁に読書するシーンがある他、古今東西の名著の一句一節を諳んじ、会話の中でもよく引用する。そのように知性と教養、思考力に長ける一方、身体能力も極めて高い。狡噛と同じシラットをベースにした格闘術を駆使し、彼を敗北寸前まで追い込んだこともある 。免罪体質者であり、たとえ犯行中であってもドミネーターによる執行対象とならない。
1期後半では、個々人への犯罪協力といったレベルを越え、妨害ヘルメットと真偽織り交ぜた情報を使って市街を混乱に陥れた隙に、ノナタワーを武装集団とともに襲撃する。タワー上層階では自身を囮に狡噛と交戦して追い詰めるが、朱に不意を突かれて身柄を確保された。捜査と処遇に関しては厚生省公安局を離れ、厚生大臣直下の特別チームの下で行われるという名目で身柄を移動されることになり、その空輸中、禾生として現れた藤間にシビュラの真相とユニット脳構成員への半強制的な勧誘を受けた。しかしあくまでも人生をプレイヤーとして愉しむことにこだわり、禾生の義体ごと藤間の脳を破壊して逃亡する。さらに食料自給を崩壊させるためのバイオテロを企み、ウカノミタマ管理センターに侵入し、自分を捕らえにきた一係のうちの宜野座に重傷を負わせ、征陸を死に至らしめる。自身も狡噛との戦闘でダメージを負ってしまい、車で逃亡を図るも朱によって阻止され、狡噛に追い詰められ「自分の存在の代わりはいない」との答えを引き出し、満足げな表情を浮かべ射殺された。

#### 第2期
霜月美佳（しもつき みか）
声 - 佐倉綾音
生年月日：2096年2月14日
身長：160cm
血液型：B
厚生省公安局刑事課一係監視官（2期）の女性。コールサインは「シェパード2」。初登場は1期第6話から第8話のエピソードで、第22話終盤にも新任監視官として登場している。初登場時は私立桜霜学園に在籍する女子高生。鼻から頬にかけてソバカスがある。1期ではポニーテールをリボンで結び、2期ではサイドアップを左にリボンかシュシュでまとめあげた髪型。3期では三つ編みのハーフアップとしている。優れた直感力を持ち、ノベライズによると、色相判定では常にクリアカラー、学力も学園でトップを争う優等生で、将来を嘱望されていた反面、人望が薄く親友以外からは距離を置かれていた。学園の人気者だが裏で連続猟奇殺人を犯していた王陵璃華子の人となりを訝しむ洞察力を見せていたが、璃華子によって幼馴染の大久保葦歌と川原崎加賀美を殺害されるという事件に衝撃を受け、捜査で学園を訪れていた弥生に慰められながら号泣していた。
槙島による一連の事件の収束後、宜野座が監視官から降格した後の一係に、18歳でありながら異例の未成年監視官として配属され、朱たちの同僚となる。
2期では監視官として、「潜在犯は直ちに排除すべき」という考えを強く持ち、朱よりクリアな色相と、自身の能力や正義感に自信を持っているように振る舞っている。しかしサイコパスを悪化させるおそれのある対象や、問題の責任を回避しようとする傾向が見られる。公安局のセオリーから外れた選択をすることもある朱には反感を抱き、その独自の判断基準を理解できず、監視官として問題があると見なしてたびたび反発し、結果的に妨害してしまうことになる言動を取ることがある。執行官に対しては年長者や自分より経験のある者であっても高圧的に接しているが、六合塚に対しては態度が和らぐ。
東金に不審感を持ち彼を独自に調査、「カムイ」の事件に関わっていると睨んだ東金財団の調査結果と絡めて結果をまとめ、朱の更迭と東金の処分を要請した報告書として禾生に提出する。しかし調査資料に仕組まれていた反社会分子対策の罠に嵌って機密に接触してしまっていたため、禾生と東金に「シビュラシステムの秘密を世間に公開した際の国民の反応のモデルケース」として拘束される。真実を告げられた際には、保身のための演技かは不明だが、感極まった表情でそれを受け入れている。以後、秘密裏に東金の支配を受ける立場に陥ってしまったが、命じられたまま情報を渡したことで朱の祖母が殺害されたことに大きなショックを受け、東金を執行しようとするが寸前に死亡してしまったため果たせなかった。そしてシビュラに対して改めて忠誠を誓った。
Case.1では主役を務める。潜在犯隔離施設〈サンクチュアリ〉の調査において、常守から事件を一任され、「公安のエース」を自称し張り切って臨む。当初は施設内の非協力的な態度や潜在犯たちの言動に怒り散らして暴走しかけたものの、事件の発端となった潜在犯・夜坂泉と彼女が保護していた少年との接触を経て、「人を動かすものは心である」と考えを改める。依然としてシビュラシステムを必要視しながらも、そのシステムの中で綻びを産んだ事件の黒幕に「報いを受けろ」と平手を見舞った。
3期では24歳となり、厚生省公安局刑事課長兼統括監視官に昇進している。現場からは退いているものの、新たな部下である灼と炯の強引な捜査に苦言を呈しながらも全面的にバックアップを行い、他省庁からのクレームや外務省との調整なども処理する、実質的な一係のリーダー格として活躍する。シビュラを至上とする姿勢に変わりはないが、細呂木への嫌味や駆け引きも気後れせずできるようになっており、「シビュラは正しくあらねばならない」というスタンスをもってシビュラに対しても毅然と立ち振る舞うなど精神面での成長・変化が見られる。灼と炯にたびたび朱の面影を重ね、同じ轍を踏まないように警告する場面も多い。その立場からか過剰なストレスに悩まされており、時にヒステリックに灼と炯に当たり散らしたり、メンタル薬の錠剤をラムネ菓子のように噛み砕いて大量に服用したりしている。
東金朔夜（とうがね さくや）
声 - 藤原啓治、井上麻里奈（幼少期）
生年月日：2086年（2073年）6月6日
身長：180cm
血液型：AB
厚生省公安局刑事課一係執行官の男性。コールサインは「ハウンド3」。製薬会社を傘下に持つ「東金財団」の縁者。任務では極力ドミネーターを使わないように行動している。元セラピストとして、そして刑事としての観察眼で、冷静沈着な考察を行う。スパーリング・ロボットを相手にトレーニングしたり、同じ銘柄のタバコを嗜んだりと、狡噛を模倣するような行動が見受けられる。データ上では28歳だが、実年齢は41歳（後述）。
東金美沙子の実子であるが、父親の情報は封印措置が施されている。また、東金自身の人事データにも2099年8月をもって秘匿措置が取られている。その実態は2073年に、人工的免罪体質者の唯一の成功例として生まれた。10歳時に母に対する殺人未遂を起こして東金病院に入院し、18歳時検診に観測史上最高値である犯罪係数769が計測された。入所中にセラピスト資格を取得、2096年9月に厚生省公安局刑事課一係に執行官として配属されたが、以後3年の間に事件捜査中に犯罪係数が上昇した担当監視官の5人をドミネーターのエリミネーターモードで執行し、2099年に免職となって矯正施設に逆戻りになっている。復帰後に朱の下に配属されて以降は、安定した犯罪係数を示す彼女に興味を示し、執着している様子を見せている。
母親の美沙子に強い執着を示しており、子供のころに美沙子がシビュラの一部になると知らされた際には、母親を独占するために殺害しようとするほどであったが、失敗している。美沙子がシビュラの一員となってからは、母親とシビュラを美しく保つという目的のもとに行動し、自身を「シビュラの申し子」と称してもいる。監視官の色相を濁らせ執行してきたのも、母親を美しく保つという思いからであった。
鹿矛囲による一連の事件では、朱の犯罪係数を悪化させて「黒く染める」ことと、鹿矛囲の排除を目論み暗躍する。桒島に葵を拉致させた後、鹿矛囲の仕業に見せかけて殺害し朱が鹿矛囲を殺すように仕向けるが、地下鉄ジャック事件の際に朱に本性を見破られたために、自身が鹿矛囲の抹殺を謀るものの、朱に阻止され、その場に手錠で拘束される。手錠が掛けられた手首を万年筆で自傷してまで拘束を解いて二人の後を追うが、途中で母親の死を確認してしまい、発狂する。その後、怒り狂った状態でシビュラシステムの前で朱と鹿矛囲と対峙し、ドミネーターを発砲するも鹿矛囲と相撃ちになり、致命傷を負う。シビュラシステムと朱を恐れて逃亡し、最終的には犯罪係数が899にまで上昇するが、自身が呼び出した霜月による執行寸前に「自分と母親はシビュラの奴隷であった」と呟いて、失血多量により死亡した。
雛河翔（ひなかわ しょう）
声 - 櫻井孝宏
生年月日:2094年12月26日
身長：175cm
血液型：O
2期・3期ともに厚生省公安局刑事課一係執行官の青年。コールサインは「HOUND（ハウンド）4（2期）→HOUND1（3期）」。ホロデザイナーとリサイクル・ドラッガー（ドラッグバイヤー）しての経歴を持ち、それらに関する知識と技能が捜査で役立てられることがある。おどおどとした口調で口数が少なく、他人とのコミュニケーションを不得手としているが、自分を信頼してくれる朱のことは「お姉ちゃん」と呼び慕っている。丼飯には大量のサプリメント錠を混ぜて食べている。
過去に重度のうつ病を患ったことで大量の薬を摂取するようになり、さらにはリサイクル・ドラッガーへと転身した。ホログラム技術は周囲の目から自分を守るために習得したものである。しかし、自身の調合による客の死亡事故からサイコパスが悪化し潜在犯となってしまい、執行官に就任したという経緯を持つ。
3期でも唯一2期からの刑事課一係執行官として登場。一係最古参の執行官だが、気弱な性格ゆえ天馬や入江によく絡まれている。コミュニケーション能力などはかなりの改善が見られ会話に支障はなく、積極的に意見を述べるようにもなり、ホロの技術に対しては相変わらずの慧眼で捜査の手助けをする。拘留されている朱との関係は相変わらず良好であり、逐次連絡を取り合っているが、朱との関係を優先しすぎて現在の一係の対応が疎かになっている場合もある。
須郷徹平（すごう てっぺい）
声 - 東地宏樹
2期・劇場版における厚生省公安局刑事課執行官の男性。酒々井の失踪と青柳の殉職により二係監視官が不在となったため、第5話で同僚の蓮池楓（はすいけ かえで / 声 - 前田一世）とともに一係に異動となる。元軍人で国防軍第15統合任務部隊名護基地に所属するドローンパイロット（階級は大尉）であったが上官の大友逸樹らが行方不明となる原因となった＜フットスタンプ＞作戦に関わる事件で犯罪係数を悪化させてしまい、集中ケアも甲斐なく潜在犯認定され執行官となる。2期第6話では軍事ドローンや研究施設に関する知識で一係を助けた。
第4話では対象が誰であるか確認できない状態で、犯罪係数が悪化した上司の青柳を強襲型ドミネーターのエリミネーターで執行してしまう。第7話から治療により勤務から外れていたが、第11話で復帰し、強襲型ドミネーターのパラライザーで酒々井を執行・確保した。
Case.2では主要人物として登場。潜在犯になる以前、共に事件を調査した征陸に刑事に向いていると勧誘されていたことが判明。外務省より出向してきた花城フレデリカから外務省に新設される準軍事部隊へスカウトされるが、一旦固辞している。その後を描いた3期ではスカウトを受け入れたのか、狡噛らと同じく外務省海外調整局行動課に所属している。
雑賀譲二（さいが じょうじ）
声 - 山路和弘
生年月日:2063年3月11日
身長：178cm
血液型：O
厚生省公安局刑事課分析官（2期）の男性。東京大学教養学部統合自然科学科卒業、臨床心理学の元教授。1期では第9話と第19話に登場し、埼玉県秩父の山奥で世捨て人を自称する隠匿生活を送っていた。ホログラムや合成加工食品を嫌う。観察力・分析力・洞察力に優れ、高いプロファイリングスキルを持つ。狡噛の要請で、朱にプロファイリングの集中講義を行った。第19話では逃亡犯となった狡噛を迎え入れ、潜在犯認定を覚悟の上で槙島の追跡・殺害に協力する。
シビュラ運用当初に公安局で講義を持ったが、受講生の犯罪係数が上昇するという問題を起こしてしまった過去がある。
2期では第3話より登場。1期にて逃亡した狡噛に手を貸したことから、自主的に隔離施設に収容されていたが、第5話にて分析官として公安局に入局し、鹿矛囲に関する捜査にあたり、容疑者や参考人への対面・尋問・観察を経て真相を読み取っている。朱との交流で犯罪係数が良好になっていたが、自分と接しても犯罪係数が悪化しない朱の存在に依存していることを東金の指摘で自覚し、鹿矛囲の事件の落着後に「依存することは性に合わない」と自ら再び隔離施設に戻る。「社会に貢献できる潜在犯」として施設内での待遇は良い。
3期には登場せず、PROVIDENCEにて再登場。国際私書箱に届けられたストロンスカヤ文書の受取人に雑賀が指定されていたため、出島に出向。受け取り後にピースブレイカーの強襲に遭い、死亡していたことが判明した。
鹿矛囲桐斗（かむい きりと）
声 - 木村良平
2期のキーパーソン。薬学に精通しており、投薬と心理誘導で潜在犯の犯罪係数を回復させることができる青年。計測できる痕跡を残さないことから、公安局からはその実在が確認されるまで「透明人間」と呼ばれていた。顔の左右両側に下顎骨を縦に添って痕がある。シビュラに敵意を抱き、社会と人々を「クリアにしたい」と語る。刑事課二係の酒々井監視官を拉致・懐柔し、彼女の右目と、その網膜パターンをコピーしたコンタクトレンズを使用して、仲間と共に事件現場から持ち去ったドミネーターを操っていた。
実態は日空航空321便事故で唯一の生存者であった小学生の頃の鹿矛囲をベースに、東金財団が保有する医療特許技術の実験台として同事故の犠牲者184名の遺体部位を使用した多体移植手術の結果、集合体として存在するに至った人間である。複数の人間の身体組織が単体の人間として定着・融合していくにつれ、システム上では繋ぎ合わされた死体としか認識されないためスキャナーに探知されなくなっていき、最終的にサイコパスが測定できなくなったことで一般人からも疎外されるようになってしまっていた。自身を社会から「抹消」したシビュラを裁くために、仲間とともに数々の犯罪行為を行う。
多体移植では7人の脳が使われており、鹿矛囲と共に人格を形成している。1話の事件で人質として登場した染水槇（しみず まき）は「冷徹や冷酷」、4話の薬剤師の大津亮平（おおつ きょうへい）は「悲しみ」、5-6話の国防省プログラマーの荻野沙月（おぎの さつき）は「怒りと狂気」、公安局の公認カウンセラーの向島陸（むこうじま りく）は「安らぎ」、他にも最終話に登場した養護職員の蔵戸咲良（くらと さら）は「愛しみ」、弁理士の内古閑俊二（うちこが しゅんじ）は「罪と恐れ」、消防士の亘鍋悠（わたなべ ゆう）は「勇気」といった感情や意識を、融合した人格の中で代表していた。2期シリーズ構成を担当した冲方丁はキャラクターの造形に関して、きまぐれで責任を取ることをしない堕天使であり陽性の吸血鬼のような印象を感じた槙島に対し、鹿矛囲は悪魔的な計画性を持つフランケンシュタイン・モンスターをイメージしたと語っている。
メディカルセンターでの立てこもり事件、ドローン乗っ取り無差別殺傷事件などの数々の実験を兼ねた事件を経て、「地獄の季節」の被害者遺族の仲間たちと地下鉄を占拠し、ドミネーターのパラライザーモードによって乗客たちを無差別に撃つことでシステムに負荷をかけ、バックアップ用のバイパス回路を掴むことによりシビュラの位置を突き止めようとしていた。しかし朱からの呼びかけに応じ、彼女とともにシビュラの元に赴くことになる。途中、立ちふさがった禾生の義体使用の美沙子をドミネーターのエリミネーターで執行し、朱と共にシビュラに集合的サイコパス計測を認めさせ、複合体としての鹿矛囲だけでなく、シビュラシステム自身の裁きにも成功する。その直後に現れた東金に告げられた葵の死に様に動揺する朱に対し、いずれ朱の正義が社会を導くと諭して社会の未来を託す。直後シビュラの裁きを受け入れ、東金とドミネーターによる相撃ちで死亡する。

#### 第3期
慎導灼（しんどう あらた）
声 - 梶裕貴、三浦千幸（幼少期）
生年月日：2096年2月11日
3期の主人公の一人。24歳。炯とともに一係に配属された新人監視官でコードネームは「SHEPHERD 2」。推薦者は常守朱。
比較的小柄で、明るく飄々とした性格。特A級メンタリストの資格を有し、対象を一瞥しただけで人間心理をある程度分析できるほどの高い洞察力の持ち主。現場の情報や情景を頭に思い浮かべて精神集中を行い、統計に基づいた推理を組み合わせて事件の被害者や追跡対象者になりきる「メンタルトレース」という技能を駆使し捜査する。本人は練習すれば誰にでも出来る技術と標榜するが、特A級の名に恥じない超高精度のトレースを可能とする心理学の最先端をゆく極北のひとりである。これを行っている最中は急激にサイコパスが悪化するほか、死者の意識をトレースしている場合、その死の状況まで再現してしまいかねない危険を伴う。そのため、炯が側についてトレースをストップさせる役割を担っている。身体能力にも優れ、パルクールを用いてビルの屋上や建物の鉄骨など、危険な高所を素早く移動する特技がある。
出島で移民たちと接していた幼少期を持ち、またメンタリストであるという経歴から潜在犯に対しても分け隔てなく同じ人間として接する。その反面、たとえ執行対象であっても対象をドミネーターなどで殺害することに強い抵抗を覚え、執行官の業務を妨害するという悪癖も目立つ。厚生省大臣官房に所属していた高級官僚である篤志を父親に持つが、二年前に自殺で喪っている。その事件に何か裏があると睨み、炯とともに監視官を志す。母親は遺伝子疾患に罹り、回復が望めなかったことから安楽死という形で死別している。過去のとある出来事がきっかけでベッドで睡眠を取ることができなくなっており、普段は父親が趣味としてコレクションしていたクラシックカー（S40型系プリンス・グロリア）の中で眠っている他、勤務中にも度々居眠りをしている。
槙島聖護と同じ免罪体質者であり、サイマティックスキャンによって潜在犯認定を受けることのない存在である。それを承知しているシビュラに「シビュラの盲点を埋められる者」として監視官に任命されている。メンタルトレース中は急激に色相が悪化するものの、普段は非常に犯罪係数が低く、状況によっては0にまで下降するといった雛河翔の観測をきっかけとして、霜月美佳にこの事実が伝わることとなった。

炯・ミハイル・イグナトフ（けい ミハイル イグナトフ）
声 - 中村悠一
生年月日：2096年1月18日
3期の主人公の一人。ロシア系帰化移民。24歳。妻は同じく移民の舞子。灼と同じく一係に配属された新人監視官（コードネームは「SHEPHERD 1」）で、彼とコンビを組み捜査にあたる。推薦者は霜月美佳。
灼とは幼馴染で、互いの精神的ザイルパートナーである。兄の煇を二年前に篤志によって殺害されている。その事件の真相を追うべく、被害者遺族と加害者遺族、さらにはシビュラにバディ不適合と判定された間柄でありながら、それを乗り越えて灼とバディを組んでいる。
幼少期は海外の紛争地帯で育ち、軍事訓練を受けた元兵士という経歴を持つため戦闘技術に秀でている。そのため実力部隊の執行官を差し置いて犯人を制圧することもある。たびたび「シビュラ的」という言葉を使用し、自分と妻を移民として受け入れたシビュラに強い信頼を寄せているが、「シビュラが全てではない」という価値観も併せ持つ。灼と対照的に普段は冷静沈着であり、執行官の威圧的な態度にも怯まない胆力を持ち合わせている。しかし、時として頭に血が上りやすいところがあり、民間人に対してさえ手が出てしまうこともあるため、決して模範的な監視官とは言い難く、灼とともに独断専行をしてまで「真実」を追い求める姿勢を見せる。公安局職員となるにあたって髪は黒く染色しており、回想シーンなどでは地毛の金髪の姿が描写される。
潜在犯の処分には躊躇せず、必要とあればエリミネーターの引き金を引くこともいとわない。軍人としての適正である「人を殺しても濁りにくいサイコパス」の持ち主であり、妻の舞子によれば「本気になれば殺してしまえるが、我慢している」状態にあるという。
舞子と結婚するまでは兄と同じ金髪であったが、監視官入りの時期には黒に染めている。

廿六木天馬（とどろき てんま）
声 - 大塚明夫
厚生省公安局刑事課一係執行官。コードネームは「HOUND 2」。55歳。東京経済大学卒業。白髪の中年男性。荒々しい性格で、やられたらやり返すファイタータイプ。他の執行官たちのリーダー的存在として振る舞い、配属される監視官を試すような態度を取る。
元は政治家の家系である上流階級出身だが反動で粗暴になり、潜在犯判定を受けたことで絶縁された。天馬含め一家は全員エリートだったが、母親も同じく潜在犯となった末に自殺しているため、父親の春馬や異母弟の一童からは辛辣な扱いを受けている。その際に差別的な発言を受けたことで激高した炯が一童を殴ったことから、少しずつ監視官たちへの認識を改め始め、前任の監視官が押収していた梓澤廣一の名刺を灼と炯に渡した。捜査においては炯とコンビで行うことが多い。

入江一途（いりえ かずみち）
声 - 諏訪部順一
厚生省公安局刑事課一係執行官。コードネームは「HOUND 3」。32歳。顎髭を生やし、耳にピアスを付けた男性。馴れ馴れしく悪意ある軽薄さで人に接するが、優しい一面も持つ兄貴肌。茗荷谷廃棄区画出身であり、サイマティックスキャンすらない最下層で育つ。
その出自ゆえに、公安局の監視が行き届きにくい裏社会に関する情報に精通している。かつて命の危機に瀕した際に、朱から廃棄区画情報ネットワークを引き継いでいた美佳によって救われており、彼女に強い恩義を感じるとともに執行官へと召し上げられたという経歴を持つ。自身もそれなりに廃棄区画で名が知られており、様々な組織やヤミ業者に顔が利き、捜査の際にその人脈を活かすこともある。如月には熱心にアプローチしているがあまり相手にされていない。
着任当初の灼と炯に対して、過激な捜査行動で挑発を行い試すような振る舞いをしたが、少しずつ彼らを認め始め、とりわけ灼のハイリスクなメンタルトレースを行う「イカれている」姿に好感を抱き、協力的になる。捜査においては灼とコンビで行うことが多い。

如月真緒（きさらぎ まお）
声 - 名塚佳織
厚生省公安局刑事課一係執行官。コードネームは「HOUND 4」。26歳。元水泳選手。他の執行官たちとも馴れ合わないクールな性格で、職務は適切に遂行するものの基本冷めたスタンスを取る。
かつて交通事故に遭い、相手側に過失があるにもかかわらず恋人とともに色相が悪化し施設に送られ、施設中で恋人を喪った後に執行官の道を進んだ。その際、メンタルカウンセリングサイトから「ビフロスト」と接触することとなり、灼と炯の前任監視官が巻き込まれた事故の片棒を担ぐことになった。それ以降、職務を忠実にこなすようになるが、梓澤によって赤い花とともに脅迫文を贈り続けられていた。ヘブンズリープの潜入捜査後、炯にそれを打ち明け、一係に釈明をする。

舞子・マイヤ・ストロンスカヤ（まいこ マイヤ ストロンスカヤ）
声 - 清水理沙
炯と同じロシア系移民の女性で、炯の妻。24歳。灼からは「舞ちゃん」と呼ばれ、三人で食卓を囲むこともある。フードプリンターに頼らずに作る祖国の郷土料理の味は絶品。
灼と炯の共通の幼馴染だが、出島で暮らした後に一度祖国に戻り徴兵義務をこなした元軍人であり、格闘術や銃器取り扱いの心得を持つ。空爆によって視力を失い、介助AIの随伴が欠かせなかったが、後に手術によって視力を取り戻す。
PROVIDENCEで炯との結婚式が描写された。また灼が父親を、炯が兄を亡くしているように彼女も同じ事件で母であるストロンスカヤ博士を亡くしていたことが発覚。

慎導篤志（しんどう あつし）
声 - 菅生隆之
灼の父親で、厚生省大臣官房統計本部長。元は監視官でキャリアを重ね、厚生省に入省したエリート。シビュラシステム輸出プロジェクトや移民政策にも関わっている。ビフロストのインスペクターの一員でもあった。
3期開始時点では既に故人であり、PROVIDENCEにて主要人物として登場。朱は彼のポジションを継ぐ予定とされていた。
砺波の反乱により制御不能となったピースブレイカー討伐作戦のため、煇をスパイとして送り込み、誘き寄せるためにストロンスカヤ文書の意図的な情報流出などを行なった。しかし、作戦中に矢吹局長が殺害されたことで情報統制に限界が生じ、その責任を取るため（そして灼らを守るため）、炯と舞子の結婚式に祝辞を送った後、車内で拳銃自殺を図った。

煇・ワシリー・イグナトフ（あきら ワシリー イグナトフ）
声 - 加瀬康之
炯の実兄で、外務省海外調整局の潜入捜査官。ロシア系帰化移民。外見は金髪で筋骨隆々。狡噛と接近戦で対等に渡り合える戦闘力を持つ。3期では名前と回想のみの登場で篤志同様に故人であり、PROVIDENCEにて主要人物として登場。
篤志と外務省の矢吹の命により、砺波告善が所属するピースブレイカーに甲斐・ミハイロフ（かい みはいろふ）という偽名で潜入捜査を行っている。顔の傷は素性を割られないための対策。
脳に「ディバイダー」と呼ばれるチップを埋め込まれており、遠隔操作で砺波に肉体の自由が奪われるようにされている。「ストロンスカヤ文書」の強奪に参戦した際は、舞子の母であるストロンスカヤ博士を泣きながら殺し、文書を外務省を経由して公安局に渡した。
その後、砺波に肉体が乗っ取られてしまうが、ディバイダーがオーバーロードし自我を取り戻して戦っていた。砺波の遠隔操作に抵抗しつつ、自分自身を銃で撃ち、最後は篤志に頼み介錯され死亡。

ミリシア・ストロンスカヤ
声 - 津田匠子
舞子の母で、行動経済学・統計学の世界的な権威である研究者。PROVIDENCEに登場。
紛争係数を算出可能とするシミュレート理論・ストロンスカヤ文書を記したことにより事件に巻き込まれた。研究のせいで娘を蔑ろにしていたことを後悔しており、知り合いであった煇に娘の未来と文書を託し死亡。

### 主な執行・確保対象者

#### 第1期対象者
大倉信夫（おおくら のぶお）
声 - 樫井笙人
第1話に登場した潜在犯の男性。2073年4月20日生、血液型A型。街頭で色相チェックに引っかかり逃亡した潜在犯。千香を人質に取って廃棄区画へ逃げ込み、自暴自棄になって理性のタガが外れてしまう。ノンリーサル判定時にパラライザーが効かなかったために確保が成功せず、犯罪係数をさらに上昇させてしまい、狡噛に執行されて死亡した。
島津千香（しまづ ちか）
声 - 小島幸子
第1話に登場。逃亡犯に人質にされた犯罪被害者の女性。2086年5月16日生、血液型O型。大倉に暴行されたうえ、自身もサイコハザードを起こして潜在犯と化して執行・確保された。しかし、確保時前の朱の対応により一時はリーサル判定値まで上昇していた犯罪係数がその場でノンリーサル判定値まで持ち直し、さらに施設に収容されてセラピーを受けた結果、回復へ向かった稀有な例となった。
金原祐治（かねはら ゆうじ）
声 - 鶴岡聡
第3話に登場した殺人犯の男性。2089年6月6日生、血液型A型。八王子に存在する、経済省管轄のドローン製造および挙動チェック工場「八王子自動機公司」の作業員。仕事環境の事情のため、上司の郷田蔵人黙認による同僚たちからの職場いじめを1年間も受け続け、色相から「黄緑野郎」と蔑まれていた。その復讐心から、匿名で提供されたプログラムを使用してドローンを操り、事故を装って同僚3名を殺害していたが、狡噛の陽動にはまって執行・確保され、第6話で宜野座に尋問されている。作中で槙島から犯行の手引きを受けていた被疑者の中で唯一死亡していない。
御堂将剛（みどう まさたけ）
声 - 水島大宙
第4話・第5話に登場した殺人犯の男性。2085年6月14日生、血液型A型。ヴァーチャルスポーツ運営会社社員。ソーシャル・ネットワーク上の人気アイドルアバターを崇拝するあまりその言動を完璧にトレースでき、その個性に興味を持った槙島から助力を受けながら、犯行におよんでいた。
半年前に保有者が事故死した人気アバターのメランコリアを乗っ取ったことを皮切りに、大手コミュニティー・フィールドを主宰する人気アバターのタリスマンの保有者である葉山公彦（はやま きみひこ）と、スプーキーブーギーの保有者であり朱の同期生でもあった菅原昭子（すがわら しょうこ）を、それぞれアバターのイメージを裏切る言動を取ったと判断して殺害する。その後はアバターたちのファンであるがゆえの演技力や槙島たちから提供されたハッキングとクラッキング技術を駆使しながら、3つのアバターに成りすましていた。しかし、その事実を公安局に突き止められ、またアクセス記録から足がつき、突入を受けた潜伏先のホテルから内装ホロ等のクラッキングを行なって逃走を図るが、エリミネーターモードによるドミネーターの発砲で左腕を負傷。自宅に逃げ込むが、槙島から内面が空虚であることが個性と喝破されて見捨てられ、部屋で一人錯乱状態でいる中に駆けつけた宜野座たちにエリミネーターで執行されて死亡した。
王陵璃華子（おうりょう りかこ）
声 - 坂本真綾
第6話から第8話に登場した連続猟奇殺人犯の少女。2094年10月7日生、血液型AB型。牢一の娘で、私立桜霜学園に在籍する女子高生。美術部部長を務める。才色兼備で社交的な性格から、女子生徒たちにとっては憧れの存在であるが、霜月には「時々別次元を見るような目をしているので怖い」と思われていた。ウィリアム・シェイクスピアの『タイタス・アンドロニカス』のような残酷な悲劇を好み、「父の意思を継ぐ」という強い想いからも、肉体加工された女性の絵を描いている。
自分に心酔する同学園の女子生徒2名と大久保葦歌（おおくぼ よしか / 声 - 茅野愛衣）、そして葦歌と美佳の幼馴染の川原崎加賀美（かわらざき かがみ / 声 - 楠見藍子）を殺害し、槙島の協力を得て彼女たちの死体にプラスティネーション処理を施し、オブジェに加工して公園へ晒すという猟奇殺人事件を起こす。それらのオブジェは美しく高い完成度を持ちながら、標本事件のようなメッセージ性やオリジナティが欠けていることを狡噛に見抜かれ、父の作品との類似性から犯人として特定されることにつながる。1期において計測・表示された最高値の犯罪係数472を叩き出し、狡噛による執行寸前に逃亡した。しかし槙島にはすでに失望されており、手引きされた泉宮寺によって秘密裏に殺害され、遺骨は彼の嗜好品であるパイプへ加工される。
王陵牢一（おうりょう ろういち）
第7話に登場。璃華子の父。女の肉体をモチーフにした残酷な画風で高名なイラストレーターであったが、本人は潜在犯ではなく温厚な人格者であり「人々の絶望や暗黒面への啓蒙」としての創作活動に勤しんでいた。シビュラシステムによって仕事を失ったものの、理想世界の到来をシビュラシステムに見出して賞賛していた。しかしその影響で精神メンテナンスに依存しすぎたため、ユーストレス欠乏性脳梗塞を発症して廃人となって入院し、作中で死亡する。

泉宮寺豊久（せんぐうじ とよひさ）
声 - 長克巳
第7話から第11話に登場した連続殺人犯の男性。2002年10月25日生、血液型AB型。地下再開発を手がけている帝都ネットワーク建設の会長で、槙島に資金や技術を提供している110歳の老人。28歳のころに紛争地域で右腕と左足を失って義手義足となり、全身サイボーグ化のパイオニアとして脳と神経細胞以外の全身をサイボーグ化した現在は、医療目的を超えた人間の機械化としてのサイボーグを賛美かつ推進している。
動物の狩猟が許可されない社会にあって、他者の死をもって己の生の手応えを感じるための狩猟を好み、二連銃身の猟銃や青い色をしたカフカと赤い色のラブクラフトという名の猟犬型のドローンを使役しながら、秘密裏に槙島から提供された人間を標的として狩り、犠牲者の骨を材料としたパイプを作製して収集・使用して愉しんでいた。
槙島と謀って狡噛を自身の狩場である廃棄された地下鉄構内におびき出し、狩りの対象として追い詰めるが、狡噛が反撃に出たことを喜び、途中で刑事課一係の本格介入を知っても、狡噛を獲物ではなくデュエリストとして対峙することを決心し、戦闘を続行する。最後は狡噛に重傷を負わせたものの執行され、陶酔の笑顔を浮かべながら死亡した。作中で槙島が協力して死亡した人間としては、彼に見捨られることもなく最後まで敬意を持たれ、惜しまれた人物である。
伊藤純銘（いとう じゅんめい）
声 - 石上裕一
第14話に登場した強盗殺人犯の男性。2084年12月3日生、血液型A型。特殊ヘルメットを使用することで警備をくぐり抜け、薬局で強盗殺人を犯したのち、自身が常軌を逸した感情を向けていた同僚女性の藤井博子（ふじい ひろこ / 声 - 中嶋ヒロ）を公衆の面前で撲殺し、逃亡した。ヘルメットの特性と欠点に気付いた狡噛に逆手に取られ、執行・確保される。
チェ・グソン
声 - 増谷康紀
第4話から第16話までたびたび登場した槙島の片腕的存在の男性。2070年10月29日生、血液型B型。腕利きのハッカーで、ハッキングスキルを槙島の企みに提供するほか、シビュラの秘密を探っていた。眼は義眼で、自分は外国人だと語っている。元は対日工作員であり、日本を平和に導いた謎多きシビュラシステムの調査に日本を訪れたが、故国は崩壊してしまったためそのまま準日本人となった。
槙島の計画に賛同し、自身がシビュラの設置場所であると割り出したノナタワーを襲撃する。その地下にあったシビュラの根幹を縢と共に確認した直後に禾生と対峙し、硫酸弾を放つもののドミネーターで執行され、死亡した。
主役として描かれたスピンオフ小説『無窮花（ムグンファ）』では、故国は作中の2042年に建国された架空の独裁国家「朝鮮人民共和国」。本人は知らずに育てられたが、建国の父である独裁者の隠し子で後継者候補リストに加えられていた。実父死亡後に一工作員として日本から帰国した際、クーデターに巻き込まれて去勢され、さらに反体制派に自身の命より大切であった異父妹を酷い陵辱のあげく廃人にされる。その後自分が建国の父の息子という立場を利用されることを拒み、妹を連れて故国を捨てた。

#### 第2期対象者
喜汰沢旭（きたざわ あきら）
声 - 佐藤拓也
第1話・第2話に登場した連続爆弾事件の犯人。初めて「カムイ」の名を口にした男性。追跡中に一時犯罪係数がリーサル判定値を記録するが、事件前後に測定されたイレギュラーな犯罪係数の推移の原因を解明をすべきと判断した朱の対応により、犯罪係数がノンリーサル判定値である299に持ち直したところで確保される。しかし、公安局で取り調べを受けている過程で犯罪係数が執行対象外までに下降したため、医療施設に移送されることになり、その最中に逃亡するも、刑事課に追い詰められ再びリーサル判定値を記録し、青柳に執行され、死亡した。
青柳 璃彩（あおやなぎ りさ）
「青柳 璃彩」の項を参照。
枡嵜葉平（ますざき ようへい）
声 - 菅生隆之
第7話から第9話に登場した医師。日空航空321便事故での唯一の生存者である鹿矛囲を治療した。鹿矛囲を救命した手術の後、自らの成した数々の行為に精神が耐え切れなくなり、ストレス過多による薬漬けとなって廃棄区画にいたところを鹿矛囲に救われて、彼の協力者になっていた。
公安局の事情聴取に対しては積極的に応じ、雑賀にメッセンジャーとして鹿矛囲の過去や動機を伝えたが、勾留中に局内で、秘密裏に東金の手にかかり、ドミネーターによる射殺体となって発見される。
桒島浩一（くわしま こういち）
声 - 内田夕夜
第9話に登場した男性。テレビ放映では一係に若手政治家とされていたが、公式ブックによると若手の国交官僚。鹿矛囲と同じ小学校の出身で、修学旅行の一週間前に養護学校に転校したため日空航空321便事故を免れたが、一人生き残ったことへの罪悪感から子供のころに潜在犯落ちしそうになり、自分を救ってくれた鹿矛囲の同志となる。鹿矛囲が隠れ家にしていた施設の株主であり、また自身の交流や縁故から、鹿矛囲に各界の重要人物への橋渡しをしていた。
第9話では、「地獄の季節」を黙認して富を得、さらに密入国者たちを自身のサイコパス保全のために家畜として弄んでいた国交官僚たちを、鹿矛囲と諮ってシビュラ打倒のための会合と称して集めて抹殺する。さらに、シビュラへの裁きの見届け人として鹿矛囲が認めた朱のサイコパスが濁らないという資質を自らが試すため、その現場に駆けつけた朱に対し切断した葵の耳を見せつけ、確保された後には朱を鹿矛囲に近づけないことを雑賀に要求したが、地下鉄をジャックした鹿矛囲の目的を察した朱の提案に賛同し、連絡先を朱に教えている。
酒々井 水絵（しすい みずえ）
「酒々井 水絵」の項を参照。
東金美沙子（とうがね みさこ）
声 - 小宮和枝
東金朔夜の母親であり、生前は東金財団の理事長であった女性。2034年2月19日生まれ。東京大学医学部脳神経医学科卒業。大学を卒業後、OW製薬代表取締役となった。多臓器同時移植や複数の脳を結合する技術や、それらに関連する薬剤の特許が彼女名義で取得されている。
公的な記録の上では2109年に死亡したことになっているが、脳は2083年にシビュラシステムの構成員になるため摘出されており、以降は本人の義体で社会的に生存していた。作中では義体を使用して表向きは禾生局長として行動し、生前の姿は回想や写真画像として描かれている。
第11話にて、鹿矛囲を伴ってシビュラの中枢へと近付こうとする朱の監視官権限を剥奪するが、自身の犯罪係数がリーサル判定値を記録してしまい、鹿矛囲の手によりドミネーターで執行され、死亡した。

#### 第3期対象者
外国人入国者の男性
第1話に登場。有明空港の入国管理の列で廿六木と入江がドミネーターによる無差別色相検査を行った際に暴れたため、犯罪係数が100を超えてしまい炯によりパラライザーモードで執行された。
沼倉（ぬまくら）
声 - 松川裕輝
第2話に登場。街頭スキャナ未配備地区を仕切っている男。与根原の身柄引き渡しを拒否した結果、炯らと乱闘になる。その最中に灼がシビュラとの通信の中継地点ドローンを用意しドミネーターが使用可能になったため、炯によりエリミネーターモードで執行され、死亡した。

### 公安局所属
禾生壌宗（かせい じょうしゅう）／細呂木晴海（ほそろぎ はるみ）
声 - 榊原良子
厚生省公安局長。初登場は1期第6話。銀白色系のショートカットで眼鏡を着用している中高年齢の女性。ときには報告書の内容の偽装を暗に指導するほど、シビュラの信頼性保持を優先する。
その実態は、非公開の高レベルテクノロジーで製造された人間と区別できないほど精密な義体である。複数のユニット脳の共用になっており、首の後ろにはシビュラと交信するためのコネクターが付いている。シビュラ構成員の息抜きを兼ね、ユニット化された人間の脳を必要に応じて交代・交換しながら外部機関として禾生という人間を偽装していた。泉宮寺の義体が脳と神経細胞以外の全身であるのに対し、禾生の義体は脳以外の全身となっている。1期第17話で槙島の前に現れた禾生の脳は藤間幸三郎で、2期第8話で美佳が対峙した禾生の脳は東金の母親・美沙子である。対象の犯罪係数に関係なく、任意のドミネーターに干渉し、執行モードを変更することができる。本来は、2070年に発生した「ノナタワー落成式襲撃事件」で死亡した免罪体質者である真守滄と衣彩茉莉の脳を組み合わせた個体が活動する為に製造されたものであった。
2期の時点では、朱にシビュラの外部端末だと知られているため、二人だけのときには機密にも踏み込んだ会話を交わしているが、雰囲気は険悪なものになっている。
PROVIDENCEで発生した事件ののち3期では禾生の後任者・細呂木晴海が着任した、という体裁で登場。「禾生壌宗」に比べると優しげな顔立ちでかけている眼鏡のデザインも違い、パスファインダーによって細呂木の義体が破損した際、禾生壌宗の義体を用いて復帰している。事件後、法斑を見出したことにより厚生省公安局長の座を退いた。
佐々山光留（ささやま みつる）
声 - 浅沼晋太郎
生年月日：2081年3月26日
血液型：O
監視官時代の狡噛の部下であった執行官の男性。3年前に「標本事件」の捜査中、生きたまま解体され、プラスティネーションによって標本化され、殉職した。享年27。宜野座を「ギノ先生」と呼び、狡噛は普通に苗字で呼ぶ。短気で助平な上に凶暴だが面白い奴だったと狡噛は述懐しており、「愛すべきクソヤロー」と評している。過去にあたるエピソード回では彼の発言を裏付ける佐々山の生前の行状が描写されている。
青柳璃彩（あおやなぎ りさ）
声 - 浅野真澄
生年月日：2084年12月9日
身長：172cm
血液型：A
1期・2期ともに厚生省公安局刑事課二係監視官の女性。コールサインは「BALTO 1」。1期では第15話と第17話と第18話に登場。髪型はセミロングの黒髪で、左目元に泣きぼくろがある。宜野座とは同期入局と気心の知れた仲で、彼女自身も縢の失踪に不審を抱いていたこともあり、執行官のトレードによって狡噛の行動の制限を回避する作戦に協力しようとするが、局長によって阻まれてしまう。1期で槙島の起こした暴動の際に逃亡した部下であり、ノベライズでは恋愛関係にあった神月凌吾執行官（こうづき りょうご / 声 - 木村良平）を執行している。
他の係には秘匿されていたが、3年前の「標本事件」で神月とともに被疑者の藤間幸三郎を確保している。
2期では第1話より登場。第4話にて、鹿矛囲が「ドミネーターで監視官を殺せるか」という実験のために起こした立てこもり事件の罠に嵌ってしまう。犯人・美馬光輝を倒そうとしたものの、サイコハザードにより犯罪係数がリーサル判定値上昇。結果、部下である須郷の手で新型の「強襲型ドミネーター」のエリミネーターで執行され死亡した。
酒々井水絵（しすい みずえ）
声 - 井上麻里奈
生年月日：2090年10月1日
身長：168cm
血液型：O
2期における厚生省公安局刑事課二係監視官の女性。コールサインは「BALTO 2」。両親は厚生官僚。監視官になる以前は医薬局に勤めていた。職務環境による自身のサイコパスの悪化を恐れている。
喜汰沢の事件を捜査中に鹿矛囲に拉致され、右目とドミネーターを奪われるが、自身の犯罪係数や色相を良好に保つことのできる鹿矛囲に籠絡され彼の側にいることを選び、犯行に協力するようになる。第11話にて須郷の手により強襲型ドミネーターのパラライザーで執行・確保され、その後は更生施設に収容されている。

### ビフロスト

#### コングレスマン
法斑静火（ほむら しずか）
声 - 宮野真守
ビフロストのコングレスマン。32歳。スーツを着こなす物静かな青年。東京グランデュールホテルホールディングス社長。
シビュラの開発者でありコングレスマンだった法斑劫一郎を父親に持ち、「勝つ」ための英才教育を施された才人。ビフロストより追放された父の交替役としてリレーションに参加し、公安局を贔屓したジャッジを続ける。自らを蹴落とそうとした裁園寺を、代銀を誘導して追い落とすことに成功するが、逆に代銀に警戒され梓澤を使った罠に嵌る。その際に炯と対面し、舞子を退院させることを見返りに自らの手駒として13thインスペクターに勧誘する。
代銀や梓澤と対立するも、炯の手助けもあり、パスファインダーの襲撃から脱出。代銀からは父親の仇討ちを望んでいると目されていたが、その真意はビフロストの破壊とコングレスマンの責務からの解放である。炯から手にしたマカリナのブラックボックスを使い代銀の目論見を完全に挫き、最後のコングレスマンとしてラウンドロビンの機能を停止させた。その現場に現れた禾生壌宗に対して常守朱の解放を要求した後、彼女によって厚生省公安局長に任命される。徹頭徹尾「慎導灼」への投資を行っていたと語り、彼によって梓澤が逮捕された後には、シビュラの管理する社会に喜んで参加した。
愛犬家であり、飼い犬とともに過ごす時間にのみ安らぎを得ている。
代銀遙熙（しろがね はるき）
声 - 中博史
ビフロストのコングレスマン。77歳。老獪な紳士。
常に穏やかな微笑を浮かべているが、目の前で裁園寺が執行されようと微笑みを絶やさない超然とした性格。コングレスマンの中心人物として振る舞い、最重要機密である免罪体質者についても知識を持つなど謎多き人物。法斑劫一郎とは長年のライバルだった。
裁園寺莢子（さいおんじ きょうこ）
声 - 田中敦子
ビフロストのコングレスマン。48歳。華美なドレスに身を包んだ美女。3rdインスペクターのトーリは実兄との間に設けた実の息子。
宗教特区を巡る事案の最中に、規律に反して直接的な関与を図るが、それをトーリに告発されたことでコングレスマンの資格を剥奪され、ビフロストの管理システムであるラウンドロビンによって「執行」され死亡した。

#### インスペクター
梓澤廣一（あずさわ こういち）
声 - 堀内賢雄
生年月日：2074年9月9日
身長：176cm/体重：67.7kg
血液型：B
ビフロストの1stインスペクター。46歳。小さい要因を連鎖させ、自ら手を下さず相手を自死に追い込む手管を好む犯罪プランメーカー。日東学院行動経済学科を卒業後、刑事課二係での執行官を経て、日空航空の空港本部長を務めたなど、多種多様な職を一年単位で転々としている。父は梓澤勝男。
パートナーである11thインスペクターの小畑千夜を「小畑ちゃん」と呼ぶ。飄々とした物腰で、常に気さくに軽口を叩いているビジネスマン風の中年男。一方で「人間ｎ全く興味を抱いていない」と灼が分析し、「吐き気がする」と言わしめるほど邪悪な精神を持つ。知能犯であると共に熟練された格闘術も習得しており、2ndインスペクターで元格闘技プロアスリートの榎宮春木におどけながら圧勝している。かつて慎導篤志から何らかの貶めを受け、深いトラウマを刻み込まれるとともにプランメーカーとしての才に目覚めた。シビュラを絶対のものとして信奉しており、ゆえに最終的に自己責任が課される社会において、自らのサイコパスを濁らせないまま多くの犯罪計画を完遂してきた。物語後半からは代銀に仕え、「社会の頂点に立つ」という野心を胸に、コングレスマンとなるべく対抗馬の静火に牙を剥いた。
3期劇場版で留置所に収監されていた潜在犯を使い公安局ビルを占拠した後、カリナの辞任を要求する。その目論見は、厚生省公安局刑事課一係と外務省海外調整局行動課との合同作戦により打ち砕かれた。しかし、彼の本懐はコングレスマンになることではなく、推理によってほぼ正解まで辿り着いていた「シビュラの一部になる」というものであり、灼に連れられてシビュラの元へと辿り着く。しかしながら、シビュラからは免罪体質者ではないために「資格なし」として拒絶される。「シビュラの意思」である犯罪係数を無視したエリミネーターによる執行を受け入れる姿勢を見せるものの、灼の意志によって正確な計測の上での執行がなされ、犯罪係数288時点でパラライザーで執行ののち逮捕、留置所に収監された。
小畑千夜（おばた ちよ）
声 - 矢作紗友里
11thインスペクター。梓澤の事件をサポートするクラッカー。ロリータ・ファッションに身を包んだ、ふくよかな体型の女性。23歳。元アパレルデザイナーで、趣味でハッキングをしていた際にビフロストに行き着いてしまい、それがきっかけで梓澤にインスペクターとしてスカウトされた過去をもつ。
有能だが不愛想で口汚く、いつも悪態をついている。その姿勢は梓澤に対しても変わらないが、同時に一定の信頼も置いているようで、公安局ビル占拠事件の逃走時、梓澤との合流予定地点で彼を待ち続けていた。
榎宮春木（えのみや はるき）
声 - 宮寺智子
2ndインスペクター。49歳。
茗荷谷廃棄区画で違法賭博の格闘場を取り仕切っている。元プロアスリートだが、男性ホルモンの注入などの過剰ドーピングで引退し、裏社会に堕ちた元・女性。
小宮カリナの選挙妨害をし、薬師寺陣営を有利にするべく画策するが失敗。梓澤によりエレベーターの事故死と見せかけて処理された。
些々河 哲也（ささがわ てつや）
声 - 楠大典
7thインスペクター。ハイパー・トランスポート社の特別顧問を務める元総務省の天下り役人で27歳。
旧友である与根原巧と共謀し、作中では過去の遺物となったサブプライムローンの仕組みを利用した金儲けを画策する。自らを「良いことをした」と信じ込むことでサイコパスを正常に保つ、強靭なメンタル・タフネスの持ち主。旭・リック・フェロウズの遺したデータから犯行の証拠を掴まれ、与根原をヤクザの沼倉に売り渡すとともに出島への逃亡を試みるが、もともと捜査していた外務省海外調整局行動課により逮捕される。その後、梓澤の仕組んだ車両事故により護送中に死亡した。
ノベライズにおいては、与根原と恋人同士であったことが描写されている。
トーリ・S・アッシェンバッハ
声 - 石川界人
3rdインスペクター。22歳。裁園寺莢子の息子。シビュラ公認宗教団体ヘブンズリープに所属し、物語の半年前から教祖代行に任命されている。13歳のころから数多くの企業を渡り歩く異色の経歴の持ち主。
信仰と色相改善の因果関係を求めるなど、シビュラを信仰する熱心な宗教家であり、移民と宗教の隔離政策である三郷ニュータウン宗教特区政策に反発している。元は犯罪係数90近くをマークしており色相も濁っていたが、ヘブンズリープに入信することで色相が改善している。教祖の仁世元洋に強い恩義を感じており、恩返しとして人為的にユーストレス欠乏症を引き起こし植物状態にする装置を開発、それを用いて色相を改善させることを「エターナル・ホワイトの境地」と称して、教団内の色相悪化が見られる者に対して行うようになっていた。
潜入捜査した炯と如月を捕らえてからはビフロストを盾にした強硬な手段で尋問を開始し、舞子まで人質としたことを梓澤に咎められるも続行。公安局の強制捜査が始まると裁園寺と梓澤に切り捨てられるが、代銀に裁園寺のルール違反を密告してコングレスマンになることを企む。しかし逃亡の際に舞子を人質に連れ、救助に来た炯に対して嘲笑と挑発していた隙を突かれて舞子に拳銃を奪われ、射殺された。

#### パスファインダー（ピースブレイカー）
ジャックドー
声 - 斧アツシ
ピースブレイカーの残党の1人である老爺。教練を担当していたようで、教え子を「息子たち」と呼び、その仇を討つために現在は外務省海外調整局行動課に籍を置いている「元一係」の面々を付け狙う。
ヘブンズリープに捕縛された炯への拷問、カリナ殺害のために暗躍する。公安局ビル襲撃の際に狡噛と交戦し、銃撃戦を繰り広げるものの、弾切れの隙を突かれ接近戦へ移行して狡噛の胸にナイフを突き込むが、彼がショルダーホルスターに納めていた拳銃に阻まれ、反撃を受けて死亡する。
ヴィクスン
声 - 野沢由香里
ピースブレイカーの残党の1人である老婆。ジャックドーとコンビを組んで行動する。
ヘブンズリープ本部では潜入者の追討に姿を現し、公安局ビル襲撃においては刑事課二係を壊滅させる。その後、カリナを殺すために局長オフィスへ迫るも、炯とカリナ、そしてマカリナの機知によって欺かれた隙を突かれて炯によって執行され死亡する。犯罪係数オーバー300。

### その他の登場人物
舩原ゆき（ふなはら ゆき）
声 - 小岩井ことり
1期に登場した朱の女友達。身体を動かす仕事に就いている。第10話では槙島と泉宮寺によって、狡噛を狩るための囮として拉致され、狡噛と共に60年前に廃線・放棄されていた地下鉄構内を逃げ回ったあげく、救助に駆けつけた朱の目の前で槙島に喉首を切られて殺されてしまう。
第20話でシビュラシステムの機密を知った朱の過去回想と対話幻想に登場している。
水無瀬佳織（みなせ かおり）
声 - 原島梢
1期に登場した朱の女友達。システムエンジニア。シンプルな長髪で、メガネを着用している。ゆきと一緒に朱に会っては、仕事上の悩みなどを話し合っている。
劇場版にも登場し、結婚することを朱に報告している。
常守葵（つねもり あおい）
声 - 谷育子
2期に登場した朱の祖母。朱のことを「あーちゃん」と呼び、応援している。足が悪く移動ができないため、介護施設にいる。桒島の別邸に乗り込んだ際、葵の切断された耳が朱に届けられる。東金により殺害され、後に遺体が発見された。
藤間幸三郎（とうま こうざぶろう）
声 - 鈴村健一（ドラマCD）
私立桜霜学園の教員であった泣きぼくろのある青年。生年月日不明、血液型B型。3年前の「標本事件」の被疑者。公式には行方不明の扱いになっている。
実は現行犯に近い形で刑事課二係に確保されており、自白も物証もあったが、免罪体質者であっために機密条項とされていた。確保後、その脳は自我を残したままシビュラの一部として活用されていた。本編では禾生としての義体を使用し、一係に確保されて輸送中の槙島の前に現れ、シビュラ構成員に勧誘する形でその秘密を明かす。しかし自身の発言から逃亡のヒントと機会を与えてしまい、その際に義体ごと脳を破壊され死亡した。
小宮カリナ（こみや カリナ）
声 - 日笠陽子
3期都知事編に登場。本名は小宮香利奈。肯定党の支援を受ける元アイドルの政治家。20歳。東京都知事選に立候補し、後に当選して都知事となる。
4歳からシビュラにアイドルとしての適正を見いだされ、ギャラ問題から両親の離婚、所属しているグループのメンバーが潜在犯となるなどの波乱に見舞われながらも、カリスマアイドルとしての道を歩むなか18歳から政治家に転身した。移民を非推進し、現在の日本国民を重視した支援を主とした「隣人政策」を打ち立てる。
同じく都知事候補である薬師寺・ヘラクレス・康介と人気を二分していた。
正体は肯定党が用意した代理人格AI・マカリナの使用者。マカリナの仕様が一般人使用規制対象である全身ホロのためそれを公表せず、薬師寺陣営を支援しようとした榎宮春木の一派に拉致されるものの、一係によって救出される。
マカリナ
声 - 日笠陽子
カリナのメンタルカウンセラーである土谷荒城が作り上げた代理人格AI。人間が思考することで脳の認知負荷を外部からコントロールするのに適した話法と声のトーンを持つ、人間に思考の放棄を促す極めて高度な思考誘導装置とされる。肯定党の判断により、カリナに貸与され、カリナと瓜二つのホログラムモデルを搭載。彼女と重なるように行動している。正式名称はマスコントロール・カリナ。
久利須＝矜治・オブライエン（くりす＝きょうじ オブライエン）
声 - 手塚秀彰
3期宗教編に登場。外国からの避難民で、日本移民となった。入国管理局で対外との関わりを職務とするオブザーバー。64歳。三郷ニュータウン宗教特区推進派で、説明イベントのプロモーターでもある。
末期癌を患い、老い先が短い老人。かつては同志と呼べるテレーザ、アウマ、仁世の三人とともに開国運動を続けており、記念品の懐中時計を受け取った四人のうちの一人。懐中時計の裏にはすべてハンニバルの「Aut inveniam viam aut faciam.」の文字が刻まれている。
移民を使った犯罪の告発を目的とした爆弾テロ「終末救済プラン」を計画した一人であり、息子のフラナガンをヘブンズリープで薬漬けにされ、自分も人工癌を植え付けられた後、トーリに利用されていると知りながらもテロ計画を敢行。片腕を切り落として爆発現場に遺し脱走、死んだはずなのに活動できる「幽霊」となる。癌によって余命僅かなことを覚悟の理由とし、息子が目覚めた時のために移民差別をなくすためと、自らの復讐心を遂げるために、息子を虐待したヘブンズリープ信者五人に爆弾を使わせ自爆させた後、小宮カリナを殺害すべく自身にも爆弾を移植した。最終的に先回りした灼と翔によって計画を阻まれ、起爆しないまま灼の腕のなかで病死する。今際の際に「神は全てを許す」と言い残したが、灼に「あなたは誰も許さなかったじゃないか」と返された。
テレーザ陵駕（テレーザ しのぎ）
声 - 宮沢きよこ
3期宗教編に登場。日本移民。元は長崎で難民弁護官をしていた弁護士。62歳。現在は移民のための宗教団体「正道協会CRP」を創立し、同協会の代表の修道女である。宗教特区反対派。
開国運動参加者で、懐中時計を持つ。穏やかな気質の女性であり、時に買収をして騒動を収めるようなこともあるが、「お金が彼らの神なのよ」と柔軟な姿勢を見せる。慎導篤志と旧知であり、灼に親身に接し、公安の捜査にも協力的。
その正体は、かつてから仲間と組んで「質は良いがすぐ壊れる」武器密輸を行い、海外での紛争を対症療法的に納めようとしていた武器商人。終末救済プランの計画者のひとりだが、慎導篤志に警告され、発動させないまま封印。自分の息子同然にかわいがってきたフラナガンの延命を秘密裏に続け、その身柄を公安に保護させた後、久利須の隠れ家で灼と再会。ビフロストの情報を伝えた直後にジャックドーの狙撃を受け、灼の先行きの無事を願いながら息を引き取った。
ジョセフ・アウマ
声 - 宝亀克寿
3期宗教編に登場。日本移民。69歳。ウガンダ武装ゲリラの頭目だったが、戦場で命拾いしたことをきっかけに仏門に入った異色の経歴を持つ上人。泥沼宗。ニュータウンの労働者の元締めでもある。宗教特区反対派。
開国運動参加者で、懐中時計を持つ。悟りを開いた物静かな物腰だが、爆弾テロについて問われた時は「拙僧なら一人も残さぬ」と物騒な言葉を口にする。
移民保護に重きを置いており、武器密輸の片棒を担ぐ傍ら、イベントの自爆テロによって不法移民の強制売春を行っていた宗教家が死んだ後、売春婦たちを匿っていた。爆弾テロから彼女らと密輸武器を庇って命を落とすが、そのことで公安に強制売春と密輸の証拠を掴ませ、結果的に移民たちを守らせることに成功する。その際に押収された遺留品の懐中時計が事件解決の一助となった。

### 劇場版登場人物

#### 東南アジア連合（SEAUn）
ニコラス・ウォン
声 - 神谷浩史
SEAUn国家憲兵隊大佐を務める黒い長髪に美麗な顔立ちの青年。シビュラシステムをSEAUnに導入したハン議長の指揮下で、シャンバラ特区の秩序を守っている。SEAUnに狡噛の捜査を名目に訪れた朱を迎え入れ、SEAUn平定のために日本から支給される軍事ドローンを利用し、反体制勢力の殲滅を行う。
チュアン・ハン
声 - 佐々木勝彦
SEAUnの議長を務める男性。もともと一軍閥の長であったが、SEAUn平定のためにシビュラシステムの導入を決断し、民衆から高い支持を得る一方、武力によって政権を得たとして反体制勢力も大勢生み出すこととなっている。
作中では本人は既に生存しておらず、シビュラ構成員の義体にすり替わっている。
ヨー
声 - 諸星すみれ
SEAUn滞在中、朱の身の回りを世話する給仕係の少女。首輪を付けた潜在犯。同じく潜在犯と思われる兄がいる。

#### 反体制勢力
セム
声 - 木村昴
反体制勢力のリーダーの男。額に大きな傷があり、左足が悪く歩く際に引きずっている。ハン議長の一方的な政策に反対し、反体制勢力を率いて民主化運動を行っている。
狡噛を戦術顧問として歓迎し、高い信頼を寄せる。
サムリン
声 - 利根健太朗
反体制勢力のメンバーだった男。
テロリストとして日本に潜入し、戦闘の上で公安局に投降するが、禾生の意を受けた霜月の指示によるメモリースクープの過剰スキャンと自白剤の使用によって脳を破壊されて死亡する。その際に採取されたサムリンの記憶から、狡噛の現状が朱たちに伝わることになる。

#### 傭兵部隊
デスモンド・ルタガンダ
声 - 石塚運昇
遠洋の群島を支配する傭兵団のリーダーの男。黒人で筋骨隆々の巨体を持つ。射撃も格闘も高い能力を誇りながら、インテリで紙の本を好む。
ユーリャ・ハンチコワ
声 - 小林未沙
傭兵団の白人女性。ステルススーツを装着して偵察作戦を行う。
ブン
声 - 山本兼平
傭兵団のアジア人男性。対物ライフルによる狙撃を担当し、フライトスーツを用いて空中からも狙撃を行う。
ジャン・F・ウェバー
声 - 利根健太朗
傭兵団の白人男性。戦闘工作用の大型強化外骨格を操縦する。
ババンギダ
声 - 東地宏樹
傭兵団の黒人男性。支援用の強化外骨格を装着する。

#### 特別行政区＜サンクチュアリ＞
辻飼姜香（つじがい きょうか）
声 - 岡寛恵
経済官僚。経済省産業技術環境局電子リサイクル推進課に所属しているエリート。＜サンクチュアリ＞の統括管理者。51歳、身長167cm。独自の治療法で潜在犯の色相改善に努めており、最高の更生プログラムだと誇りに思っている。夜坂泉を送還しに訪問した霜月たちを迎え入れる。
松来ロジオン（まつき ロジオン）
声 - 小山力也
＜サンクチュアリ＞の保全官。潜在犯たちの素行を監理している。44歳、身長182cm、元執行官。「ロージャ」と呼ばれる。
自身もまた潜在犯であり、博学で格闘能力も優れ、ロシア武術"システマ"を始め、打撃と寝技の両方を得意とし、宜野座をも圧倒する格闘能力を有する。
玄沢愛子（くろさわ あいこ）
声 - 斉藤貴美子
特別行政区サンクチュアリの心理カウンセラー。28歳、身長170cm。投薬と催眠を組み合わせた違法サイコセラピーにより、＜サンクチュアリ＞の住人たちを「集団思考」状態に陥らせている元薬剤師。
能登耕二（のと こうじ）
声 - 多田野曜平
特別行政区サンクチュアリの管理職員。辻飼姜香からは使いやすいコマだと思われているが、松来ロジオンや玄沢愛子からは見下されている。
夜坂泉（やさか いずみ）
声 - 弓場沙織
＜サンクチュアリ＞に勤務している厚生省認可の心理カウンセラー。2089年7月10日生で27歳、身長163cm。暴走車両で公安局に突撃したところで霜月たちに身柄を確保される。薬物の異常摂取により脳機能に障害（双極性障害）を来しており、送還時にもパニック障害を起こしたり、発話障害により辿々しい話し方となっている。
久々利武弥（くくり たけや）
声 - 平井祥恵
＜サンクチュアリ＞で潜在犯の女性が出産した男児。2112年11月3日生で5歳、身長117cm。人見知りで大人しい性格をしている。特別処置により、施設常駐のカウンセラーである夜坂泉が、母親代わりとなった。

#### 国防省
須郷徹平（すごう てっぺい）
声 - 東地宏樹
国防軍第15統合任務部隊・ドローン部隊。階級は大尉。22歳、身長180cm。第15統合任務部隊内では若手ナンバーワンと呼び名の高い操縦士。国防陸軍訓練学校出身。大友燐とは訓練学校時代の同級生。コールサインは＜ファースト・ガーディアン＞。
大友逸樹（おおとも いつき）
声 - てらそままさき
性別：男性
国防軍第15統合任務部隊・現地情報収集班長。階級は大佐。39歳、身長183cm。敵地に潜入し、破壊工作・電子戦・諜報活動を主な任務とするエキスパート。SEAUn内部の反政府軍閥に対する政府軍の攻勢支援を行う国防軍の極秘作戦＜フットスタンプ＞作戦に参加し、行方不明になった。コールサインは＜オスカー＞。
ドローン襲撃テロの現場で目撃され容疑者となっていたが、正体は人格再現AIをインストールしたスパーリング用ドローンにホログラムを被せた替え玉であり、本物の大友は＜フットスタンプ＞作戦で敵軍を誘引する囮にされ、生瀬・沼津両名と共に化学兵器（ナノ強化VXガス）散布へ巻き込まれ死亡していた。
大友燐（おおとも りん）
声 - 大原さやか
国防軍第15統合任務部隊・ドローン部隊オペレーターで23歳。大友逸樹の妻であり、須郷徹平とは訓練学校からの同期。
大友が遺した記録から＜フットスタンプ＞作戦を調べ真実を知り、国防省への復讐にドローン襲撃テロを引き起こす。
猿飛光喜（さるとび こうき）
声 - 飯島肇
国防軍第15統合任務部隊・ドローン部隊所属操縦士。階級は大尉。23歳、身長170cm。部隊のムードメーカー。コールサインは＜セカンド・ガーディアン＞。
PROVIDENCEにも登場し、極秘演習を装いドローンの提供や狡噛達の北方列島への潜入に協力した。
吉田（よしだ）
声 - 佐々木義人
国防軍第15統合任務部隊・現地情報収集班。大友逸樹の部下。＜フットスタンプ＞作戦中に大友逸樹により死亡が確認されている。
生瀬（いくせ）
声 - 藤翔平
国防軍第15統合任務部隊・現地情報収集班。大友逸樹の部下。＜フットスタンプ＞作戦後、行方不明扱いとなる。
沼津（ぬまず）
声 - 森千晃
国防軍第15統合任務部隊・現地情報収集班。大友逸樹の部下。＜フットスタンプ＞作戦後、生瀬と同じく行方不明扱いとなる。
港屋門人（みなとや もんと）
声 - 廣田行生
国防軍第15旅団長にして、統合任務部隊の部隊長も兼務。階級は中将。高江洲と共に＜フットスタンプ＞作戦の指揮を執る。55歳。
高江洲嘉人（たかえす よしと）
声 - 土師孝也
国防軍統合参謀本部・作戦監視官で49歳。階級は大佐。＜フットスタンプ＞作戦の指揮を執る。作戦実行から三ヶ月後、国防省本省にてドローン襲撃テロに遭遇し、重傷を負う。

#### 外務省
花城フレデリカ（はなしろ フレデリカ）
声 - 本田貴子
外務省海外調整局特別補佐官。初登場時33歳。
Case.2では省庁間の人事交流により、厚生省公安局刑事課一係監視官補佐として、外務省より出向してきた。須郷を外務省で計画中の準軍事部隊にスカウトしようと接触を図る。Case.3では、シビュラシステムにより日本に帰国できなくなった「日本棄民」の調査でチベット・ヒマラヤ同盟王国を訪れる。その際、傭兵部隊に武器の供給を行ったとされる「ピースブレイカー」に関する調査も行っていた。
3期では外務省海外調整局行動課長として登場。狡噛や宜野座の上司として国際犯罪対策チームを率いている。
吹田恭慶（ふきた きょうけい）
声 - 高坂宙
外務省海外調査局参事官。＜フットスタンプ＞作戦のオブザーバーとして参加する。作戦3ヶ月後、長崎の外務省入国管理センター庁舎にいたところ、ドローン襲撃テロに遭遇し死亡する。
矢吹省吾（やぶき しょうご）
声 - 土師孝也
外務省海外調整局局長。花城の上司にあたる。PROVIDENCEに登場。

#### チベット・ヒマラヤ同盟王国の人々
テンジン・ワンチュク
声 - 諸星すみれ
チベット・ヒマラヤ同盟王国辺境の村出身。14歳、身長150cm。避難バスで首都へ移動中に武装ゲリラに襲われていたところを狡噛に助けられる。
家族を殺した相手への復讐を望み、狡噛と師弟関係を結び、戦う術を教わる。右腕と首元に、家族を殺されたときの傷跡が残っている。
キンレイ・ドルジ
声 - 志村知幸
チベット・ヒマラヤ同盟王国の兵士。テンジンの叔父。36歳、身長175cm。
元は事務職員だったが、人材不足から兵士となった。愛国心が強い。

#### 傭兵団＜停戦監視団＞
ギレルモ・ガルシア
声 - 磯部勉
性別：男性
停戦監視団団長。2058年9月5日生で登場時59歳、身長180cm。メキシコ出身、フランス外人部隊の元大佐。鉄道利権を巡る3つの軍閥の対立という火種を抱えたチベット・ヒマラヤ同盟王国の政府が、紛争問題を解決するために招集したプロの紛争交渉屋。各地での活躍により英雄と呼ぶ者も多い。洞察力に優れ、穏やかな性格。
その実態はいわゆる「マッチポンプ」であり、武装ゲリラのジャンを雇って意図的な紛争を引き起こしていた。また闇取引を通じて、ピースブレイカーから武装ドローンなどの武器を調達していた。なお、これらの事実は停戦監視団の一部幹部クラスしか知らず、ツェリンにも伏せられていた。
ツェリン・グルン
声 - 高木渉
停戦監視団兵士。ガルシアの部下。40歳、身長175cm。アジア人。明るい性格で、狡噛をチベット・ヒマラヤ同盟王国へ送り届ける。

#### 武装ゲリラ
ジャン＝マルセル・ベルモンド
声 - 鶴岡聡
＜停戦監視団＞の火付け役、ガルシアの側近のアメリカ人。34歳、身長190cm。ガルシアの10年来の部下。政府軍の戦力低下を狙い、過激活動をする武装ゲリラ。
テンジンの家族を殺害した張本人。

#### ピースブレイカー
砺波告善（となみ つぐまさ）
声 - 大塚明夫
外務省の海外実働部隊・ピースブレイカーの隊長。58歳。
各国での破壊作戦を経た結果、人ではなく機械による統治を理想としたため、AIによって統治された国家を樹立すると共に、ストロンスカヤ文書を入手しその影響力を拡大させることを画策していた。
砺波はディバイダーに憑依することができ、外務省職員の翻訳パッチにもクラッキングを仕込めば、それを脳内に埋め込んだ人間に（範囲と時間が制限されるものの）憑依が可能となる。これにより、砺波に行動を委託し犯罪係数が上がらない状態の兵士を作り出していた。
ストロンスカヤ文書の取引と見せかけてジェネラルを消滅させた常守に苦痛を味わせ殺害しようとするが、問答をしていた中駆けつけた狡噛に銃殺された。
将軍（ジェネラル）
音声 - 屋良有作
ピースブレイカーの最高指導者。表に出ることがないため、その姿は潜入していた煇も掴めず謎に包まれていた。
その正体はサイコハザード対策用の医療用AIを仕様変更したもので、ラウンドロビンと同じくシビュラの補助システムであったAI。北方列島に設置されている。
ジェネラルの力でピースブレイカーの隊員らを宗教的な掲示で洗脳し戦意を高めるなど作用してきたが、最終的にドミネーター経由でシビュラシステムと同期されシステムが無効化された。
ボカモソ・マレー
声 - 白熊寛嗣
ピースブレイカーの隊員である黒人。雑賀を殺した人物。

### 第1期前日談（漫画：PSYCHO-PASS サイコパス 監視官 狡噛慎也）の登場人物
和久善哉（わく よしとし）
声 - 細谷佳正（ドラマCD）
三係の監視官で監視官時代の狡噛の上司。
天利陽名（あまり ひな）
声 - 南條愛乃（ドラマCD）
三係の執行官で監視官時代の狡噛の部下。若干アホの子だが、データ収集・体術を難なくこなせるオールラウンダー。
昏田尚人（くらだ なおと）
声 - 鈴木達央（ドラマCD）
三係の執行官で監視官時代の狡噛の部下。
花表翼（とりい つばさ）
声 - 早見沙織（ドラマCD）
三係の執行官で監視官時代の狡噛の部下。クールで口数は少なめだが、いったん喋りだすと暴走してしまう。

### ゲームオリジナルキャラクター
剱拓真（つるぎ たくま）
声 - 三木眞一郎
『選択なき幸福』の主人公の一人。厚生省公安局刑事課一係に配属された新米執行官。2087年5月5日生で25歳。
自由をこよなく愛し、ハードボイルドに憧れて女性に対しては硬派を気取る一面があるが、内面には熱い正義感を秘めている。
誓湯撫子（くがたち なでしこ）
声 - 遠藤綾
『選択なき幸福』の主人公の一人。剱と同じく新人で一係の監視官を務める。2087年10月10日生で25歳。
記憶喪失で一般常識に疎く、冗談も真に受けてしまう。あらゆることを分析し、すべてを理論で説明できないと気持ち悪く感じるクールな女性。
アルファ
声 - 梶裕貴
『選択なき幸福』に登場。人間ではなくAIであり、義体を用いている。

## 世界観
物語の開始は西暦2112年。2020年ごろから始まった新自由主義経済の歪みによる貧富の差の拡大が原因で倫理・道徳観念の世界的崩壊が起こり、犯罪・紛争の激化に起因する政情不安のために政府や国家の崩壊が起こったという設定である。この間、メタンハイドレート開発によるエネルギー自給と、遺伝子強化された小麦・ハイパーオーツの普及による食糧自給の道を見出した日本は、諸外国の紛争の余波を食い止めるため、試験運用化のシビュラシステムによる判断とされる鎖国を開始し、他国からの違法入国を水際で防ぐために国境や周辺海域に武装ドローンを配備し、世界で唯一と言える平和な国家となった。国をあげて食料自給に力を注ぎ、国民経済の立て直しを図り、企業の国営化と大量の失業者支援のための「職業適性考査」を行う。後に、「職業適性考査」はシビュラシステムに名を改め、更なる進化と試行期間を経て、2070年ごろには本格的に経済社会へ導入された。この頃には食料自給も確立され、経済社会の安定化に成功し世界で唯一の法治国家としての体裁を成すに至った。このため、作中世界の日本国民はシビュラシステムに強く依存し、ITやドローンなどでオートメーション化されサイコパス測定のためのスキャナーに監視された日常生活を送っている。サイコパスや犯罪係数測定を用いた治安維持は、2090年過ぎごろから実用化されている。シビュラシステムによって身の安全が保障されているため、人々が見知らぬ他者を警戒することや、物理的な施錠といった意識や習慣が廃れており、特にシステム運用後に生まれ育った若年層は「シビュラ世代」と呼ばれ、防犯意識が薄く、自ら主張することを良しとせず、システムに監視されることに対して疑問を抱いていないことが特徴とされる。
経済社会の不安定化による人口激減期を経て、人口は2012年の10分の1程度となって、人間の居住活動域は都市部に集中し、食料供給のほとんどはオートメーション化された無人の穀倉地域で国内生産されているため、職業としての「農業」は喪失しており、北陸地方一帯は無人の穀倉地帯となっている。「食」も合成加工された食品を機器により自動調理し配膳されたものが主流で、人の手による料理や天然食材を使用することは珍しく、趣味や主義の範疇である。教育システムも変更され、シビュラ導入当初は並存していた大学はシステム安定期の2080年ごろに廃止され、職業訓練課程となっている。歴史教育は行われず、遠回しに思想統制がされている。職業訓練校での成績と適性でシビュラシステムから職業選択範囲が割り振られているものの、珍しいとはいえ無職も存在している。芸術・芸能活動で生計を立てることも免許制になっているが、無免許でアンダーグラウンドな芸能活動をしている者もいる。交際や結婚もシビュラによる適正診断が重視され、同性婚も可能となっており、最適幸福実現の結果としての家族の形態も多様化している。サイバネティクスも進歩しており、技術的には脳や神経系を除く全身をサイボーグ化できるほどであるが、医療目的以外の高割合なサイボーグ化には抵抗感を示す意見が多い。
作中世界では「潜在犯」を含め犯罪者は精神障害者の一種と認識されている。犯罪係数が規定値＝100以上の者は潜在犯、犯罪係数が正常な人間は「健常」と呼ばれる。犯罪者は他に病気を感染（サイコハザード）させうる病源として、隔離・排除の対象となる。犯罪が病気と見なされているがゆえに、犯罪者の取り締まりや処理を担う公安局は厚生省の内部部局となっている。厚生省の他に、内閣官房、総務省、外務省、科学技術省、農林省、経済省、国土交通省、国防省といった行政機関が設置されている。
管理社会ではあるが、保安システムのインフラが未整備にもかかわらず、人間が入り込んで活動している登録上の廃棄区画や開発の果てに放棄され、廃墟化している地区も存在しているが、更生施設に収容しきれない潜在犯や貧困層や浮浪者の棲家として、あえて放置されている。さらにスピンオフ小説『About a Girl』によると、郊外地域には、廃棄された大型施設跡にレジスタンスが潜んでいたり、自然回帰主義者の小規模集落があるとされている。

## 用語
サイコパス（PSYCHO-PASS）
本作品のタイトルにもなっている、人間の精神状態を科学的に分析して数値化したデータ。反社会人格障害を指すサイコパス（psychopath）のことではなく、本作品独自の造語で「精神の証明書」（psycho-pass）を意味する。作中の社会では、市民はサイコパスを計測したうえで日々の生活を送っており、データは公的に記録・管理されている。精神を理想的な状態に保つためのメンタルケアが普及しており、各自の適性や嗜好・能力に合わせた情報が事前に明示されるため、運や選択ミスに左右されない最適で幸福な人生を送れる社会が実現したとされている。
シビュラシステム
物語開始の30年ほど前に導入された包括的生涯福祉支援システム。サイマティックスキャンで計測した生体力場から人間の精神状態を科学的に分析し、そこから得られるデータをサイコパスとして数値化のうえ、導かれた深層心理から職業適性や欲求実現のための手段などを提供する。作中世界の厚生省が所管しており、運用理念は「成しうる者が為すべきを為す。これこそシビュラが人類にもたらした恩寵である」。システムは常時サイコパスや職業適性の判定など、膨大なタスクを行っている。多くの市民には肯定的に受け入れられているが、不満を抱いてシステムの打倒を目指し、レジスタンスとして反社会活動を行う者も現れている。
2030年代から40年代にかけて日本で内戦が頻発した。その時、犯罪者の選別を行うために犯罪者の脳を研究するプロジェクトが始まり、それがシビュラシステムの原型となったとされている。しかし、シビュラシステムのコンセプトや基幹技術は米国連邦政府と同様の研究を流用したものだとされる。
それ以降も犯罪係数制度運用までの間、厚生省は刑法第39条と医療観察法の適用範囲を拡大し、容疑者を軒並み不起訴処分に持ち込み、犯罪者の心理解析に用いていた。
表向きは大量のスーパーコンピュータの並列分散処理とだけ公表されているが、実態はさらにその上位機関として、他者に不必要な共感をせずに俯瞰して判断できるイレギュラーな傾向を持つとされた免罪体質者の生体脳をユニット化して思考力と機能を拡張し、より膨大で深化した計算処理を可能にしたシステム（一種のバイオコンピュータ）である。第一期時点では247名の脳のうち、常時200名ほどが順番に接続・通信・統合されて稼働している。コンピュータなどの通常の機械プログラムではストレス計測の色相判定レベルが算出の限界であり、犯罪係数などの複雑な人間の精神や心理に関わる計測は、脳ユニット機関が担当していた。生体脳をコンピュータ化する技術は物語開始の50年前に実用化されており、前述の免罪体質者の脳を取り込んでいくことで、さらに進化を続けているという。
厚生省公安局長の禾生をはじめ各中央省庁の高級官僚たちもまた、構成員のユニット脳が交代で使用する義体となっている。
犯罪係数（はんざいけいすう）
シビュラシステムによって数値化されたパラメータの1つで、犯罪者になる危険性を表した数値。上昇した犯罪係数はセラピーなどで回復できるものの、数値が一定の基準を超えて回復しない者は「潜在犯」と呼ばれ、社会から実質的に排除・隔離される。
犯罪係数の数値化については過去のさまざまな犯罪者の思考パターンの蓄積データに基づいた解析が行われており、これをリアルタイムで解析・計測できるのはシビュラシステムに直結したドミネーターだけである。
潜在犯（せんざいはん）
犯罪係数が規定値を超える者は潜在犯として認定され、社会から隔離・治療・排除の対象となる。犯罪係数を回復させるセラピーや投薬治療は存在するが、規定値超えが継続的であったり、更生の見込み無しと判断される場合もあるため、潜在犯として認定された時点で人生の終わりと考える者も存在する。犯罪係数の遺伝子との因果関係は、いまだに解明されていない。
矯正保護施設は更生の見込みのある者は潜在犯更生施設で治療を受け、犯罪係数300以上の重篤な者は潜在犯隔離施設に収容されることになる。第一期に登場した足利紘一（あしかが こういち / 声 - 三宅健太）も収容中の重篤潜在犯として、狡噛に情報を与えている。
色相（しきそう）
サイコパスのごく表層的なバロメーター。生体反応の計測値が、「色」として視覚化されている。心理状態が健全だと澄んでいる色だが、ストレス過多や悲観的な思考で悪化すると濁ってゆき犯罪係数も悪化する。大衆の多くが、日常的なメンタルケアの指標としている。街頭や日常生活では色相の簡易スキャンが行われている。
サイコハザード
不健全な精神を持つ人間や状況による影響で、周囲の人間のサイコパスが悪化してしまう現象。そのため、この現象によってサイコパスが基準値以上に悪化した者は、社会から隔離されてセラピーを受けることになる。
エリアストレス
その区画が人々のサイコパスに悪影響を与える度合を数値化したもの。レベルが高いほど悪影響であることを示し、事故や事件が起きた場所ではレベルが悪化する。
ホログラム
作中世界では、ホログラム技術は非常に高いものになっており、あらゆる場所に投射装置が設置・内蔵・携帯されており、廃棄区画以外の市街全域の外装から建築物の内装、人々の服装や外見に至るまで社会の隅々へ行き渡っている。市街は精神衛生上好ましいテクスチャによって覆われており、市民は専用の人工知能による対話プログラムにホロを被せ、相談役やスケジュールや心身の管理を務めている。また、コンパクト・タイプのコス・デバイスで人体や服にホロを投影して別の服や外見へ変貌させる「ホロアバター・スーツ」なども実用化されている。
ただし、雨風に弱く、雨の日や降水状態ではホログラムが投射できなかったり、ノイズが入る（しかし、第三期での公安局テント内で局長のホログラムを投影した際、雨風があったにもかかわらずノイズが一切なかったことから、ホログラムの進化がうかがえる）。人工知能ホロアバターもその例外ではなく、使用中の風呂場内には姿を投射できない。
ドミネーター
音声 - 日髙のり子
有事の際に監視官と執行官だけが携帯・使用可能な大型拳銃状の装置。ただし、事前に特別使用許諾を取れば外務省行動課の特別捜査官も臨時ユーザーとして使用可能である。正式名称は「携帯型心理診断・鎮圧執行システム・ドミネーター」。
銃把が茶色でそれ以外は黒一色。側面には複数の発光部があり、銃の状態を示している。眼球スキャンなどの生体認証機能により、使用登録されていない場合はトリガーがロックされ発砲できなくなる。現場までは厳重な運搬専用ドローンで運ばれる。シビュラシステムに割り込みを掛けられる優先的リンクが確立されており、被疑者や対象に照準を向けることで、瞬時に犯罪係数を計測する機能を持つ。銃把を握るか本体に触れている者にだけ聞こえる指向性音声と網膜表示で、状況や計測値を把握させる。対象の犯罪係数が規定値に満たない場合はトリガーにロックがかかり、規定値を越えていればセーフティが自動的に解除され、対象の状況にふさわしい執行モードを選択したうえで変更・変形するシステムが実装されているため、利用者は照準を合わせた後はトリガーを引く以外に特別な操作を必要としない。この際、網膜へは正確な数値が表示されるが、音声では「（基準値）オーバー120」「アンダー60」など大約な情報案内の場合もある。執行モード選択の音声案内では「ノンリーサル・パラライザー」のように先に執行内容、次に機能状態が続けて発声される。
執行用に発射される光線は集中電磁波であり、対象の犯罪係数が100を超えた場合は対人執行モードのパラライザー（麻痺銃/ノンリーサル）に切り替わり、執行対象を失神させる（ただし、向精神薬を服薬していた場合効かないことがある）。しかし、対象の犯罪係数が300を超えると排除の判断が下され、対人抹殺モードのエリミネーター（殺人銃/リーサル）に切り替わり、執行対象者の照射された肉体部位を破裂させる。さらに、人間以外のドローンなどによる危険がおよぶと自動的に脅威判定が更新され、対物用分子破壊モードのデコンポーザー（分子分解銃/デストロイ）に切り替わる。デコンポーザーでは集中電磁波ではなく分子分解ビームを放ち、周囲の空間ごと完全に消滅させてしまう。シビュラシステムへのアクセス・リンクが不可能な場所や状況では使用できない。パラライザー以外の使用回数には制限があり、フル充電時にモード切り替えなしの状態で、エリミネーターは4発まで、デコンポーザーは3発までとなる。
執行官が監視官に銃口を向けることは反逆行為に当たるため、警告が発せられたうえで記録される。なお、記録は監視官権限で削除できる。
シビュラシステムと直結していることから、それとの通話にも利用できる。
強襲型ドミネーター
公安局の新兵器とされる上記の拳銃型より大型のドミネーター。長い銃身やスコープ、二脚があるなど、狙撃銃に近い形状をしている。正式名称は不明。第二期で禾生の命を受けた三係が、現場に初投入した。
執行対象の犯罪係数が300を超えるとエリミネーターが発動して変形する点は拳銃型と同じだが、対象者との間に障害物が存在しても犯罪係数を測定・執行できるため、建物に潜伏する執行対象者を外部から狙撃できる。しかし、狙撃手が確認できる情報は犯罪係数だけであり、執行官が監視官に銃口を向けても警告されない。そのため、須郷が使用した際には、現場で犯罪係数が300以上であった青柳を執行することになってしまった。
ドミネーターSG型プロトタイプ
正式名称は「携帯型心理診断・マルチ鎮圧執行システム・ドミネーターSG型プロトタイプ」。
霜月が提案した同時に複数人を執行可能なショットガンタイプのドミネーターの試作品で、強襲型と同様に大型。危険すぎるという理由で局長がお蔵入りにした経緯を持つ。一回発射するたびに冷却が必要で、パラライザーモードの使用のみでも充電が必要となるなどの欠点を持つ。その破壊力ゆえにデコンポーザーは未実装となっている。
スローター
スピンオフ小説である『PSYCHO-PASS GENESIS』で登場する、ドミネーターの原型となる武装の名称。正式名称は「試作携帯型心理診断鎮圧執行システム」。
ドミネーター同様に公安局員の人間が携行可能な拳銃サイズのものであり白色。デコンポーザーは実装されておらず、音声が指向性ではないため使用者以外にもガイダンスの内容が漏れる。
特に執行官が監視官を狙った際のロック機構がなく、当武装を用いた惨劇が要因となったことで新たにドミネーターが開発されることとなった。
なお、スローターと言う呼称は、国際テロ組織に用いられる実弾重火器搭載の「ブラストドローン」の音声でも使用される。
精神色相走査装置（せいしんしきそうそうさそうち）
スローターより以前の2070年代に試験的に使われていた装置。犯罪などの不法行為を実行しながら色相が濁っていない異常存在が確認された場合にのみ、その対象に対して使用が許可される。対象の脅威判定を行い「拘束（コード・ゼロ）」か「執行（コード・ワン）」の2パターンの判定を行う。いくつかのバージョンが存在しており序盤で登場するものは一般的な銃の銃身に装着して使う。別名、サイマスティックスキャンユニット。後半から終盤に登場する国防軍装備を改造したバージョンではコード・ワンでドミネーター及びスローターと同様の電磁波を照射可能となるが、パラライザーのような出力の弱化はなく、エリミネーターより高出力の照射であり執行対象の肉体そのものが粉々に吹き飛ぶ。
執行官（しっこうかん）
厚生省公安局刑事課で実質的な捜査を行う刑事。刑事課には一係から三係まで存在し、通常はひとつの係に4名が在籍している。犯罪を理解・予測・解決する能力があると評価され、犯罪の根源に迫ることができるが、高い犯罪係数を持つ潜在犯であるために犯罪者と化す危険性もある。それゆえ、常に厳しい監視下に置かれており、庁舎の刑事フロアと公安局に併設されている専用宿舎の出入りしかできず、監視官が同伴しなければ外出は許可されない。しかし、執行官隔離区画内での生活では嗜好品や趣味の自由はある。
公安局所属であっても潜在犯のため、ドミネーターの適正ユーザーであるとともに「任意執行対象」でもある。
監視官（かんしかん）
厚生省公安局刑事課で執行官の監視・指揮を担い、捜査活動の全責任を負うエリート刑事。1つの係に所属する監視官は通常時で2名。捜査時には所属を表すレイドジャケットを羽織ることが多い。犯罪係数の低さによって裏付けられた善良かつ健全な精神と模範的な社会性、さらに優れた知性と判断力を兼ね備えているが、犯罪者や執行官の歪んだ精神にさらされる環境ゆえに犯罪係数を高める危険性があり、職務が厳しい一方で10年間の任期を務めきった後の出世は約束されている。しかし、職務の過酷さゆえに慢性的な人手不足となっている。
ドローン
人間の労働補助を目的として作られたロボット。サイズやデザインは用途によって異なり、公的機関や企業、店舗など街のあらゆるところで普及している。公安局では、主に巡回や交通整理、事件時の現場保存・鑑識を担うほか、看護ドローン（声 - 高森奈津美）も使用されている。非常に多種多用であり、警備ドローンなどの人型サイズのものから国境警備ドローンなどの大型の重武装のものまで登場する。
スパーリング・ロボット
軍ではトレーニングなどで使用されており、ライフログを記録することができる。
Case.2では物語の後半、逸樹のホログラムをまとわせたスパーリング・ロボットが事件の実行犯であったことが明らかになる。
コミッサちゃん
声 - 高森奈津美
公安局のマスコットキャラクター。男の子が「太郎」で、女の子が「花子」。公安局の刑事やドローンのホロ外装に採用されており、かわいらしい外見により対面の緊張感を和らげ、ストレスを与えずに検問・職務質問・警邏・補導などを行える。
公安局ビル 
公安局のシンボルである八角形のタワービル。地上88階、地下8階構造。一係をはじめとした刑事課オフィス、分析官ラボ、執行官たちの部屋などが入っている。最上階の88階には厚生省公安局長である禾生の執務室があり、屋上にはヘリポートが設置されている。厚生省シンボルタワーとは距離がある。
統合分析室 (とうごうぶんせきしつ)
統合分析官のラボ。唐之杜志恩が多種多様なデータを駆使して事件を分析している。記憶の中にある視覚情報を読み取るメモリースクープや、様々なデータサーバーへ侵入するハッキングツールを用意したり、ダンゴムシなどを使って物理的に侵入工作を行ったりするなど、監視官および執行官の捜査を手助けする。
局長執務室 (きょくちょうしつむしつ)
厚生省公安局長・禾生の部屋。刑事たちの捜査の指揮を執る。
厚生省シンボルタワー
通称「ノナタワー」。湾岸に位置する。厚生省の本部ビルにして、都市のシンボル。外観がホログラムによって彩られている。作中では、シビュラシステムに対する社会の依存度の高さから、それを所管する厚生省の権限が極めて大きい。公安局ビルとは距離がある。
案内表示と外部アクセスは地上90階以上、地下4階までだが、実際には地下20階まで及ぶ下層部が存在しており、そこにシビュラシステムの本体が設置されていることは機密とされていた。地下5階以降の階層への入り口は普段はブロック状の壁で隠されているが、ブロックの一部がホログラムになっており、スライディングブロックパズルのように開閉される。そこから先は電波暗室になっている。シビュラシステム本体が存在する区画は、電子ロックが掛かった頑丈な扉で封鎖されている。
1期ではタワーの上層エリアで狡噛と槙島が初めて出会い、対決が行われた。
ラウンドロビン
音声 - 森川智之
正式名称は「併設型自動デバッグ診断・修復サブシステム・ラウンドロビン」。
シビュラシステム開発初期においてデバッグを担っていたシステム。デバッグ作業が行われなくなってからは法斑劫一郎らの手により作られたビフロストの運営を行っていた。主にリレーションの進行、ルール違反やリレーション継続不可能となったコングレスマンの処刑を行う。
最後のコングレスマンとなった静火によりシビュラシステムをコングレスマンに指名され、細呂木局長を介して接触したシビュラによって消滅した。
標本事件（ひょうほんじけん）
正式名称は「公安局広域重要指定事件 102（ひとまるに/いちまるに）」。3年前に起こった未解決事件。殺害して解体した死体を特殊な薬剤でプラスティネーション加工し、公衆に晒した連続猟奇殺人事件である。死体の損壊・加工の仕方や展示の舞台設定には、歪んだユーモアやメッセージ性が見出だせた。犯人は捕まっておらず、別件で捜索願の出ていた桜霜学園の元教員である藤間幸三郎が状況証拠から犯人と推定されたが、表向きは行方不明とされている。
執行官の佐々山が事件の捜査中に被害者と同じく標本化されて殉職したことが、当時監視官であった狡噛の潜在犯化を誘発した。それ以来、狡噛は独自にこの事件を捜査し続け、黒幕の槙島に行き着いた。
実行犯は藤間だが、プラスティネーション用の薬剤の製作者は別に存在しており、王陵璃華子が犯した事件でも同じ成分の液状の薬剤が使用された。いずれの事件でも槙島から実行犯へ提供されたのは、死体を浸すだけで簡単にプラスティネーション化できるという特殊な薬剤であった。
ユーストレス欠乏性脳梗塞（ユーストレスけつぼうせいのうこうそく）
シビュラシステム運用下にあるとされる架空の病気。精神メンテナンスやストレスケアなどに過剰に依存し、生命維持に必要とされるレベルのストレスさえも受けることがない状態が長く続くと、刺激に対する生理反応が麻痺して自律神経が侵されることによって発症する。真相は表沙汰にならず死亡後は原因不明の心不全扱いとなるため、この病気は都市伝説扱いされている。
免罪体質者（めんざいたいしつしゃ）
本来なら犯罪係数が上昇する状態にあっても、規定値を超える犯罪係数が計測されない体質を持った人間。約200万人に1人の割合で存在すると予測されている。前述の理由のため、潜在犯としての事前確保はできず、現行犯であってもドミネーターによる執行対象とならないため、任意同行という形式での強制的な連行によって拘束するしかない。シビュラシステムの信頼性を揺るがす存在であることから、機密条項になっている。
メモリースクープ
脳波をスキャンして記憶内の視覚情報を読み取って投写するモンタージュ技術のことで、専用の椅子とヘッドマウントディスプレイから構成される機器。被スキャン者にとっては記憶の強制的な追体験となるうえ、増幅されたそれが相応の負担と危険を伴うため、体調とサイコパスをチェックしながらのモニタリングとなる。刑事課では犯人の面相認識（フェイスレコグニション）のために使用され、第一期では朱自ら被験を志望し、槙島の姿を明らかにする。
サイマティックスキャン妨害ヘルメット
すぐ近くにいる人の中で良好なサイコパスを、装着者のサイコパスとして監視システムへ送信することで、サイマティックスキャンを欺くヘルメット。槙島とグソンによって開発・製造された。デモンストレーションを兼ねた事件を経て多数の潜在犯の手に渡され、彼らが市民たちを襲ったことから、波及的にサイコハザードによる暴動状態が引き起こされた。
ハイパーオーツ
極めて高い収穫効率を持つ遺伝子組み換えの麦。作品世界の日本において食卓にならぶ食品の99%はこのハイパーオーツから作られた合成加工食品となっており、単一種に頼る食糧体制になっている。
ウカノミタマ防御ウイルス
ハイパーオーツの無人生産の一端を担っている疫病虫害対策のための善玉ウイルス。元農学博士の管巻宣明（くだま のぶあき / 声 - 玄田哲章）の研究により開発された。攻撃対象はシーケンサーへの入力より任意に指定されており、設定次第では作物そのものに害をもたらすことも可能である。調整・配給システムは農林省が所管しており、研究室が存在した出雲大学の旧大学施設が転用されているため、セキュリティは旧式の電子ロックと生体認証による脆弱なものになっている。
東金財団
第二期時点で日本国内有数の多数の薬剤特許を抱えている医療財団。傘下にメンタル関連の製薬企業などを抱える。多数の人物の臓器や筋肉を同時移植する技術をその被検体に鹿矛囲を用いて試したうえ、かつての理事長である東金美沙子の名義で脳を生きたまま摘出して分割・再結合してから移植するという、それらの作業をドローンで全自動化するなどの技術の特許を取得している。
日空航空321便事故
第二期の一連の事件から15年前の2099年に起きた航空機墜落事故。修学旅行中の小学生185人とその引率や飛行機のパイロットなどの乗員を含めた205人乗りの飛行機が熊鷹山に墜落し、小学生当時の鹿矛囲以外の202名が死亡した。表向きには、飛行機の機体トラブルが原因とされている。その唯一の生存者である鹿矛囲の手術などの医療記録は、「医療上の機密保持のため」に公安局の権限でも閲覧できないほど高い機密レベルが設定されている。「医療上の機密保持」には薬剤特許が関わっていることが多い。
この事故で死亡した子供たち185名をもとに、ホログラムで15年分を成長復元させた姿の何名かが一連の事件に関わっていることが明らかとなっており、公安局直属の医療機関のセラピストで1期では宜野座のセラピーを担当していた蓬田（よもぎだ / 声 - 鳥海浩輔）の外見が、2期では事故被害者の向島陸（むこうじま りく）という少年の成長復元ホログラムであったことが判明する。
パノプティコン
15年ほど前に経済省がシビュラシステムに代わる国民支援制度として発案し、議論を呼んだシステム。哲学者のジェレミ・ベンサムが構想した全展望監視システム「パノプティコン」に由来する。市民の経済社会活動を監視・記録することで犯罪を未然に防ぎ、人間の最適な生き方を導こうとしたが、運輸・交通分野で試験的に運用された際に多大な不具合が発生したため、採用は見送られた。この期間の航空事故その他の交通事故の件数は例年と比べて数十倍にも跳ね上がり、多くの犠牲者を出した。そのため、その期間は後に「地獄の季節」と称されるようになった。その裏では各省庁・関係各所の人員・予算の奪い合いがあり、陰謀論が飛び交った。
特別行政区
国会議員の烏丸が中心となって成立させたプロジェクト。通称「サンクチュアリ」。本来ならば潜在犯の隔離施設の管轄は厚生省だが、サンクチュアリは例外的に経済省の管轄下にある。青森に位置しており、同地の鉱山からドローンの製造に不可欠なレアメタルを採掘する機能も併せ持つ。入居者はシビュラシステムの職業適性診断で鉱山労働の素質を見込まれたものに限られ、他の厚生施設では珍しく潜在犯同士の交流も積極的に行われている。
その実態は、シビュラシステム導入前の旧時代で放棄された高レベル放射性廃棄物を鉱山の地下から回収するための「まやかし」に過ぎなかったことが判明する。施設長の辻飼らはこれらの事実を隠蔽するため、施設の入居者を洗脳し秘密を知ったものを処分し続けていた。最終的に施設は封鎖され、入居者らは別の厚生施設に再度移送された。
入国者
日本が鎖国政策を緩和して移民を受け入れるようになって以降、日本に移り住んだ外国人を指す言葉。差別主義者の間では蔑称として使われている。
外務省海外調整局行動課
第三期より登場する、外務省に設置された特別捜査機関。日本が鎖国政策を緩和して移民を受け入れることに伴い、国際犯罪が増加することを懸念して創設された。日本国外に捜査範囲がおよぶ犯罪の捜査・取り締まりを担当しており、厚生省公安局刑事課とは別個独立した捜査権限を有する。課長は花城フレデリカ。メンバーの特別捜査官は狡噛慎也、宜野座伸元、須郷徹平など元刑事課一係の面々が集っている。彼らの犯罪係数の測定には外務省の許可が必要で、ドミネーターを向けても"ERROR"と表示され、外務省の許可を求めるメッセージが発せられるのみとなっている。
拳銃や狙撃銃、手榴弾などの武器を携行・使用できるが、対ドローン用の電磁パルス弾は支給されていない。また特別使用許諾を取ればドミネーターも使用可能で、ピースブレイカー戦では行動課の面々に支給された。
ビフロスト
第三期のキーとなる組織の総称。
シビュラシステムの運用初期にデバッグを行う極秘部署をルーツとするが、その立場を出資者・開発者たちが利用し、あらゆる手でシビュラの盲点と、己の利益だけを得る方法を考案し、ごく限られたメンバー間で使用しだしたことが、全ての始まり。所在地は厚生省ノナタワーの地下で、シビュラシステムですら「存在しているが認識できない」デッドスペースにその本体を潜ませていた。第三期劇場版で、法斑によってその役割を終え、ラウンドロビンとビフロストは消滅した。
メンバーは上から「コングレスマン」「インスペクター」「狐」に分類され、それぞれが下記のような役割を担う三層構造となっている。
コングレスマン
ビフロストが提示した事件や経済現象・社会現象などの「事案」に対し、関連する企業に対する投資や株式売買、あるいはインスペクターや狐を動かすことで事案に変化を起こさせ、利益を得ることを目的とする。コングレスマンは最大で3名までとされ、各々が自身の考えの元で投資やインスペクター・狐の采配を行う。これらの行為は「リレーション」と呼ばれ、コングレスマンにとっては他のコングレスマンの考えの裏をかいて己の利益を追求するギャンブルとなる。リレーションの終了後にはそれぞれのコングレスマンの成果に応じた配当（リゾルツ）が与えられるが、ビフロストに対してあまりにも多大な損害をおよぼしたり、コングレスマン自らが事案に介入したりするなどの禁止行為を行った場合、管理AI「ラウンドロビン」により執行される。
インスペクター
コングレスマンの指示を受けて事案に影響を与える役割を担う。インスペクターには「1st（ファースト）」から順番に序列があり、メンバー間では「○○（序列）インスペクター」と呼び合う。インスペクター自らが動く他、協力者である「狐」を動かすこともある。
狐（キツネ）
インスペクターの指示を受けて事案に影響を与える役割を担うが、インスペクターの正体を知らない、あるいは自分がビフロストに関係していることを全く意識しておらず、知らない間に事件に関係させられている者も多い。
ピースブレイカー
Case.3にて存在が明るみとなり、PROVIDENCEのキーともなる組織。
かつて外務省内の「強硬派」が、海外での破壊工作や情報収集などを目的に設立した極秘の特殊部隊。「ピースブレイカー」は通称であり、正式名称は「外務省海外調査部現地調査隊」。主に諸外国への潜入調査や情報収集・情報操作のほか、破壊工作を通じて日本政府を支持する勢力への武器提供や作戦支援などを行っていた。なお、部隊の設立には慎導篤志と矢吹省吾の両名が深く関わっており、後の外務省行動課が発足する理由の一つともなった。
隊員は国防軍特殊部隊での活動経験を有し、なおかつ、シビュラシステムの適性判断から抜粋された候補者のうち特に愛国心や自己犠牲心の強い人材が選定された。部隊設立時より、砺波告善が隊長を務めている。
2113年、組織解体が決定されるも隊員は誰ひとりとして帰国せず、そのまま行方をくらませた。現在は日本最北端の北方列島を拠点に、最高指導者「将軍（ジェネラル）」の下で活動を継続しており、PROVIDENCEでは「ストロスカヤ文書」をめぐって公安局や行動課と敵対することとなる。最終的には「将軍（ジェネラル）」とシビュラシステムとの同一化に加え、砺波の死亡により壊滅状態となった。しかし、第三期ではその残党が日本国内外に潜伏し続けており、一部は「パスファインダー」と名乗り活動している。

## 評価・反響
「精神状態から犯行が事前に察知される」「重罪を犯す可能性がある者は法執行機関により犯行前に裁かれる」「適性のある者は裁かれず組織にスカウトされて刑事となる」という設定について、日下三蔵が都筑道夫の『未来警察殺人課』（1979年）との類似性を復刻版の解説で指摘している。
2015年6月12日、中国国務院の行政部門である文化部（現在の文化観光部）によって公表された国内で規制する38のアニメ・漫画作品で「PSYCHO-PASS サイコパス」が規制対象となった。

## スタッフ
|                              | 第1期                                                   | 第2期                           | 第3期                                                          |
| ---------------------------- | ------------------------------------------------------- | ------------------------------- | -------------------------------------------------------------- |
| 総監督                       | 本広克行                                                |                                 |                                                                |
| 監督                         | 塩谷直義                                                | 塩谷直義                        | 塩谷直義                                                       |
| シリーズディレクター         |                                                         | 鈴木清崇                        |                                                                |
| ストーリー原案               | 虚淵玄                                                  |                                 |                                                                |
| シリーズ構成                 |                                                         | 冲方丁（第2期は脚本協力も兼任） | 冲方丁（第2期は脚本協力も兼任）                                |
| 脚本                         | 虚淵玄、深見真、高羽彩                                  | 熊谷純                          | 深見真、冲方丁、吉上亮                                         |
| 企画監修                     |                                                         | 本広克行、虚淵玄                |                                                                |
| キャラクター原案             | 天野明                                                  | 天野明                          | 天野明                                                         |
| キャラクターデザイン         | 浅野恭司                                                | 浅野恭司                        | 恩田尚之                                                       |
| サブキャラクターデザイン     | 千葉崇洋                                                |                                 |                                                                |
| ドミネーターデザイン         | 石渡マコト                                              | 石渡マコト                      | 石渡マコト                                                     |
| メカデザイン                 | 常木志伸                                                | 常木志伸                        | 常木志伸                                                       |
| メカデザイン                 |                                                         | 寺岡賢司、柳瀬敬之、石本剛啓    |                                                                |
| プロップデザイン             | 幸田直子                                                | 中武学、松山正彦                | 幸田直子、長谷川和世 松本美乃、岩永悦宜 松永辰、デジタルノイズ |
| レイアウト作画監督           | 横田晋一（第6話 - 第22話）                              |                                 |                                                                |
| モニターグラフィック         |                                                         | 山田可奈子                      |                                                                |
| 美術設定                     | 森岡賢一                                                | 森岡賢一                        | 森岡賢一                                                       |
| 美術設定                     | 平田秀一                                                | 比留間崇                        | 草森秀一、荒川直樹                                             |
| 美術監督                     | 衛藤功二                                                | 松浦隆弘                        | 草森秀一                                                       |
| 色彩設計                     | 上野詠美子                                              | 永井留美子                      | 鈴木麻希子                                                     |
| 3D監督                       | 佐藤敦                                                  | 笠永祥文                        | 大矢和也、森本シグマ                                           |
| 撮影監督                     | 荒井栄児                                                | 中村俊介                        | 村井沙樹子                                                     |
| 撮影視覚効果                 |                                                         |                                 | 荒井栄児                                                       |
| 編集                         | 村上義典                                                | 村上義典                        | 村上義典                                                       |
| 音響監督                     | 岩浪美和                                                | 岩浪美和                        | 岩浪美和                                                       |
| 音響制作                     | グロービジョン                                          |                                 |                                                                |
| 音楽                         | 菅野祐悟                                                | 菅野祐悟                        | 菅野祐悟                                                       |
| 音楽プロデューサー           | 佐野弘明                                                | 佐野弘明                        | 佐野弘明                                                       |
| チーフプロデューサー         | 山本幸治                                                | 山本幸治                        | 山本幸治                                                       |
| チーフプロデューサー         |                                                         | 高瀬透子                        |                                                                |
| プロデューサー               | 和田丈嗣、戸堀賢治                                      | 和田丈嗣、戸堀賢治              |                                                                |
| プロデューサー               | 森彬俊、森廣扶美                                        |                                 |                                                                |
| プロデューサー               | 岡村和佳菜                                              | 齋藤雅哉                        | 吉澤隆                                                         |
| アニメーションプロデューサー | 川口徹、柴田和典                                        | 石川学、金苗将宏                | 黒木類                                                         |
| アニメーション制作           | Production I.G タツノコプロ（新編集版での追加部分のみ） | タツノコプロ                    | Production I.G                                                 |
| 制作                         | サイコパス製作委員会                                    | サイコパス製作委員会            | サイコパス製作委員会                                           |

## 使用曲
第1期
オープニングテーマ
「abnormalize」（第1話 - 第11話 / 新編集版 第1話 - 第6話）
作詞・作曲・編曲 - TK / 歌 - 凛として時雨
「Out of Control」（第12話 - 第22話 / 新編集版 第7話 - 第11話）
作詞・作曲・編曲・歌 - Nothing's Carved In Stone

エンディングテーマ
「名前のない怪物」（第1話 - 第11話 / 新編集版 第1話 - 第5話）
作詞・作曲・編曲 - ryo / 歌 - EGOIST
「All Alone With You」（第12話 - 第22話 / 新編集版 第6話 - 第11話）
作詞・作曲・編曲 - ryo / 歌 - EGOIST

劇中歌「Trigger Finger!!!」（第12話 / 新編集版 第6話）
作詞 - Shoko / 作曲・編曲 - 菅野祐悟 / 歌 - 滝崎リナ（渡辺明乃）

第2期
オープニングテーマ「Enigmatic Feeling」
作詞・作曲・編曲 - TK / 歌 - 凛として時雨
エンディングテーマ「Fallen」
作詞・作曲・編曲 - ryo / 歌 - EGOIST

第3期
オープニングテーマ「Q-vism」
作詞・作曲・歌 - Who-ya Extended
エンディングテーマ「bullet」
作詞・作曲 - 中村未来 / 編曲・歌 - Cö shu Nie
劇中歌「FIRE BURNING WOMAN」（第2話、第5話）
作詞 - etsuco / 作曲 - KAY/etsuco / 編曲 - KAY / 歌 - 小宮カリナ（日笠陽子）

## 各話リスト

### 第1期（各話リスト）
| 話数 | サブタイトル             | 脚本          | 絵コンテ | 演出               | 作画監督                                               | 総作画監督   |
| ---- | ------------------------ | ------------- | -------- | ------------------ | ------------------------------------------------------ | ------------ |
| #01  | 犯罪係数                 | 虚淵玄 深見真 | 塩谷直義 | 楠美直子           | 八尋裕子、荒木弥緒 源氏糖蜜                            | 浅野恭司     |
| #02  | 成しうる者               | 虚淵玄 深見真 | 浜名孝行 | 浜名孝行           | 中村深雪、植田実 安食圭                                | 浅野恭司     |
| #03  | 飼育の作法               | 虚淵玄 深見真 | 矢萩利幸 | 河野利幸           | 古川良太                                               | 浅野恭司     |
| #04  | 誰も知らないあなたの仮面 | 虚淵玄 深見真 | 川崎逸朗 | 川崎逸朗           | 村田峻治 長谷川和世（原画）                            | 浅野恭司     |
| #05  | 誰も知らないあなたの顔   | 虚淵玄 深見真 | 増井壮一 | 鈴木薫             | 細越裕治、中村深雪 新妻大輔、西村元秀 田邊博           | 浅野恭司 naO |
| #06  | 狂王子の帰還             | 虚淵玄 深見真 | 金﨑貴臣 | 江島泰男           | 清水空翔、小林利充                                     | 堀内修 naO   |
| #07  | 紫蘭の花言葉             | 虚淵玄 深見真 | 二瓶勇一 | 西本由紀夫         | 長田絵里                                               | naO          |
| #08  | あとは、沈黙。           | 虚淵玄 深見真 | 浜名孝行 | 浜名孝行           | 宮前真一、植田実                                       | naO          |
| #09  | 楽園の果実               | 虚淵玄 深見真 | 佐野隆史 | イシグロキョウヘイ | 横松雄馬、酒井孝裕                                     | naO          |
| #10  | メトセラの遊戯           | 虚淵玄 深見真 | 酒井和男 | 酒井和男           | 中村深雪、西村元秀 容洪 鈴木明日香（原画）             | naO          |
| #11  | 聖者の晩餐               | 虚淵玄 深見真 | 増井壮一 | 遠藤広隆           | 古川良太、細越裕治 沼田くみ子（原画） 常木志伸（義体） | 千葉崇洋     |
| #12  | Devil's Crossroad        | 高羽彩        | 川崎逸朗 | 川崎逸朗           | 容洪 長谷川和世（原画）                                | 恩田尚之     |
| #13  | 深淵からの招待           | 虚淵玄 深見真 | 澤井幸次 | 江島泰男           | 細越裕治、鈴木俊二 臼田美夫                            | 千葉崇洋     |
| #14  | 甘い毒                   | 虚淵玄 深見真 | 増井壮一 | 吉沢俊一           | 植田実、二宮壮史 飯飼一幸、松川哲也 容洪               | 恩田尚之     |
| #15  | 硫黄降る街               | 虚淵玄 深見真 | 浜名孝行 | 左藤洋二           | 中村深雪、西村元秀 容洪                                | 千葉崇洋     |
| #16  | 裁きの門                 | 虚淵玄 深見真 | 矢萩利幸 | 平田豊             | 古川良太、細越裕治 矢萩利幸、容洪 堀元宣               | 恩田尚之     |
| #17  | 鉄の腸（はらわた）       | 虚淵玄 深見真 | 酒井和男 | 野亦則行           | 齋藤雅和、小川浩司 加藤洋人                            | 千葉崇洋     |
| #18  | 水に書いた約束           | 虚淵玄 深見真 | 増井壮一 | 永居慎平           | 飯泉俊臣                                               | 恩田尚之     |
| #19  | 透明な影                 | 虚淵玄 深見真 | 佐野隆史 | 江島泰男           | 鈴木俊二、細越裕治 容洪、西村元秀 角田桂一             | 千葉崇洋     |
| #20  | 正義の在処               | 虚淵玄 深見真 | 矢萩利幸 | 川崎逸朗           | 植田実、二宮壮史 安食圭、飯飼一幸                      | 恩田尚之     |
| #21  | 血の褒賞                 | 虚淵玄 深見真 | 増井壮一 | 左藤洋二           | 中村深雪、堀元宣 西村元秀、容洪 角田桂一               | 千葉崇洋     |
| #22  | 完璧な世界               | 虚淵玄 深見真 | 塩谷直義 | 川崎逸朗 塩谷直義  | 古川良太、細越裕治 矢萩利幸、安食圭 二宮壮史、千葉崇洋 | 恩田尚之     |

新編集版
2014年7月より放送された『PSYCHO-PASS サイコパス 新編集版』は、第1期全22話を全11話（1話あたり、おおむね本来の2話分）にまとめ、新しいシーンを追加したバージョンである。このシーンのために新たに脚本を起こしてシリーズ構成を行っており、物語の中に「わかりやすく」挿入されている。放送枠は1話あたり約1時間が与えられており、いわゆる「総集編」ではない。なお、新編集版にはサブタイトルは付されていない。
第4話（本放送当時における第7話・第8話に相当）は、2014年7月31日時点において「放送するのにふさわしくないという判断」が下され、次週放送予定の第5話を繰り上げて放送することになった。第4話は放送中止の措置を執り、FODやdアニメストアでの配信については、新編集版第4話と第5話を同時に2014年8月1日正午より配信予定となっていたが、そのうちdアニメストアではまもなくテレビ放送に合わせて第4話の配信を中止した。この措置は「佐世保女子高生殺害事件」の影響と思われる。放送中止について、監督の塩谷直義は自身の責任であるとTwitterで謝罪している。
ただし、2014年10月のニコニコ生放送では一挙配信が行われたほか、同月発売のBlu-ray BOXへも収録され、FODをはじめとする配信サイトでも配信されているため、欠番扱いされたわけではない。
2023年4月1日にはPROVIDENCEの公開を記念して、再放送が行われた。

### 第2期（各話リスト）
| 話数 | サブタイトル          | 脚本   | 絵コンテ          | 演出                                        | 作画監督                                                                | 総作画監督      |
| ---- | --------------------- | ------ | ----------------- | ------------------------------------------- | ----------------------------------------------------------------------- | --------------- |
| #01  | 正義の天秤〈299/300〉 | 熊谷純 | 鈴木清崇          | サトウユーゾー                              | 普津澤時ヱ門                                                            | 浅野恭司 髙田晃 |
| #02  | 忍び寄る虚実          | 熊谷純 | 高橋知也          | 高橋知也                                    | 中森晃太郎                                                              | 浅野恭司 髙田晃 |
| #03  | 悪魔の証明            | 熊谷純 | 鈴木薫            | 鈴木薫                                      | 永治健太、垣野内成美                                                    | 浅野恭司        |
| #04  | ヨブの救済            | 熊谷純 | 寺東克己          | 高藤聡                                      | 普津澤時ヱ門、西川亮 今岡律之、中武学                                   | 髙田晃          |
| #05  | 禁じられない遊び      | 熊谷純 | 黒瀬里美          | 小嶋慶祐、サトウユーゾー 鈴木清崇、塩谷直義 | 川野達朗、中武学 工原しげき、普津澤時ヱ門                               | 浅野恭司        |
| #06  | 石を擲つ人々          | 熊谷純 | 寺岡巌            | サトウユーゾー                              | 工原しげき、西川亮 渡辺奈月                                             | 髙田晃          |
| #07  | 見つからない子供たち  | 熊谷純 | 佐山聖子          | 重原克也                                    | 中森晃太郎、大和田彩乃                                                  | 浅野恭司        |
| #08  | 巫女の懐胎<AA>        | 熊谷純 | 寺東克己          | 松山正彦                                    | 藤井俊郎、佐藤陽子 徳田賢朗                                             | 髙田晃          |
| #09  | 全能者のパラドクス    | 熊谷純 | 小林寛            | 小嶋慶祐 いとがしんたろー                   | 中武学、川野達朗 吉川真帆、中森晃太郎 大和田綾乃、小嶋慶祐              | 浅野恭司        |
| #10  | 魂の基準              | 熊谷純 | 伊藤良太          | 伊藤良太                                    | 普津澤時ヱ門、今岡律之 西川亮                                           | 髙田晃          |
| #11  | WHAT COLOR?           | 熊谷純 | 塩谷直義 佐山聖子 | サトウユーゾー、重原克也 松山正彦           | 徳田賢朗、川野達朗 中武学、中森晃太郎 大和田綾乃、吉川真帆 普津澤時ヱ門 | 浅野恭司        |

### 第3期（各話リスト）
| 話数 | サブタイトル                  | 脚本                 | 絵コンテ                                       | 演出                        | 作画監督 | 総作画監督 |
| ---- | ----------------------------- | -------------------- | ---------------------------------------------- | --------------------------- | --- | ---------- |
| #01  | ライラプスの召命              | 深見真 冲方丁        | 荒川直樹、塩谷直義                             | 森大貴、神谷友美            | 中村悟、市川美帆 新野量太 | 恩田尚之   |
| #02  | テウメソスの生贄              | 深見真 冲方丁        | 増井壮一、河野利幸 青木康浩、遠藤広隆 塩谷直義 | 遠藤広隆、黒川智之          | 中村深雪、古川良太 竹内知海、角田桂一 | 恩田尚之   |
| #03  | ヘラクレスとセイレーン        | 深見真 冲方丁        | 河野利幸、遠藤広隆 森大貴、塩谷直義            | 下司康弘、安藤貴史          | 幸田直子、長谷川和世 阿部恒、新野量太 | 恩田尚之   |
| #04  | コロッセオの政争              | 深見真 冲方丁        | 荒川直樹、遠藤広隆 徳土大介、塩谷直義          | 河野利幸、黒田幸生          | 市川美帆、新野量太 竹内知海、中村深雪 古川良太、中村悟 阿部恒、角田桂一 | 恩田尚之   |
| #05  | アガメムノンの燔祭            | 吉上亮 深見真 冲方丁 | 荒川直樹、黒川智之 森大貴、塩谷直義            | 遠藤広隆、黒川智之          | 中村悟、市川美帆 新野量太、阿部恒 古川良太、竹内知海 角田桂一、佐々木洋也 柳瀬譲二、邵伊怡 幸田直子、長谷川知世 小谷杏子、恩田尚之                                            | -          |
| #06  | カエサルの金貨                | 吉上亮 深見真 冲方丁 | 神谷友美、塩谷直義                             | 神谷友美、いとがしんたろー  | 中村悟、中村深雪 阿部恒、竹内知海 新野量太、角田桂一 市川美帆、恩田尚之 | -          |
| #07  | Don’t take God’s name in vain | 吉上亮 深見真 冲方丁 | 河野利幸、荒川直樹 塩谷直義                    | 曽根利幸、石井章詠          | 中村深雪、伊藤秀樹 幸田直子、長谷川知世 小谷杏子、竹内知海 市川美帆、篠原健二 中原久文、阿部恒 新野量太、角田桂一 前田法華、中村悟 安慶名結、塚本智也 嵩本樹、下島誠 恩田尚之 | -          |
| #08  | Cubism                        | 深見真 冲方丁        | 遠藤広隆、増井壮一 河野利幸、塩谷直義          | 相浦和也、片岡史旭 平向智子 | 中村悟、中村深雪 角田桂一、古川良太 諸貫哲朗、竹内知海 市川美帆、幸田直子 長谷川知世、小谷杏子 新野量太、前田法華 伊藤秀樹、松竹徳幸 李成載、中原久文 恩田尚之                | -          |

## 放送局
| 放送期間                       | 放送時間                     | 放送局             | 対象地域   | 備考                |
| ------------------------------ | ---------------------------- | ------------------ | ---------- | ------------------- |
| 2012年10月12日 - 2013年3月22日 | 金曜 0:45 - 1:15（木曜深夜） | フジテレビ         | 関東広域圏 | 製作参加 / 字幕放送 |
|                                | 金曜 2:05 - 2:35（木曜深夜） | 東海テレビ         | 中京広域圏 |                     |
| 2012年10月13日 - 2013年3月23日 | 土曜 1:05 - 1:35（金曜深夜） | サガテレビ         | 佐賀県     |                     |
|                                | 土曜 2:05 - 2:35（金曜深夜） | テレビ西日本       | 福岡県     |                     |
| 2012年10月14日 - 2013年3月24日 | 日曜 1:05 - 1:35（土曜深夜） | さくらんぼテレビ   | 山形県     |                     |
|                                | 日曜 1:35 - 2:05（土曜深夜） | 秋田テレビ         | 秋田県     |                     |
|                                |                              | 鹿児島テレビ       | 鹿児島県   |                     |
|                                | 日曜 2:05 - 2:35（土曜深夜） | テレビ熊本         | 熊本県     |                     |
| 2012年10月16日 - 2013年3月26日 | 火曜 1:10 - 1:40（月曜深夜） | 福島テレビ         | 福島県     |                     |
|                                | 火曜 1:35 - 2:05（月曜深夜） | テレビ新広島       | 広島県     |                     |
| 2012年10月17日 - 2013年3月27日 | 水曜 0:40 - 1:10（火曜深夜） | テレビ愛媛         | 愛媛県     |                     |
|                                | 水曜 1:35 - 2:05（火曜深夜） | 新潟総合テレビ     | 新潟県     |                     |
|                                | 水曜 1:45 - 2:15（火曜深夜） | 仙台放送           | 宮城県     |                     |
|                                | 水曜 1:58 - 2:28（火曜深夜） | 関西テレビ         | 近畿広域圏 |                     |
| 2012年10月18日 - 2013年3月28日 | 木曜 1:50 - 2:20（水曜深夜） | 岩手めんこいテレビ | 岩手県     |                     |
| 2012年10月19日 - 2013年3月29日 | 金曜 1:10 - 1:40（木曜深夜） | テレビ静岡         | 静岡県     |                     |
| 2012年10月28日 - 2013年3月31日 | 日曜 2:00 - 2:30（土曜深夜） | BSフジ             | 日本全域   | BS放送              |

| 放送期間                | 放送時間                     | 放送局             | 対象地域   | 備考                |
| ----------------------- | ---------------------------- | ------------------ | ---------- | ------------------- |
| 2014年7月11日 - 9月19日 | 金曜 1:20 - 2:20（木曜深夜） | フジテレビ         | 関東広域圏 | 製作参加 / 字幕放送 |
|                         |                              | 岩手めんこいテレビ | 岩手県     |                     |
|                         |                              | さくらんぼテレビ   | 山形県     |                     |
|                         | 金曜 1:40 - 2:40（木曜深夜） | テレビ愛媛         | 愛媛県     |                     |
|                         | 金曜 1:50 - 2:50（木曜深夜） | テレビ静岡         | 静岡県     |                     |
|                         | 金曜 1:58 - 2:58（木曜深夜） | 関西テレビ         | 近畿広域圏 |                     |
|                         | 金曜 2:00 - 3:00（木曜深夜） | 秋田テレビ         | 秋田県     |                     |
|                         | 金曜 2:05 - 3:05（木曜深夜） | 福島テレビ         | 福島県     |                     |
|                         | 金曜 2:10 - 3:10（木曜深夜） | 新潟総合テレビ     | 新潟県     |                     |
|                         | 金曜 2:15 - 3:15（木曜深夜） | テレビ新広島       | 広島県     |                     |
|                         |                              | テレビ熊本         | 熊本県     |                     |
|                         | 金曜 2:30 - 3:30（木曜深夜） | 仙台放送           | 宮城県     |                     |
|                         | 金曜 2:35 - 3:35（木曜深夜） | テレビ西日本       | 福岡県     |                     |
|                         | 金曜 2:40 - 3:40（木曜深夜） | 東海テレビ         | 中京広域圏 |                     |
|                         |                              | 鹿児島テレビ       | 鹿児島県   |                     |
| 2014年7月12日 - 9月20日 | 土曜 1:20 - 2:20（金曜深夜） | サガテレビ         | 佐賀県     |                     |

| 配信期間                | 配信時間        | 配信サイト                       |
| ----------------------- | --------------- | -------------------------------- |
| 2014年7月11日 - 9月19日 | 金曜 12:00 更新 | dアニメストア バンダイチャンネル |

| 放送期間                      | 放送時間                     | 放送局             | 対象地域       | 備考                |
| ----------------------------- | ---------------------------- | ------------------ | -------------- | ------------------- |
| 2014年10月10日 - 12月19日     | 金曜 0:50 - 1:20（木曜深夜） | フジテレビ         | 関東広域圏     | 製作参加 / 字幕放送 |
|                               |                              | 岩手めんこいテレビ | 岩手県         |                     |
|                               |                              | さくらんぼテレビ   | 山形県         |                     |
|                               | 金曜 1:10 - 1:40（木曜深夜） | テレビ愛媛         | 愛媛県         |                     |
|                               | 金曜 1:20 - 1:50（木曜深夜） | テレビ静岡         | 静岡県         |                     |
|                               | 金曜 1:30 - 2:00（木曜深夜） | 秋田テレビ         | 秋田県         |                     |
|                               | 金曜 1:35 - 2:05（木曜深夜） | 福島テレビ         | 福島県         |                     |
|                               | 金曜 1:40 - 2:10（木曜深夜） | 新潟総合テレビ     | 新潟県         |                     |
|                               | 金曜 1:45 - 2:15（木曜深夜） | テレビ熊本         | 熊本県         |                     |
|                               | 金曜 1:58 - 2:28（木曜深夜） | 関西テレビ         | 近畿広域圏     |                     |
|                               | 金曜 2:00 - 2:30（木曜深夜） | 仙台放送           | 宮城県         |                     |
|                               |                              | テレビ新広島       | 広島県         |                     |
|                               | 金曜 2:05 - 2:35（木曜深夜） | テレビ西日本       | 福岡県         |                     |
|                               | 金曜 2:10 - 2:40（木曜深夜） | 東海テレビ         | 中京広域圏     |                     |
|                               |                              | 鹿児島テレビ       | 鹿児島県       |                     |
| 2014年10月11日 - 12月20日     | 土曜 0:50 - 1:20（金曜深夜） | サガテレビ         | 佐賀県         |                     |
| 2014年10月22日 - 2015年1月7日 | 水曜 1:45 - 2:15（火曜深夜） | 岡山放送           | 岡山県・香川県 |                     |

| 配信期間                  | 配信時間        | 配信サイト         |
| ------------------------- | --------------- | ------------------ |
| 2014年10月10日 - 12月19日 | 金曜 12:00 更新 | dアニメストア      |
| 2014年10月17日 - 12月26日 |                 | バンダイチャンネル |

| 放送期間                                    | 放送時間                     | 放送局             | 対象地域   | 備考     |
| ------------------------------------------- | ---------------------------- | ------------------ | ---------- | -------- |
| 2019年10月25日 - 12月13日                   | 金曜 0:55 - 1:55（木曜深夜） | フジテレビ         | 関東広域圏 | 製作参加 |
|                                             |                              | 岩手めんこいテレビ | 岩手県     |          |
|                                             |                              | さくらんぼテレビ   | 山形県     |          |
|                                             |                              | サガテレビ         | 佐賀県     |          |
|                                             | 金曜 1:15 - 2:15（木曜深夜） | テレビ愛媛         | 愛媛県     |          |
|                                             | 金曜 1:20 - 2:20（木曜深夜） | 秋田テレビ         | 秋田県     |          |
|                                             | 金曜 1:25 - 2:25（木曜深夜） | 福島テレビ         | 福島県     |          |
|                                             |                              | 高知さんさんテレビ | 高知県     |          |
|                                             | 金曜 1:30 - 2:30（木曜深夜） | 長野放送           | 長野県     |          |
|                                             | 金曜 1:35 - 2:35（木曜深夜） | テレビ静岡         | 静岡県     |          |
|                                             | 金曜 1:45 - 2:45（木曜深夜） | NST新潟総合テレビ  | 新潟県     |          |
|                                             |                              | テレビ熊本         | 熊本県     |          |
|                                             | 金曜 1:55 - 2:55（木曜深夜） | テレビ新広島       | 広島県     |          |
|                                             |                              | テレビ西日本       | 福岡県     |          |
|                                             | 金曜 2:00 - 3:00（木曜深夜） | 仙台放送           | 宮城県     |          |
|                                             |                              | 鹿児島テレビ       | 鹿児島県   |          |
|                                             | 金曜 2:10 - 3:10（木曜深夜） | 東海テレビ         | 中京広域圏 |          |
|                                             | 金曜 2:25 - 3:25（木曜深夜） | 関西テレビ         | 近畿広域圏 |          |
| 全局1時間枠で放送。放送前週には特番を放送。 |                              |                    |            |          |

インターネットではAmazon Prime Videoにて第1話は2019年10月24日0時に先行配信され、第2話以降はフジテレビ放送開始1時間後より配信される。

## 劇場版

### 劇場版 PSYCHO-PASS サイコパス
『劇場版 PSYCHO-PASS サイコパス』（げきじょうばん サイコパス）のタイトルで、2015年1月9日より公開された。R15+指定。
1月10日・11日（土日2日間）の全国映画集客ランキングでは、全国103スクリーンでの公開にて9万3,164人を集め、4位にランクイン。公開から4日間で集客数17万1,545人、興収2億4,758万2,300円の成績をあげた。
興行収入は公開70日間で8億5,000万円を突破した。
2015年10月24日にWOWOWシネマにてテレビ初放送。2019年1月22日には、劇場版三部作の公開を前に、フジテレビで地上波放送が行われた（一部カット有り）。2023年5月13日にPROVIDENCEの公開を記念して、再放送が行われた（一部カット有り）。

#### スタッフ（劇場版）
- 総監督 - 本広克行
- 監督 - 塩谷直義
- ストーリー原案 - 虚淵玄
- 脚本 - 虚淵玄、深見真
- 絵コンテ - 塩谷直義、林祐一郎、柿本広大、青木康浩、竹内敦志
- 演出 - 川崎逸朗、柿本広大、黒川智之、細川ヒデキ、森大貴、塩谷直義
- キャラクター原案 - 天野明
- キャラクターデザイン - 恩田尚之、浅野恭司、青木康浩
- サブキャラクターデザイン - 千葉崇洋、安食圭、古川良太、中村深雪
- 美術デザイン - 草森秀一、森岡賢一、横田晋一
- プロップデザイン - 幸田直子、岩永悦宜
- ドミネーターデザイン - 石渡マコト
- 銃器デザイン - 窪田康高、常木志伸
- メカデザイン - 常木志伸、寺岡賢司、石渡マコト
- 総作画監督 - 恩田尚之
- レイアウト作画監督 - 横田晋一
- エフェクト作画監督 - 金子秀一
- メカ監修 - 常木志伸
- 作画監督 - 松竹徳幸、中村深雪、鈴木俊二、古川良太、安食圭、横田晋一、青木康浩、鈴木ひろみ、佐々木敦子、立石聖
- 色彩設計 - 上野詠美子
- 美術監督 - 草森秀一
- 3D監督 - 三村厚史
- 撮影監督 - 荒井栄児
- 編集 - 村上義典
- 音楽 - 菅野祐悟
- 音響監督 - 岩浪美和
- 製作 - 清水賢治、古澤佳寛、森下勝司、北川直樹、中尾勇一、石川豊、でじたろう
- チーフプロデューサー - 山本幸治
- プロデューサー - 森彬俊、齋藤雅哉、森廣扶美、戸堀賢治
- アニメーションプロデューサー - 黒木類
- アニメーション制作 - Production I.G
- 配給 - 東宝映像事業部
- 制作 - サイコパス製作委員会（フジテレビジョン、東宝、Production I.G、ソニー・ミュージックエンタテインメント、京楽産業ホールディングス、電通、ニトロプラス）

#### 主題歌（劇場版）
主題歌「Who What Who What」
作詞・作曲・編曲 - TK / 歌 - 凛として時雨
エンディングテーマ「名前のない怪物」
作詞・作曲・編曲 - ryo / 歌 - EGOIST

### 劇場版三部作「PSYCHO-PASS サイコパス Sinners of the System」
2018年3月に行われたフジテレビアニメラインナップ発表会2018「PlusUltra」で、プロジェクトおよび告知映像、ティザービジュアルが解禁。2019年1月から3月にかけて連続公開された。2018年10月の第31回東京国際映画祭では三部作のうち第1作と第2作がプレミア上映されている。全作PG12指定。
第1作「Case.1 罪と罰」
2019年1月25日公開
SSストーリー原案・監督：塩谷直義 / 脚本：吉上亮
第2作「Case.2 First Guardian」
2019年2月15日公開
SSストーリー原案・監督：塩谷直義 / 脚本：深見真
第3作「Case.3 恩讐の彼方に＿＿」
2019年3月8日公開
SSストーリー原案・監督：塩谷直義 / 脚本：深見真

#### 主題歌（Sinners of the System）
いずれもBOOM BOOM SATELLITESの中野雅之が手掛けたリミックスが使用されている。
オープニングテーマ
「abnormalize - Remixed by 中野雅之(BOOM BOOM SATELLITES)」（三部作共通）
作詞・作曲 - TK / 編曲 - 中野雅之（BOOM BOOM SATELLITES）/ 歌 - 凛として時雨
エンディングテーマ
「Fallen - Remixed by 中野雅之(BOOM BOOM SATELLITES)」（Case.1 罪と罰）
作詞・作曲 - ryo / 編曲 - 中野雅之（BOOM BOOM SATELLITES）/ 歌 - EGOIST
「All Alone With You - Remixed by 中野雅之(BOOM BOOM SATELLITES)」（Case.2 First Guardian）
作詞・作曲 - ryo / 編曲 - 中野雅之（BOOM BOOM SATELLITES）/ 歌 - EGOIST
「名前のない怪物 - Remixed by 中野雅之(BOOM BOOM SATELLITES)」（Case.3 恩讐の彼方に＿＿）
作詞・作曲 - ryo / 編曲 - 中野雅之（BOOM BOOM SATELLITES）/ 歌 - EGOIST

### 劇場版『PSYCHO-PASS サイコパス 3 FIRST INSPECTOR』
2020年春に公開されることが第3期最終回放送直後に発表された。2020年3月27日に劇場公開、Amazon Prime Videoでも12時より本編映像の編集版が3話に分割され配信された。こちらはG指定。

#### スタッフ（FIRST INSPECTOR）
- 監督 - 塩谷直義
- シリーズ構成 - 冲方丁
- 脚本 - 深見真、冲方丁
- キャラクター原案 - 天野明
- キャラクターデザイン - 恩田尚之
- 色彩設計 - 鈴木麻希子
- 美術監督 - 草森秀一
- 3Dディレクター - 大矢和也、森本シグマ
- 撮影監督 - 村井沙樹子
- 編集 - 村上義典
- 音楽 - 菅野祐悟
- 音響監督 - 岩浪美和
- アニメーション制作 - Production I.G
- 配給 - 東宝映像事業部
- 制作 - サイコパス製作委員会（フジテレビジョン、東宝、Production I.G、ソニー・ミュージックエンタテインメント、MAGNET、電通、ニトロプラス）

#### 主題歌（FIRST INSPECTOR）
主題歌「Synthetic Sympathy」
作詞・作曲・歌 - Who-ya Extended
エンディングテーマ「red strand」
作詞・作曲・歌 - Cö shu Nie

### 劇場版 PSYCHO-PASS サイコパス PROVIDENCE
『劇場版 PSYCHO-PASS サイコパス PROVIDENCE』（げきじょうばん サイコパス プロビデンス）のタイトルで、2023年5月12日より公開。R15+指定。『PSYCHO-PASS サイコパス Sinners of the System Case.3 恩讐の彼方に＿＿』と『PSYCHO-PASS サイコパス 3』の間の時系列の物語が描かれる。

#### スタッフ（PROVIDENCE）
- 監督 - 塩谷直義
- 構成 - 冲方丁
- 脚本 - 深見真、冲方丁
- キャラクター原案 - 天野明
- キャラクターデザイン・総作画監督 - 恩田尚之
- 色彩設計 - 鈴木麻希子
- 美術監督 - 草森秀一
- 3DCGI - GEMBA[105]
- 撮影監督 - 荒井栄児
- 編集 - 村上義典
- ベースドストーリー原案 - 虚淵玄
- 音楽 - 菅野祐悟
- 音響監督 - 岩浪美和
- アニメーション制作 - Production I.G
- 制作 - サイコパス製作委員会
- 配給 - 東宝映像事業部

#### 主題歌（PROVIDENCE）
主題歌「アレキシサイミアスペア」
作詞・作曲・編曲 - TK / 歌 - 凛として時雨
エンディングテーマ「当事者」
作詞・作曲・編曲 - ryo / 歌 - EGOIST

## Blu-ray / DVD
| 巻数 | 発売日         | 収録話                | 規格品番  | 規格品番  |
| 巻数 | 発売日         | 収録話                | Blu-ray   | DVD       |
| ---- | -------------- | --------------------- | --------- | --------- |
| 1    | 2012年12月21日 | 第1話 - 第2話         | TBR22421D | TDV22431D |
| 2    | 2013年1月25日  | 第3話 - 第5話         | TBR22422D | TDV22432D |
| 3    | 2013年2月22日  | 第6話 - 第8話         | TBR22423D | TDV22433D |
| 4    | 2013年3月22日  | 第9話 - 第11話        | TBR22424D | TDV22434D |
| 5    | 2013年4月19日  | 第12話 - 第13話       | TBR22425D | TDV22435D |
| 6    | 2013年5月24日  | 第14話 - 第16話       | TBR22426D | TDV22436D |
| 7    | 2013年6月21日  | 第17話 - 第19話       | TBR22427D | TDV22437D |
| 8    | 2013年7月26日  | 第20話 - 第22話       | TBR22428D | TDV22438D |
| BOX  | 2014年10月15日 | 全22話 + 新編集版11話 | TBR24639D |           |
| BOX  | 2019年4月17日  | 新編集版11話          | TBR29066D |           |

| 巻数 | 発売日         | 収録話         | 規格品番  | 規格品番  |
| 巻数 | 発売日         | 収録話         | Blu-ray   | DVD       |
| ---- | -------------- | -------------- | --------- | --------- |
| 1    | 2014年12月17日 | 第1話 - 第2話  | TBR24811D | TDV24816D |
| 2    | 2015年1月21日  | 第3話 - 第4話  | TBR24812D | TDV24817D |
| 3    | 2015年2月18日  | 第5話 - 第6話  | TBR24813D | TDV24818D |
| 4    | 2015年3月18日  | 第7話 - 第8話  | TBR24814D | TDV24819D |
| 5    | 2015年4月15日  | 第9話 - 第11話 | TBR24815D | TDV24820D |
| BOX  | 2019年7月17日  | 全11話         | TBR29079D |           |

| 巻数 | 発売日        | 収録話           | 規格品番  | 規格品番  |
| 巻数 | 発売日        | 収録話           | Blu-ray   | DVD       |
| ---- | ------------- | ---------------- | --------- | --------- |
| -    | 2015年7月15日 | Premium Edition  | TBR25167D | TDV25169D |
| -    | 2015年7月15日 | Standard Edition | TBR25168D | TDV25170D |

| 巻数   | 発売日        | 収録話 | 規格品番  | 規格品番  |
| 巻数   | 発売日        | 収録話 | Blu-ray   | DVD       |
| ------ | ------------- | ------ | --------- | --------- |
| Case.1 | 2019年9月18日 | -      | TBR29169D | TDV29172D |
| Case.2 | 2019年9月18日 | -      | TBR29170D | TDV29173D |
| Case.3 | 2019年9月18日 | -      | TBR29171D | TDV29174D |

| 巻数 | 発売日        | 収録話        | 規格品番  | 規格品番  |
| 巻数 | 発売日        | 収録話        | Blu-ray   | DVD       |
| ---- | ------------- | ------------- | --------- | --------- |
| 1    | 2020年1月22日 | 第1話 - 第2話 | TBR29346D | TDV29351D |
| 2    | 2020年2月19日 | 第3話 - 第4話 | TBR29347D | TDV29352D |
| 3    | 2020年4月15日 | 第5話 - 第6話 | TBR29348D | TDV29353D |
| 4    | 2020年5月20日 | 第7話 - 第8話 | TBR29349D | TDV29354D |

| 巻数 | 発売日        | 収録話 | 規格品番  | 規格品番  |
| 巻数 | 発売日        | 収録話 | Blu-ray   | DVD       |
| ---- | ------------- | ------ | --------- | --------- |
| -    | 2020年7月15日 | -      | TBR30046D | TDV30047D |

| 巻数 | 発売日         | 収録話 | 規格品番  | 規格品番  |
| 巻数 | 発売日         | 収録話 | Blu-ray   | DVD       |
| ---- | -------------- | ------ | --------- | --------- |
| -    | 2023年12月20日 | -      | TBR33267D | TDV33268D |

## 受賞歴

### テレビアニメ
第1期
- SUGOI JAPAN Award 2015 - アニメ部門9位

第2期
- NEWYORK FESTIVALS WORLD'S BEST TV & FILMS - アニメーション部門 銀賞

### 劇場版（受賞歴）
- ニュータイプアニメアワード2015
  - 脚本賞（虚淵玄、深見真）
  - 作品賞（劇場上映部門）

## Webラジオ
『PSYCHO-PASSラジオ 公安局刑事課24時』のタイトルで、音泉にて配信された。2012年10月5日にプレ放送が配信され、10月12日から2013年4月5日まで隔週金曜日更新で配信された。2014年に番組が復活し、7月10日にプレ放送が配信され、7月31日から9月25日まで毎月第1木曜日更新で配信された。パーソナリティは関智一（狡噛慎也 役）と野島健児（宜野座伸元 役）で、コーナーパーソナリティは花澤香菜（常守朱 役）。
ゲスト
- #4（2012年11月23日） - 有本欽隆（征陸智己 役）
- #5（2012年12月7日） - 伊藤静（六合塚弥生 役）
- #6（2012年12月21日） - 小岩井ことり（船原ゆき 役）
- #7（2013年1月11日） - 石田彰（縢秀星 役）
- #8（2013年1月25日） - 沢城みゆき（唐之杜志恩 役）
- #11（2013年3月08日） - 浅沼晋太郎（佐々山光留 役）
- #13 (2013年4月05日） - 櫻井孝宏（槙島聖護 役）

『PSYCHO-PASS サイコパスラジオ 公安局刑事課24時 選択なき幸福』のタイトルで2015年4月15日から6月24日まで音泉にて配信、隔週水曜日に更新された。Xbox One用ゲーム『PSYCHO-PASS サイコパス 選択なき幸福』の発売に先駆けた企画となっている。パーソナリティは関智一、三木眞一郎（剱拓真 役）。
ゲスト
- #2（2015年4月29日） - 遠藤綾（誓湯撫子 役）
- #4（2015年6月5日） - 野島健児
- #5（2015年6月10日） - 石田彰

『PSYCHO-PASS サイコパスラジオ 公安局刑事課24時 選択なき幸福【移植版】』のタイトルで2016年1月13日から4月6日まで音泉にて配信、隔週水曜日に更新された。ゲーム『PSYCHO-PASS サイコパス 選択なき幸福』のPlayStation 4とPlayStation Vitaの移植版の発売を受けた企画となっている。関智一、野島健児、石田彰、三木眞一郎のうち2名が各回のパーソナリティを担当。
パーソナリティ
- #1（2016年1月13日） - 関智一、三木眞一郎
- #2（2016年1月27日） - 関智一、野島健児
- #3（2016年2月10日） - 三木眞一郎、石田彰
- #4（2016年2月24日） - 関智一、石田彰
- #5（2016年3月9日） - 三木眞一郎、野島健児、ゲスト：遠藤綾
- #6（2016年4月6日） - 関智一、野島健児、三木眞一郎

『復活！PSYCHO-PASSラジオ 公安局刑事課24時』のタイトルで2022年9月9日から2023年9月8日まで音泉とSpotifyにて配信、毎月第2金曜日に更新された。パーソナリティは関智一と野島健児。
ゲスト
- #5（2023年1月13日） - 佐倉綾音（霜月美佳 役）
- #7（2023年3月10日） - 伊藤静
- #8（2023年4月14日） - 塩谷直義（監督）
- #10（2023年6月9日） - 加瀬康之（甲斐・ミハイロフ 役）
- #11（2023年7月14日） - 石田彰
- #12（2023年8月11日） - 花澤香菜

## インターネットテレビ
『ニコ生キャスト特番“公安局刑事課一係 捜査会議”』のタイトルで、2014年11月7日にニコニコ生放送にて配信された。
『PSYCHO-PASS サイコパス 2』のメインキャスト5人が登場し、キャラクターの情報や第1話から第5話および今後の見どころなどを紹介。
なお、この番組は『PSYCHO-PASS サイコパス 2』のアフレコ現場からリアルタイムで配信された。
- 出演 - 花澤香菜、野島健児、佐倉綾音、藤原啓治、木村良平（シークレットゲスト）
- MC - 吉田尚記（ニッポン放送アナウンサー）

## 関連商品

### 漫画
監視官 常守朱
三好輝（漫画）、サイコパス製作委員会（原作）、天野明（キャラクター原案）、虚淵玄（ストーリー原案）。
『ジャンプスクエア』（集英社）2012年12月号から2013年6月号まで連載され、2013年6月4日から2014年12月4日まで同誌のホームページにて連載された。
テレビアニメ第1期のコミカライズ作品。内容はアニメ本編をほぼ忠実に再現しつつ、朱の視点でストーリーを進行している。
- 書籍情報
  1. 2013年2月9日第1刷発行（2月4日発売）、ISBN 978-4-08-870623-8
  2. 2013年6月9日第1刷発行（6月4日発売）、ISBN 978-4-08-870765-5
  3. 2013年11月6日第1刷発行（11月1日発売）、ISBN 978-4-08-870826-3
  4. 2014年4月9日第1刷発行（4月4日発売）、ISBN 978-4-08-880118-6
  5. 2014年8月9日第1刷発行（8月4日発売）、ISBN 978-4-08-880162-9
  6. 2015年1月10日第1刷発行（1月5日発売）、ISBN 978-4-08-880284-8

PSYCHO-PASS サイコパス 監視官 狡噛慎也
斎夏生（作画）、後藤みどり（脚本）、サイコパス製作委員会（原作）、虚淵玄（ストーリー原案）。
『月刊コミックブレイド』（マッグガーデン）2014年8月号から9月号まで連載されたのち、同誌休刊により『月刊コミックガーデン』（同社）に移籍し、10月号（創刊号）から継続して連載。2017年12月号に同誌で最終回を迎えた。
アニメ版の前日譚にあたり、監視官だった当時の狡噛が描かれている。第2巻初回限定版にはドラマCDが付属する。
- 書籍情報
  1. 2014年10月25日第1刷発行（10月10日発売）、ISBN 978-4-8000-0367-6 （初回限定版 ISBN 978-4-8000-0368-3）
  2. 2015年4月25日第1刷発行（4月10日発売）、ISBN 978-4-8000-0436-9（初回限定版 ISBN 978-4-8000-0425-3）
  3. 2015年12月25日第1刷発行（12月10日発売）、ISBN 978-4-8000-0522-9
  4. 2016年8月15日第1刷発行（8月10日発売）、ISBN 978-4-8000-0601-1
  5. 2017年7月15日第1刷発行（7月10日発売）、ISBN 978-4-8000-0700-1
  6. 2018年1月15日第1刷発行（1月10日発売）、ISBN 978-4-8000-0740-7

PSYCHO-PASS サイコパス 2
橋野サル（漫画）、サイコパス製作委員会（原作）。
『月刊コミックガーデン』（マッグガーデン）およびWebコミック掲載サイト『MAGCOMI コミックブレイド』（マッグガーデン）にて連載。
テレビアニメ第2期のコミカライズ作品。内容はアニメ本編をほぼ忠実に再現している。
- 書籍情報
  1. 2015年4月10日発売、ISBN 978-4-8000-0434-5
  2. 2015年11月10日発売、ISBN 978-4-8000-0512-0
  3. 2016年5月10日発売、ISBN 978-4-8000-0573-1
  4. 2016年11月10日発売、ISBN 978-4-8000-0631-8
  5. 2017年6月9日発売、ISBN 978-4-8000-0695-0

学園さいこぱす
ソガシイナ（漫画）、サイコパス製作委員会（原作）。
『MAGCOMI コミックブレイド』（マッグガーデン）にて連載。
アニメ本編とは異なり、シビュラによって統制された学校・さいこぱす学園を、デフォルメされたかわいらしい絵柄でゆるく描くスピンオフ。箸休め的なパロディである。
- 書誌情報
  1. 2015年4月10日発売、ISBN 978-4-8000-0435-2（初回限定版 ISBN 978-4-8000-0424-6）
  2. 2016年2月10日発売、ISBN 978-4-8000-0535-9
  3. 2017年6月9日発売、ISBN 978-4-8000-0694-3

PSYCHO-PASS サイコパス Sinners of the System Case.1 罪と罰
斎夏生（漫画）、サイコパス製作委員会（原作）。
マッグガーデンから発売。単行本描き下ろし。
同名劇場アニメを原作とする。
- 書誌情報
  - 2019年1月25日発売、ISBN 978-4-8000-0825-1

PSYCHO-PASS サイコパス Sinners of the System Case.2 First Guardian
斎夏生（漫画）、サイコパス製作委員会（原作）。
『MAGCOMI コミックブレイド』（マッグガーデン）に第1話を先行掲載し、『月刊コミックガーデン』2019年4月号（同社）より連載開始。
同名劇場アニメを原作とする。
- 書誌情報
  - 2019年8月10日発売、ISBN 978-4-8000-0881-7

PSYCHO-PASS サイコパス Sinners of the System Case.3 恩讐の彼方に＿＿
斎夏生（漫画）、サイコパス製作委員会（原作）。
『月刊コミックガーデン』2019年10月号（マッグガーデン）より連載開始。
同名劇場アニメを原作とする。
- 書誌情報
  - 2020年4月10日発売、ISBN 978-4-8000-0956-2

PSYCHO-PASS サイコパス 3
橋野サル（漫画）、サイコパス製作委員会（原作）。
『ジャンプ+』（集英社）にて連載。
テレビアニメ第3期のコミカライズ作品。内容はアニメ本編をほぼ忠実に再現している。
- 書誌情報

1. 2020年4月3日発売、ISBN 978-4-08-882279-2
2. 2020年10月2日発売、ISBN 978-4-08-882489-5
3. 2021年4月2日発売、ISBN 978-4-08-882651-6
4. 2021年10月4日発売、ISBN 978-4-08-882839-8

PSYCHO-PASS サイコパス 3 FIRST INSPECTOR
橋野サル（漫画）、サイコパス製作委員会（原作）。
『ジャンプ+』（集英社）にて連載。
同名劇場アニメを原作とする。 
- 書誌情報

上 2022年10月4日発売、ISBN 978-4-08-883281-4
下 2022年10月4日発売、ISBN 978-4-08-883282-1

### 小説
PSYCHO-PASS サイコパス（上）
深見真（著）、Production I.G×ニトロプラス（イラスト）、マッグガーデン刊、2013年2月4日発売、ISBN 978-4-8000-0102-3
加筆された、文庫版が刊行。角川文庫刊、2014年8月23日発売、ISBN 978-4-04-102035-7
PSYCHO-PASS サイコパス（下）
深見真（著）、Production I.G×ニトロプラス（イラスト）、マッグガーデン刊、2013年4月4日発売、ISBN 978-4-8000-0141-2
テレビアニメ第1期を上巻（第1話〜第11話）と下巻（第12話〜最終話）に分けて書き下ろしたノベライズ作品。
マッグガーデン版のほか、特装版がNitroplus Booksより発売された。
加筆された、文庫版が刊行。角川文庫刊、2014年8月23日発売、ISBN 978-4-04-102036-4
PSYCHO-PASS サイコパス/ゼロ 名前のない怪物
高羽彩（著）、WIT STUDIO×ニトロプラス（イラスト）、マッグガーデン刊、2013年4月4日発売、ISBN 978-4-8000-0142-9
テレビアニメ第1期の第12話および他の回でも断片的に描かれている「標本事件」を詳細に書き下ろした外伝小説。
マッグガーデン版のほか、特装版がNitroplus Booksより発売された。
書き下ろしショートショートを収録した、文庫版が刊行。角川文庫刊、2014年9月25日発売、ISBN 978-4-04-102037-1
PSYCHO-PASS LEGEND 追跡者 縢秀星
桜井光（著）、タツノコプロ×ニトロプラス（イラスト）、マッグガーデン刊、2014年8月29日発売、ISBN 978-4-8000-0366-9
縢秀星にスポットを当てたスピンオフ小説。マッグガーデン版のほか、特装版がNitroplus Booksより発売された。
PSYCHO-PASS LEGEND 執行官 狡噛慎也 理想郷の猟犬 ユートピア・ハウンド
深見真（著）、Production I.G×ニトロプラス（イラスト）、マッグガーデン刊、2015年4月10日発売、ISBN 978-4-8000-0449-9
狡噛慎也にスポットを当てたスピンオフ小説。マッグガーデン版のほか、特装版がNitroplus Booksより4月3日に発売された。発売に先駆けて3月21日・22日に『Anime Japan 2015』にて、3月23日よりお台場、戎橋のノイタミナショップにて先行販売された。
文庫版が刊行。角川文庫刊、2023年11月24日発売、ISBN 978-4-04-114291-2
PSYCHO-PASS ASYLUM 1
吉上亮（著）、早川書房刊、2014年9月10日発売、ISBN 978-4-15-031167-4
PSYCHO-PASS ASYLUM 2
吉上亮（著）、早川書房刊、2014年11月22日発売、ISBN 978-4-15-031173-5
公安局の4人と槙島の協力者であったグソンにスポットを当てた短編小説集。2014年8月号（6月発売）から12月号（10月発売）までS-Fマガジンで短期集中連載後、ハヤカワ文庫JAより発売された。
第1巻にはチェ・グソン篇「無窮花（ムグンファ）」と縢秀星篇「レストラン・ド・カンパーニュ」が、第2巻には六合塚弥生&唐之杜志恩篇「About a Girl」と宜野座伸元篇「別離」がそれぞれ収録されている。
PSYCHO-PASS GENESIS 1
吉上亮（著）、早川書房刊、2015年3月6日発売、ISBN 978-4-15-031178-0
PSYCHO-PASS GENESIS 2
吉上亮（著）、早川書房刊、2015年6月24日発売、ISBN 978-4-15-031195-7
PSYCHO-PASS GENESIS 3
吉上亮（著）、早川書房刊、2016年2月24日発売、ISBN 978-4-15-031220-6
PSYCHO-PASS GENESIS 4
吉上亮（著）、早川書房刊、2017年1月31日発売、ISBN 978-4-15-031258-9
本作品の根幹を成す「シビュラシステム」創生の秘話を、若き日の征陸智己が関わったある事件を通して書き下ろした作品。1,2では征陸ら警視庁側からの視点、3,4では公安局の前身である厚生省麻薬取締局側からの視点で描かれている。ハヤカワ文庫JAより発売された。
劇場版 PSYCHO-PASS サイコパス
深見真（著）、Production I.G×浅野恭司（イラスト）、マッグガーデン刊、2016年3月10日発売、ISBN 978-4-8000-0552-6
同名劇場版のノベライズ作品。マッグガーデンより発売された。
文庫版が刊行。角川文庫刊、2023年11月24日発売、ISBN 978-4-04-114292-9
PSYCHO-PASS サイコパス Sinners of the System 上
吉上亮・茗荷屋甚六（著） 、マッグガーデン刊、2019年11月25日発売、ISBN 978-4-8000-0916-6
PSYCHO-PASS サイコパス Sinners of the System 下
吉上亮・茗荷屋甚六（著） 、マッグガーデン刊、2019年12月25日発売、ISBN 978-4-8000-0917-3
同名劇場版三部作のノベライズ作品。マッグガーデン・ノベルズより発売された。
PSYCHO-PASS サイコパス 3 A
吉上亮（著）、集英社刊、2019年11月20日発売、ISBN 978-4-08-744053-9
PSYCHO-PASS サイコパス 3 B
吉上亮（著）、集英社刊、2020年5月20日発売、ISBN 978-4-08-744120-8
PSYCHO-PASS サイコパス 3 C
吉上亮（著）、集英社刊、2020年9月18日発売、ISBN 978-4-08-744163-5
テレビアニメ第3期のノベライズ作品。集英社文庫より発売された。
PSYCHO-PASS サイコパス 3 FIRST INSPECTOR
華南恋（著）、集英社刊、2021年9月17日発売、ISBN 978-4-08-744305-9
同名劇場版のノベライズ作品。集英社文庫より発売された。
劇場版 PSYCHO-PASS サイコパス PROVIDENCE
深見真（著）、KADOKAWA刊、2024年2月9日発売、ISBN 978-4-04-114006-2
同名劇場版のノベライズ作品。KADOKAWAより発売された。
PSYCHO-PASS LEGEND 監視官 宜野座伸元
高羽彩（著）、マッグガーデン刊、発売日未定。
宜野座伸元にスポットを当てたスピンオフ小説。当初は2013年9月刊行予定だったが何度か延期されている。

### 原画集
PSYCHO-PASS サイコパス 原画集1
PSYCHO-PASS サイコパス 原画集2
PSYCHO-PASS サイコパス 原画集3
2013年にWIT STUDIOより発売されたテレビアニメ第1期の原画集。出版物ではない。
劇場版 PSYCHO-PASS サイコパス 原画集
2015年3月27日にマッグガーデンより発売された劇場版の原画集。ISBN 978-4-8000-0529-8

### ガイドブック
PSYCHO-PASS サイコパス OFFICIAL PROFILING
2013年3月30日に角川書店より発売されたテレビアニメ第1期のガイドブック。ISBN 978-4-04-110406-4
PSYCHO-PASS サイコパス OFFICIAL PROFILING 2
2015年3月27日に角川書店より発売された新編集版、テレビアニメ第2期、劇場版のガイドブック。ISBN 978-4-04-102769-1
PSYCHO-PASS サイコパス LOGO TAPE BAG BOOK
2019年1月31日に宝島社より発売されたグッズ付きガイドブック。ISBN 978-4-8002-9220-9
PSYCHO-PASS サイコパス Sinners of the System OFFICIAL CASE REPORT
2019年4月30日にKADOKAWAより発売された劇場版三部作のガイドブック。ISBN 978-4-04-108216-4
PSYCHO-PASS サイコパス 3 OFFICIAL PROFILING
2022年4月1日にKADOKAWAより発売されたテレビアニメ第3期、第3期劇場版のガイドブック。ISBN 978-4-04-111278-6

### CD
PSYCHO-PASS サイコパス Complete Original Soundtrack
テレビアニメ第1期のオリジナルサウンドトラック。2013年5月29日にソニー・ミュージックレコーズより発売された。初回限定盤にはノンクレジットOPEDを収録のBlu-ray付き。
| DISC 1 1. PSYCHO-PASS 2. 法と秩序 3. 潜在犯 4. ドミネーター 5. サイコハザード 6. 光 7. 犯罪係数 8. 廃棄区画 9. 預言者 10. 観察眼 11. 刑事の勘 12. 犯罪遊戯 13. シビュラの傀儡 14. チェックメイト 15. 命の在り方 16. 誰も知らないあなたの仮面 17. 甘い毒 18. 精神構造 19. その銃口は、正義を支配する 20. 支配と権力 21. 槙島聖護 22. Trigger Finger!!! | DISC 2 1. PSYCHO-PASS Symphony 2. シビュラシステム 3. ボーダーライン 4. 命の重み 5. 人の心 6. 公安局刑事課一係 7. 猟犬の嗅覚 8. 猟犬の習性 9. 楽園 10. 神託 11. 聖者の晩餐 12. 秩序 13. 神の意識 14. 偶像 15. 免罪体質 16. 矛盾に満ちた世界 17. 強迫観念 18. レモネードキャンディ 19. ホログラム 20. 精神の疫病 21. 初期衝動 22. 揺ぎない信念 23. 望み 24. abnormalize（TV edit）（bonus track） 25. 名前のない怪物（TV Edit 92s ver）（bonus track） 26. Out of Control - アニメバージョン -（bonus track） 27. All Alone With You（TV Edit）（bonus track） |

PSYCHO-PASS サイコパス Complete Original Soundtrack 2
テレビアニメ第2期と劇場版のオリジナルサウンドトラック。2015年3月18日にソニー・ミュージックレコーズより発売された。初回限定盤にはノンクレジットOPEDやPVを収録のBlu-ray付き。
| DISC 1 1. PSYCHO-PASS feat.AKANE 2. サイマティックスキャン 3. ハレーション 4. 執行官 5. What Color ? 6. 殺意の肯定 7. 忍び寄る虚実 8. サイコパス汚染 9. コントロール出来ません 10. 黒く染める力 11. エリアストレス 12. 透明人間 13. 生体コンタクト 14. 全能者のパラドクス 15. 人と法を守るために 16. 裁きの場 17. 最後のキー 18. 生み出された怪物 19. 共同幻想 20. ハングリーチキン 21. Enigmatic Feeling（TV edit） 22. Fallen（TV Edit） | DISC 2 1. 2116.7 2. 朱の疑問 3. あの人は・・・ 4. 密入国 5. 脳波モンタージュ 6. 国外捜査 7. 思い 8. 思想と尊厳 9. シビュラの制圧 10. 現状整理 11. シャンバラという天国 12. 破壊が追いかける 13. 捜査の一貫 14. 望み（Movie Mix） 15. 地に呪われたる者 16. ゲリラ狩り 17. 悪夢 18. 独り善がり 19. 人と法を守るために（Movie Mix） | DISC 3 1. 標的の探索 2. 組織暴力 3. 怒りの眼差し 4. 執行モード 5. PSYCHO-PASS feat.AKANE（Movie Mix） 6. 槙島聖護（Movie Mix） 7. 生み出された怪物（Movie Mix） 8. 命の在り方（Movie Mix） 9. PSYCHO-PASS（Movie Mix） 10. Who What Who What（Movie edit） 11. 名前のない怪物 |

PSYCHO-PASS Sinners of the System Theme songs + Dedicated by Masayuki Nakano
劇場版三部作と過去のテレビアニメなどでの使用楽曲の中野雅之によるリミックスアルバム。2019年4月3日にソニー・ミュージックレコーズより発売された。初回限定盤にはノンクレジットOPやPVなどを収録のBlu-ray付き。
DISC
1. abnormalize／凛として時雨－Remixed by Masayuki Nakano
2. 名前のない怪物／EGOIST－Remixed by Masayuki Nakano
3. All Alone With You／EGOIST－Remixed by Masayuki Nakano
4. Who What Who What／凛として時雨－Remixed by Masayuki Nakano
5. Fallen／EGOIST－Remixed by Masayuki Nakano
6. Out of Control／Nothing’s Carved In Stone－Remixed by Masayuki Nakano
7. Enigmatic Feeling／凛として時雨－Remixed by Masayuki Nakano
8. abnormalize／凛として時雨－Remixed by Masayuki Nakano PSYCHO-PASS SS ver.（Extra track）
9. Fallen／EGOIST－Remixed by Masayuki Nakano PSYCHO-PASS SS ver.（Extra track）
10. All Alone With You／EGOIST－Remixed by Masayuki Nakano PSYCHO-PASS SS ver.（Extra track）
11. 名前のない怪物／EGOIST－Remixed by Masayuki Nakano PSYCHO-PASS SS ver.（Extra track）

PSYCHO-PASS サイコパス 3 Original Soundtrack
テレビアニメ第3期と第3期劇場版のオリジナルサウンドトラック。2020年11月11日にソニー・ミュージックレコーズより発売された。初回限定盤には「PSYCHO-PASS サイコパス IN CONCERT」のライブ音源を収録のCD付き。
| DISC 1 1. PSYCHO-PASS 3 2. 猟犬から逃れ続ける狐 3. 正当な裁き 4. シビュラの判断 5. インスペクター 6. ライラプスの召命 7. メンタルトレース 8. 狐 9. トラップ 10. サーカスの猛獣 11. 追跡対象者 12. メンタルカリスマ 13. 不具合の連鎖 14. 粗暴な力 15. 強い絆 16. ラウンドロビン 17. 歯車 18. GAME START 19. 急行 20. 梓澤廣一 21. 2120.Nov TOKYO | DISC 2 1. 外務省行動課 2. 狐狩り 3. 裏社会 4. 強制捜査 5. ふたりの新人捜査官 6. システムが全てじゃない 7. マスコントロール・カリナ 8. 香水 9. ニヒリズムの道 10. 僕を忘れないで 11. これが真実だ 12. 答えは深い闇の中にある 13. 父の車 14. 雨が降っている 15. アンテザード 16. アガメムノンの燔祭 17. コングレスマン 18. オルゴール 19. FIRST INSPECTOR 20. 神は全てを許す 21. Q-vism（TV size） 22. bullet（TV edit） 23. 「Synthetic Sympathy」movie size 24. red strand（short size） |

PSYCHO-PASS PROVIDENCE Original Soundtrack by 菅野祐悟
『劇場版 PSYCHO-PASS サイコパス PROVIDENCE』のオリジナルサウンドトラック。2023年6月7日にソニー・ミュージックレコーズより発売された。
| DISC 1 1. PSYCHO-PASS PROVIDENCE Ver. 2. 兄弟よ、この世の邪悪に鉄槌を下せ 3. グローツラング号 4. 政治家ごっこ 5. 緊急通信 6. 重要外務省案件 7. 局長命令 8. 火中の栗 9. 外務省海外調査部現地調査隊・・・通称ピースブレイカー 10. 首輪を捨てた猟犬 11. 狂犬 12. 犯した罪 13. 割れた鏡 14. 甘い理想 15. 魂に言葉を刻め 16. 聖人 17. 贖罪 18. 支える手 19. 兄弟達よ。死を恐れるな・・・ 20. 鎮痛剤 | DISC 2 1. 二分心仮説 2. 文書の在処 3. ディバイダー 4. ただしい道 5. 憑依した者 6. 魂の判定基準 7. 祝いの花火 8. 船上教会 9. 幸せの青い鳥 10. 見事なクリアカラー 11. 法の正当性 12. 使命を背負う 13. 国防軍 14. 約束の地へ 15. 解析中 16. ハウンドチーム 17. 将軍の正体 18. 弔い合戦 19. 平和の恩恵 20. 戦闘係数上昇中 21. 神の視点 22. 荒波の海上 23. 相容れない沈黙 24. 世界秩序 25. 生み出された怪物 PROVIDENCE Ver. 26. 人と法を守るために PROVIDENCE Ver. 27. 常守朱。これがあなたの選択ですか |

PSYCHO-PASS 10th ANNIVERSARY BEST
第1期からPROVIDENCEまでの主題歌ベストアルバム。2024年3月27日にソニー・ミュージックレコーズより発売された。初回限定盤には歴代ノンクレジットOPEDや「PSYCHO-FES 10th ANNIVERSARY」の朗読劇パートを収録のBlu-ray付き。
DISC
1. abnormalize／凛として時雨
2. 名前のない怪物／EGOIST
3. Out of Control／Nothing's Carved In Stone
4. All Alone With You／EGOIST
5. Enigmatic Feeling／凛として時雨
6. Fallen／EGOIST
7. Q-vism／Who-ya Extended
8. bullet／Cö shu Nie
9. Who What Who What／凛として時雨
10. Synthetic Sympathy／Who-ya Extended
11. red strand／Cö shu Nie
12. abnormalize－Remixed by 中野雅之（PSYCHO-PASS SS OP ver.）
13. Fallen－Remixed by 中野雅之（PSYCHO-PASS SS Case.1 ED ver.）
14. All Alone With You－Remixed by 中野雅之（PSYCHO-PASS SS Case.2 ED ver.）
15. 名前のない怪物－Remixed by 中野雅之（PSYCHO-PASS SS Case.3 ED ver.）
16. アレキシサイミアスペア／凛として時雨
17. 当事者／EGOIST

PSYCHO-PASS サイコパス/ゼロ 名前のない怪物
同名小説を元にしたドラマCD。2013年9月25日に上巻が、11月27日に下巻がタブリエ・コミュニケーションズより発売された。
| 上巻 DISC 1 1. むかしばなしをはじめようか 2. おひめさまとおうじさま 3. わるいまほうつかいののろい 4. ふたりのおしろ DISC 2（初回生産限定盤のみ） 1. 名前のない座談会（関智一×浅沼晋太郎） 2. おまけドラマ「刑事たちの短い平穏」 | 下巻 DISC 1 1. しょうじきもののおうじさま 2. わるいまほうつかいたいじ 3. なまえのないかいぶつ DISC 2（初回生産限定盤のみ） 1. ひみつのゆりかご〜名前のない怪物 2. 名前のない座談会（櫻井孝宏×鈴村健一） 3. おまけドラマ「気まぐれな犯罪者たち」 |

キャスト
| 上巻 - 狡噛慎也 - 関智一 - 佐々山光留 - 浅沼晋太郎 - 桐野瞳子 - 名塚佳織 - 征陸智己 - 有本欽隆 - 宜野座伸元 - 野島健児 - 六合塚弥生 - 伊藤静 - 唐之杜志恩 - 沢城みゆき - 内藤僚一 - 松岡禎丞 - 霜村正和 - 浜田賢二 - 青柳璃彩 - 浅野真澄 - 神月凌吾 - 木村良平 - 藤間幸三郎 - 鈴村健一 - 槙島聖護 - 櫻井孝宏 - 百田舞 - 阿久津加菜 - 常守朱 - 花澤香菜（初回生産限定盤のみ） - 縢秀星 - 石田彰（初回生産限定盤のみ） | 下巻 - 狡噛慎也 - 関智一 - 佐々山光留 - 浅沼晋太郎 - 桐野瞳子 - 名塚佳織 - 征陸智己 - 有本欽隆 - 宜野座伸元 - 野島健児 - 六合塚弥生 - 伊藤静 - 唐之杜志恩 - 沢城みゆき - 内藤僚一 - 松岡禎丞 - 霜村正和 - 浜田賢二 - 青柳璃彩 - 浅野真澄 - 神月凌吾 - 木村良平 - 藤間幸三郎 - 鈴村健一 - 槙島聖護 - 櫻井孝宏 - チェ・グソン - 増谷康紀（初回生産限定盤のみ） |

PSYCHO-PASS サイコパス 監視官 狡噛慎也
『PSYCHO-PASS サイコパス 監視官 狡噛慎也』単行本2巻初回限定版に付属のドラマCD。
キャスト
- 狡噛慎也 - 関智一
- 天利陽名 - 南條愛乃
- 和久善哉 - 細谷佳正
- 花表 翼 - 早見沙織
- 征陸智己 - 有本欽隆
- 昏田尚人 - 鈴木達央

「PSYCHO-PASS サイコパス 追跡者 縢秀星」ドラマCD
小説『PSYCHO-PASS サイコパス 追跡者 縢秀星』のドラマCD。上巻は、2015年8月に開催された「コミックマーケット88」で先行発売。下巻は同年12月に開催された「コミックマーケット89」で先行発売され、音泉ブースでの購入特典でミニドラマCD「クニっちランチ最適化プロジェクト」が付いた。上下巻ともに一般流通はタブリエ・コミュニケーションズから発売。
| 上巻 - 縢秀星 - 石田彰 - 常守朱 - 花澤香菜 - 六合塚弥生 - 伊藤静 - 唐之杜志恩 - 沢城みゆき - 宜野座伸元 - 野島健児 - 征陸智己 - 有本欽隆 - 狡噛慎也 - 関智一 - 青柳璃彩 - 浅野真澄 - 縢秀星（少年） - 日野まり - 小児潜在犯 - 蒼井翔太 | 下巻 - 縢秀星 - 石田彰 - 常守朱 - 花澤香菜 - 宜野座伸元 - 野島健児 - 狡噛慎也 - 関智一 - 六合塚弥生 - 伊藤静 - 唐之杜志恩 - 沢城みゆき |

ラジオCD
| タイトル                                                          | 発売日        | 規格品番    |
| ----------------------------------------------------------------- | ------------- | ----------- |
| PSYCHO-PASS ラジオ 公安局刑事課24時 冬の一斉検挙SP                | 2013年1月30日 | TBZR-0088/9 |
| PSYCHO-PASS ラジオ 公安局刑事課24時 春の交通安全SP                | 2013年4月24日 | TBZR-0096/7 |
| PSYCHO-PASS ラジオ 公安局刑事課24時 凶悪犯確保の瞬間SP            | 2013年7月3日  | TBZR-0122/3 |
| PSYCHO-PASS ラジオ 公安局刑事課24時 復活SP                        | 2015年1月28日 | TBZR-0375/6 |
| 新録音版PSYCHO-PASSラジオ 公安局刑事課24時                        | 2014年8月18日 | PPSP-0001   |
| PSYCHO-PASS サイコパスラジオ 公安局刑事課24時 選択なき幸福 移植版 | 2015年1月28日 | FPBD-0374   |

### アプリケーション
ちみキャラさいこぱす
iOSアプリ『サイコパスステーション』配信およびBlu-ray Disc特典収録の、ニトロプラス&Production I.Gの制作によるミニADV。デザインはちみ絵師・ゆーぽん。
| 話数   | サブタイトル   | iOSアプリお試し版  | Blu-ray Disc収録巻               |
| ------ | -------------- | ------------------ | -------------------------------- |
|        | 予告編         | 2012年11月15日配信 | 第1巻 フルボイス未公開ロングVer. |
| 第1話  | ICPO           | 2012年11月15日配信 | 第1巻 フルボイスVer.             |
| 第2話  | 武家屋敷       | 11月30日配信       | 第3巻 フルボイスVer.             |
| 第3話  | ROOM-Q10       | 12月13日配信       | 第3巻 フルボイスVer.             |
| 第4話  | DRAG           | 12月28日配信       | 第4巻 フルボイスVer.             |
| 第5話  | I?U            | 2013年1月4日配信   | 第4巻 フルボイスVer.             |
| 第6話  | UMA            | 1月17日配信        | 第6巻 フルボイスVer.             |
| 第7話  | 大豆BUTA       | 2月7日配信         | 第6巻 フルボイスVer.             |
| 第8話  | KANDA          | 3月4日配信         | 第7巻 フルボイスVer.             |
| 第9話  | FUF            | 4月5日配信         | 第7巻 フルボイスVer.             |
| 第10話 | HARD 茹で?     | 4月23日配信        | 第8巻 フルボイスVer.             |
| 第11話 | TNKT           | 5月2日配信         | 第8巻 フルボイスVer.             |
| 第12話 | 学園さいこぱす | （未配信）         | 第8巻 フルボイスVer.             |

### ゲーム

#### 家庭用ゲーム
PSYCHO-PASS サイコパス 選択なき幸福
Xbox One用ゲームソフトとして、5pb.（MAGES.）より2015年5月28日に発売された。ジャンルはアドベンチャーゲーム。PlayStation 4/PlayStation Vita用では2016年3月24日に発売。Steam用では2017年7月14日に発売。iOS用では2017年7月27日に発売。また、Android用では2017年8月18日に発売。

#### 体感型ゲーム
会場はそれぞれである。開催日は休演日を含む。
体感型捜査ゲーム PSYCHO-PASS サイコパス 〜としまえんに侵入した潜在犯を捜し出せ〜
制作：PKシアター、2013年2月9日 - 17日・4月6日・7日
体感型脱出ゲーム PSYCHO-PASS サイコパス〜アクアシティ爆破を阻止せよ〜
制作：PKシアター、2014年7月18日 - 9月28日
PSYCHO-PASS サイコパス×ネットとリアルで体感ゲーム「お台場の犯人を追え」
制作：シーエスレポーターズ、2014年7月22日 - 9月30日
リアル謎解き捜査ゲーム PSYCHO-PASS サイコパス お台場に仕掛けられたテロを 阻止せよ!
制作：NAZO×NAZO劇団、2014年7月26日 - 9月21日
PSYCHO-PASS サイコパス×ネットとリアルで体感ゲーム「がたふぇすの犯人を追え」
制作：シーエスレポーターズ、2014年10月18日・19日
体感型脱出ゲーム PSYCHO-PASS サイコパス 〜首相暗殺を阻止せよ!〜
制作：PKシアター、2014年12月20日 - 2015年3月01日
PSYCHO-PASS サイコパス×ネットとリアルで体感ゲーム もうひとつのサイコパス
制作：シーエスレポーターズ、2014年12月22日 - 2015年2月27日
リアル謎解き捜査ゲーム PSYCHO-PASS 2 サイコパス 連続爆破事件阻止ルート
制作：NAZO×NAZO劇団、2015年1月3日 - 2月22日・8月8日・9日
リアル謎解き捜査ゲーム PSYCHO-PASS 2 サイコパス ドミネーター奪還ルート
制作：NAZO×NAZO劇団、2015年1月3日 - 2月22日・8月1日・2日
リアル謎解き捜査ゲーム×PSYCHO-PASS サイコパス Sinners of System in JOYPOLIS 姿なき殺人者
制作：NAZO×NAZO劇団、2019年1月11日 - 16日・1月18日 - 3月17日
リアル謎解き捜査ゲーム×PSYCHO-PASS サイコパス Sinners of System on the Ship 第一弾 あなた色の正義
制作：NAZO×NAZO劇団、2019年1月25日・26日・2月1日 - 3日・17日・23日
リアル謎解き捜査ゲーム×PSYCHO-PASS サイコパス Sinners of System on the Ship 第二弾 平和の為の抵抗
制作：NAZO×NAZO劇団、2019年2月8日 - 11日・15日・16日・24日
AR謎解きゲーム PSYCHO-PASS サイコパス 渋谷サイコハザード
制作：プレティア・テクノロジーズ、2020年1月21日 -　3月16日時点でコロナウイルスの影響で新規予約一旦停止、7月8日 - 9月30日
リアル脱出ゲーム×PSYCHO-PASS『管理社会に潜む爆弾魔からの脱出』
制作：SCRAP、2023年5月31日 - 2024年5月12日

### 朗読劇
『朗読劇 PSYCHO-PASS サイコパス -ALL STAR REALACT-』
2015年7月19日開催。同年11月18日にBlu-rayが発売された。
CAST
- 狡噛慎也 - 関智一
- 常守朱 - 花澤香菜
- 宜野座伸元 - 野島健児
- 霜月美佳 - 佐倉綾音
- 六合塚弥生 - 伊藤静
- 雛河翔・槙島聖護 - 櫻井孝宏
- 唐之杜志恩 - 沢城みゆき
- 縢秀星 - 石田彰
- 征陸智己 - 有本欽隆
- 東金朔夜 - 藤原啓治

### 立体物・スマートトイ
ドミネーターが以下の2ブランドで発売。
PROPLICA ドミネーター（バンダイ） - 2015年1月17日
DOMINATOR（Cerevo） - 2016年3月上旬
エリミネーターへの電動変形機構を備える。当製品用のスマートフォンアプリと連携することが可能。2023年9月20日より、10周年記念復刻モデル「DOMINATOR - 10TH ANNIVERSARY EDITION」が数量限定で予約販売開始。

### パチスロ
『ぱちスロ PSYCHO-PASS サイコパス』
2017年6月19日に京楽産業.より導入。

## 舞台劇

### オリジナル（舞台劇）
2019年4月18日から「舞台 PSYCHO-PASS サイコパス Virtue and Vice」が上演。本編のスタッフである深見真による描き下ろしのストーリーとなっており、本広克行が演出として携わる。
コラボレーションにあるパーティーゲーム『人狼』とは別の作品。
舞台 PSYCHO-PASS サイコパス Virtue and Vice
2019年4月18日 - 30日 東京・日本青年館
2019年5月3日 - 6日 大阪・森ノ宮ピロティホール
- 脚本 - 深見真
- 演出 - 本広克行
- ストーリー監修 - Production I.G
- キャスト[122]
  - 九泉晴人 - 鈴木拡樹
  - 嘉納火炉 - 和田琢磨
  - 井口匡一郎 - 中村靖日
  - 蘭具雪也 - 多和田任益
  - 相田康生 - 小澤雄太
  - 後藤田希世 - 町井祥真
  - 大城奏人 - 池田純矢
  - 三島慎吾 - 高橋光臣
  - 目白一歩 - 山崎銀之丞
- ボイスキャスト
  - 常守朱 - 花澤香菜
  - 禾生壌宗 - 榊原良子
  - ドミネーター - 日髙のり子
- 主題歌 - 凛として時雨「laser beamer」[123]

舞台 PSYCHO-PASS サイコパス Virtue and Vice 2
2020年11月20日 - 29日 東京・明治座
2020年12月3日 - 6日 大阪・COOL JAPAN PARK OSAKA WWホール
- 脚本 - 池田純矢
- 脚本監修 - 深見真
- 演出 - 本広克行
- キャスト[124]
  - 嘉納火炉 - 和田琢磨
  - 神宮寺司 - 荒牧慶彦
  - 光宗悟 - 多和田任益
  - 御子柴夕 - 中尾暢樹
  - 逆咲一花 - 青野楓
  - 周麟太郎 - 弓削智久
  - 斎記冬真 - 藤本隆宏
- 主題歌 - 凛として時雨「Perfake Perfect」[125]

舞台 PSYCHO-PASS サイコパス Virtue and Vice 3
2024年3月15日 - 24日 東京・THEATER MILANO-Za
2024年3月28日 - 31日 大阪・森ノ宮ピロティホール
- 脚本 - 深見真
- 脚本協力 - 私オム
- 演出 - 元吉庸泰
- 総合演出 - 本広克行
- キャスト[126]
  - 九泉晴人 - 鈴木拡樹
  - 海堂自我 - 和田雅成
  - 林崎仁哉 - 多和田任益
  - 鹿取尊 - 田村心
  - 水落涼介 - 菊池修司
  - 馬場吾郎 - 中村祐志
  - 青蓮院洸 - 春本ヒロ
- 映像出演
  - 嘉納火炉 - 和田琢磨
- 主題歌 - 凛として時雨「Trrrrrrrrrrrrrrrrrrrue Lies」 [127]

### アニメ原作（舞台劇）
2019年10月25日からテレビアニメ1期をベースにした『PSYCHO-PASS サイコパス Chapter1―犯罪係数―』が上演。
舞台版『PSYCHO-PASS サイコパス Chapter1―犯罪係数―』
2019年10月25日 - 11月10日 東京・品川プリンスホテル ステラボール
- 脚本 - 亀田真二郎
- 演出 - 三浦香
- 監修 - 虚淵玄
- キャスト[128]
  - 狡噛慎也 - 久保田悠来
  - 宜野座伸元 - 真田佑馬
  - 常守朱 - 河内美里
  - 縢秀星 - 橋本祥平
  - 唐之杜志恩 - 愛加あゆ
  - 六合塚弥生 - 立道梨緒奈
  - チェ・グソン - 磯野大
  - 泉宮寺豊久 - 大塚尚吾
  - 王陵璃華子 - 藤本結衣
  - 佐々山光留 - 細貝圭
  - 征陸智己 - 今村ねずみ
  - 槙島聖護 - 前山剛久

## 歌舞伎朗読劇
2025年1月11日・12日に『PSYCHO-PASS サイコパス 京都南座歌舞伎ノ舘×こえかぶ　朗読で楽しむ歌舞伎』が、京都・南座にて上演。本作は厚生省公安局の職務の一環としてシビュラシステムが下した決定で、常守朱たちが歌舞伎の上演に挑むという内容のパラレルワールドの物語となっている、歌舞伎作品の朗読劇である。脚本・演出は中屋敷法仁が担当。
歌舞伎の演目は、上方歌舞伎の代表的な名作より、男女の恋模様を描く『廓文章「吉田屋」』と、別離をテーマにした『平家女護島「俊寛」』。
- キャスト
  - 狡噛慎也（「俊寛」より俊寛僧都／「吉田屋」より吉田屋喜左衛門） - 関智一
  - 常守朱（「俊寛」より海女千鳥、瀬尾太郎兼康／「吉田屋」より若い者松吉、喜左衛門女房おきさ） - 花澤香菜
  - 宜野座伸元（「俊寛」より丹波少将成経／「吉田屋」より扇屋夕霧） - 野島健児
  - 須郷徹平（「俊寛」より平判官康頼、丹左衛門尉基康／「吉田屋」より藤屋伊左衛門） - 東地宏樹

## 書籍に関する販売展開
作中ではほぼ毎回、登場人物によって実在書籍や著作についての言及や引用がされており、その点に着目した書店や出版社の販売フェアやコラボレーション企画が行われ、第15話の槙島がグソンに紙の本を奨めるセリフの一部を変えた文章がキャッチコピーに使われている。
- 紀伊国屋書店新宿本店 PSYCHO-PASSフェア「紙の本を読みなよ」[130]
- 早川書房「PSYCHO-PASSサイコパス」×ハヤカワ文庫「紙の本を読みなよ」フェア[131] -  作中で言及、または関連する作品の中から自社出版している文庫の『アンドロイドは電気羊の夢を見るか?』、『ニューロマンサー』、『深夜プラス1』、『一九八四年』の4作品に、セリフ改変惹句と共に登場キャラクターの槙島をメインにそれぞれ狡噛、朱、宜野座、縢を配し印刷されたコラボレーション用の帯を付けての販売フェア。2014年の新編集版放映時には第二弾として、上記4タイトルに『デファレンス・エンジン』（上・下巻）を加えた6冊に別絵柄の帯を付帯させたフェアを行っている[132]。

## サイコパスる

### キャンペーン
『サイコパスる大捜査線』というタイアップキャンペーンが行われた。
ルミネ2店舗（ルミネエスト新宿とルミネマン渋谷）でオリジナルクリアファイルのプレゼント・資料の展示（新宿館）・各フロアに設置されたQRコードを読み取ると豪華グッズが当たったり（新宿館）、東京メトロ丸ノ内線新宿駅メトロプロムナードでシビュラゾーンが用意されたり、メッセージ年賀状が送られた他、凛として時雨とのコラボ護送車が都内を走り、タワーレコード渋谷店で「GONNOCENTWORLD-宜野座伸元の世界-」が展示されて野島健児トークショーも行われ、秋葉原の提携商業施設（アトレ秋葉原、ソフマップ本館、秋葉原パセラ電気街店、コトブキヤ秋葉原館、マーチエキュート神田万世橋、ちゃばら）でスタンプラリーが実施された。

### アトラクション
『DIVE to PSYCHO-PASS サイコパスる夏』、『DIVE to PSYCHO-PASS サイコパスる冬』といった、お台場エリアの主要施設を使用し、展示・物販・アトラクションと多岐にわたって、「PSYCHO-PASS サイコパス」の世界を体感＝DIVE出来るイベントを開催した。アクアシティお台場にて『PSYCHO-FILM』と題して各キャラクターの深層心理に迫る新規セリフを収録した特別な映像の上映、東京ジョイポリスにてアトラクション『PSYCHO-PASS サイコパス THE SHOOTING』の実施、アクアシティお台場周辺にてリアル謎解きゲーム各3種の開催、イベント期間限定の特設グッズショップ『PSYCHO-SHOP』、オリジナルフードメニューを提供する『PSYCHO-CAFE』が行われた
。
開催内容は、各時期（夏と冬）によって若干異なり、例えばアトラクション「PSYCHO-PASS サイコパス THE SHOOTING」は夏と冬ではリニューアルが行われて、冬では「PSYCHO-PASS サイコパス THE SHOOTING 2」になっていたり、リアル謎解きゲームも異なっている。また、夏だけで行われた企画としてはPSYCHO-PASSを含めたノイタミナアニメの先行上映もあり、また、お台場ではないがパシフィコ横浜を会場にライブやキャストトークショーに加え朗読劇などを行ったイベント『PSYCHO-FES サイコフェス』もDIVE展開のひとつとして含まれていた。
なお、『サイコパスる夏』『サイコパスる冬』で上映された特別映像は、Xbox One用ゲーム『PSYCHO-PASS サイコパス 選択なき幸福』の特典「DIVE to PSYCHO-PASS プレミアムディスク」（Blu-ray）として収録されることになり、限定版特典として『サイコパスる夏』、予約特典として『サイコパスる冬』が付属した。

## コラボレーション
ゲーム
- Mobageにアバター衣装用のコインガチャが登場している。
- NECビッグローブから配信されているカードコレクションゲーム『嫁コレ』に登場人物が参加している。
- ブシロードのトレーディングカードゲーム『ヴァイスシュヴァルツ』に参戦している。
- オンラインTPS『トイ・ウォーズ』とコラボレーションし、フィギュア☆スターというアイテムが提供された。
- オンラインRPG 『Legend of Souls』とコラボレーションし、アバターアイテムやコマンド、強化カードが入手条件を満たした者に配布された。
- パネルRPG『ディバインゲート』とコラボレーションし、クエストやスクラッチが提供された。
- オンラインマルチプレイFPS『サドンアタック』とコラボレーションし、キャラクターやアイテムが提供された。
- オンラインFPS『Alliance of Valiant Arms』とコラボレーションし、アイテムが登場した。
- アクションMMORPG『アヴァベルオンライン』とコラボレーションし、キャラクターやペットが登場した。
- パズルRPG『【18】キミト ツナガル パズル』とコラボレーションし、キャラクターがゲットできるレアガチャと、コラボクエストが提供された。
- シミュレーションRPG『ファントム オブ キル』とコラボレーションし、キャラクターがガチャで入手できた。
- 戦略シミュレーションゲーム『大戦略WEB』とコラボレーションし、キャラクターの士官やコラボ仕様兵器やイベントが行われた。
- ドラマ×アクション×RPG『消滅都市0』とコラボレーションし、コラボクエストやキャラクターの入手が可能だった。
- イケメン役者育成ゲーム『A3!』とコラボレーションし、キャラクターがコラボ限定カードになったりコラボエチュードイベントが関連した内容だった。
- ドラマティック抗争RPG『龍が如く ONLINE』とコラボレーションし、キャラクターがガチャで入手できた。

飲食
- 菓子店『Patisserie Swallowtai』とのコラボレーションスイーツが販売された。
- ノイタミナショップ＆カフェシアターでコラボメニューが登場した。
- ラーメン通販サイト『宅麺.com』とのコラボ麺の発売や、オリジナルグッズが当たった。
- カフェ『アニメイトカフェショップ』でコラボドリンクメニューが提供やオリジナルグッズが販売された。また、『アニメイトカフェグラッテ』でグラフィックラテが提供された。
- カフェ『TOWER RECORDS CAFE』表参道店でコラボメニューの提供やオリジナルグッズが販売された。
- カフェ『Animax Cafe+』でコラボメニューの提供やオリジナルグッズが販売された。
- 駅カフェ『ベックスコーヒーショップ』『ベッカーズ』『R・ベッカーズ』でドリンク回数券やコラボメニュー、コラボタンブラーが販売された。
- ベーカリーショップ『HOKUO』で、タイアップ商品のピロシキをプロモーションした。
- ラーメン店『野郎ラーメン』秋葉原店で、 3のアニメ本編に登場したラーメンを再現したメニューを提供した。

衣料
- メンズアパレルブランド『LIVERTIEN AGE』とのコラボTシャツを発売した。
- ファッションの通販サイト『SuperGroupies』とのコラボシャツ・コラボカットソー・コラボブレスレットを発売した。
- シルバーアクセサリーブランド『Artemis Kings』とのコラボアクセサリーが発売された。
- アパレルブランド『アベイル』とのコラボTシャツ・コラボパーカー・コラボトート・コラボポーチが発売された。
- 紳士服量販店『コナカ』のオーダースーツブランド『DIFFERENCE』とのコラボカフス・コラボネクタイピン・コラボスーツが発売された。

特典
劇場版アニメーションシリーズ「Project Itoh」の特別鑑賞券の購入特典としてコラボレーションしたクリアファイルが配布された。
舞台
パーティーゲーム『人狼』による舞台劇『人狼 ザ・ライブプレイングシアター』のコラボ企画X（クロス）シリーズ。アニメ第1期終了後の1年後の物語であり、登場するのは全てオリジナルキャラクター。
映画
ゴジラシリーズ第31作となるアニメ映画『GODZILLA 決戦機動増殖都市』とのコラボビジュアルが制作された。ラフは塩谷直義が切っている。